# Vũng Tàu (thành phố)
Vũng Tàu là một thành phố cũ thuộc tỉnh Bà Rịa – Vũng Tàu, vùng Đông Nam Bộ, Việt Nam. Đây là trung tâm kinh tế, tài chính, văn hóa, du lịch, và là một trong những trung tâm kinh tế của tỉnh và vùng kinh tế trọng điểm phía Nam. Sở hữu hai ngọn núi Lớn-Nhỏ, nhiều bãi biển đẹp hữu tình và khí hậu ấm áp quanh năm, Vũng Tàu là một địa điểm du lịch nổi tiếng tại miền Nam với nhiều địa điểm như Tượng Chúa Kitô Vua (Vũng Tàu), Bãi Sau, Bãi Trước, Thích Ca Phật Đài...
Vũng Tàu nằm cách cách Thành phố Hồ Chí Minh khoảng 88 km về phía Tây Nam. Dân số năm 2022 vào khoảng 530.025 người sinh sống tại 16 phường và 1 xã.
Nhờ vào vị trí chiến lược về phòng thủ ngay cửa ngõ vào Sài Gòn, Vũng Tàu được người Pháp xây dựng thành đô thị nghỉ dưỡng, vừa là căn cứ quân sự lớn trong suốt thế kỷ XX. Trong thời bình, thành phố chuyển thành một đặc khu kinh tế và trở thành thủ phủ của ngành công nghiệp khai thác dầu khí Việt Nam. Nhờ nguồn thu ngân sách từ dầu khí, đầu tư phát triển công nghiệp, kinh tế cảng biển và dịch vụ, thành phố đã có sự chuyển biến ngoạn mục với cơ sở hạ tầng giao thông, du lịch được đầu tư hoàn chỉnh và đồng bộ, thành phố đã trở thành đô thị loại I trực thuộc tỉnh, và là nơi đáng sống và là một trong những đô thị dẫn đầu cả nước về thu nhập bình quân đầu người.
Từ ngày 2 tháng 5 năm 2012, tỉnh lỵ của tỉnh Bà Rịa – Vũng Tàu được chuyển đến thành phố Bà Rịa.

## Lịch sử

### Thời phong kiến

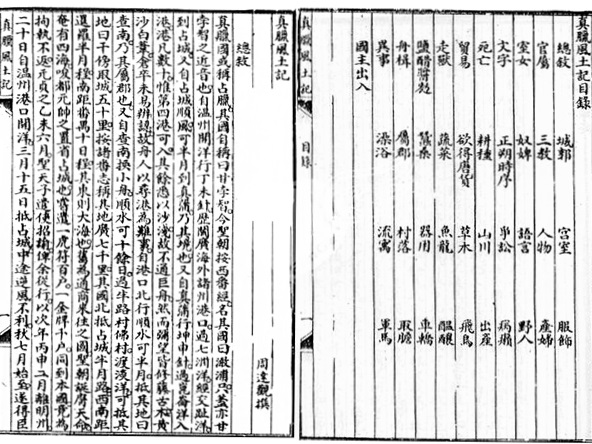
Chân Lạp Phong Thổ Ký

Lịch sử Vũng Tàu gắn liền với quá trình di dân của người Việt vào miền Nam.
Con người đã sinh sống trên Vũng Tàu từ khoảng thế kỷ thứ 1 TCN. Trên đảo Long Sơn và sườn núi Bãi Dứa ở Vũng Tàu ngày nay, các nhà khảo cổ học đã khai quật được nhiều di chỉ mộ táng chứa di cốt người, xương răng động vật cùng nhiều đồ trang sức tuỳ táng có niên đại thuộc nền văn hóa Óc Eo-Phù Nam cổ đại.
Từ thế kỷ 1 đến đầu thế kỷ 7, khu vực này thuộc Vương quốc cổ Phù Nam, rồi bị sáp nhập vào lãnh thổ Chân Lạp.

Từ thế kỷ 13, vùng đất của Chân Lạp này được gọi là trấn Chân Bồ (chữ Hán: 真蒲). Năm 1295, sứ thần nhà Nguyên tên Chu Đạt Quan (tiếng Trung: 周達觀; Wade–Giles: Tcheou Ta-kouan, còn gọi là Châu Đạt Quan) theo sứ đoàn Trung Hoa đi thăm kinh đô Angkor của Chân Lạp (nay thuộc Campuchia) ngang qua vùng đất này. Lúc về ông đã kể lại trong cuốn Chân Lạp Phong Thổ Ký (chữ Hán: 真臘風土記) rằng:

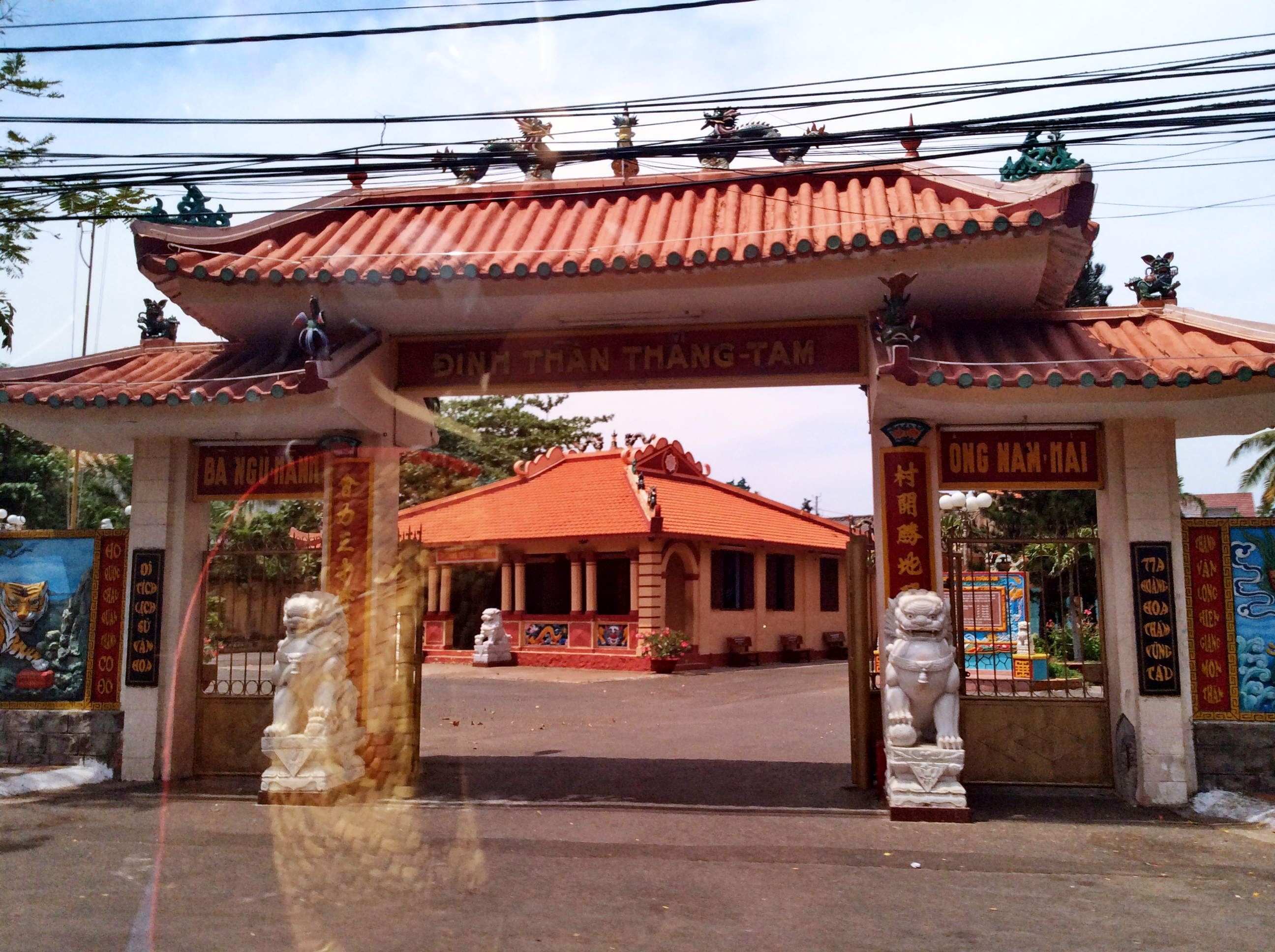
Đình Thắng Tam

自溫州開洋，行丁未針。歷閩、廣海外諸州港口，過七洲洋，經交趾洋到占城。又自占城順風可半月到真蒲，乃其境也。
Dịch nghĩa:
Rời bến Ôn Châu ở Chiết Giang... đi ngang Giao Chỉ Dương và đến xứ Chiêm Thành. Ở đấy, nhờ thuận gió, trong vòng 15 ngày ta có thể đến Chân Bồ, đó là biên giới xứ Chân Lạp.
Trong các thế kỷ 16-17, sự suy vong của triều đình Chân Lạp đã tạo điều kiện cho các Chúa Nguyễn ở Đàng Trong gia tăng tầm ảnh hưởng đến Vũng Tàu.
Từ các thế kỷ 16, 17, vì chiến tranh, nội loạn liên miên, người Việt từ các vùng Thuận-Quảng đã bỏ xứ phiêu bạt vào miền Nam sinh sống, trong đó có vùng Mô Xoài (Bà Rịa) . Năm 1698, Nguyễn Hữu Cảnh đi kinh lý ở phía nam, lập ra phủ Gia Định. Khi đó, Vũng Tàu thuộc tổng Phước An, huyện Phước Long của phủ này. Sau đó, lại chuyển về dinh Trấn Biên.
Để bảo vệ cửa biển Vũng Tàu, vào năm 1788, chúa Nguyễn đã cho lập phong hỏa đài ở hòn Ngọa Ngưu gần Bạch Dinh ngày nay.
Đầu thế kỷ 16, vùng đất nay là Vũng Tàu đã được nhiều nhà du hành châu Âu để chân tới trên con đường tìm kiếm thị trường cũng như khai thác các nguồn hàng mới ở châu Á.
Thương nhân Bồ Đào Nha đã gọi vùng đất này là Oporto Cinco Chagas Verdareiras với ý nghĩa là "vịnh năm vết thương của Chúa" để chỉ cảnh tượng năm đỉnh núi khi nhìn từ xa bờ.
Nơi đây có thể cung cấp nước ngọt, củi đốt và cả gỗ tốt để làm cột buồm cho những chuyến hải trình tiếp theo.
Từ năm 1775, tàu thuyền của Bồ Đào Nha và Pháp ra vào vùng biển Vũng Tàu để buôn bán, trao đổi hàng hóa, và từ đấy người Pháp gọi Vũng Tàu với tên Cap Saint-Jacques (nghĩa là "Mũi đất của Thánh Giacôbê").

### Triều Nguyễn
Sau khi thống nhất nước nhà và lập ra triều Nguyễn, hoàng đế Gia Long đã cử ba đội quân đến đây xây dựng đồn lũy, chống hải tặc, trấn giữ cửa biển.
Sau khi nạn cướp biển được dẹp yên, vua Minh Mạng cho ba lớp lính trên giải ngũ và lập ra ba làng Thắng Nhất, Thắng Nhì, Thắng Tam. Mỗi làng có ba ông đội. Ba làng này được gọi chung là Tam Thắng, sau đổi tên thành Phước Thắng thuộc phủ Phước Tuy. Dân các làng khai khẩn đất đai, khai hoang làm rẫy và làm nghề đánh cáo, tạo nên các Xóm Rẫy, xóm Vườn, Xóm Lưới.
Trong khi đó tại
Trong bộ Phủ biên tạp lục (chữ Hán: 撫邊雜錄) năm 1776 của Lê Quý Đôn có nhắc đến bán đảo Vũng Tàu: "Đầu địa giới Gia Định là xứ Vũng Tàu, nơi hải đảo có dân cư." Tác phẩm Đại Nam nhất thống chí (chữ Hán: 大南一統志) thời nhà Nguyễn có ghi chép lại: "... trong có vũng lớn gọi là Vũng Tàu, ngày để che chở cho tàu thuyền đỗ nghỉ. Trên núi có suối nước ngọt, chân núi tụ họp dân chài, thật là chỗ cửa quan xung yếu."

### Pháp thuộc (1859–1945)
Ngày 10 tháng 2 năm 1859 tức mồng 8 Tết Kỷ Mùi, quan quân nhà Nguyễn đã khai hỏa lần đầu tiên những khẩu súng thần công đặt ở pháo đài Phước Thắng, cao 30 m và cách bờ biển Bãi Trước gần 100 m, bắn vào đoàn chiến thuyền của liên quân Pháp-Tây Ban Nha do tướng Rigault de Genouilly chỉ huy trên đường vào xâm lược Nam Kỳ, Ở Nam Kỳ, cuộc kháng chiến chống Pháp bắt đầu. Nguyên soái Trần Đồng, tổng chỉ huy thủy quân của nhà Nguyễn, đã hi sinh trong trận giao chiến này.

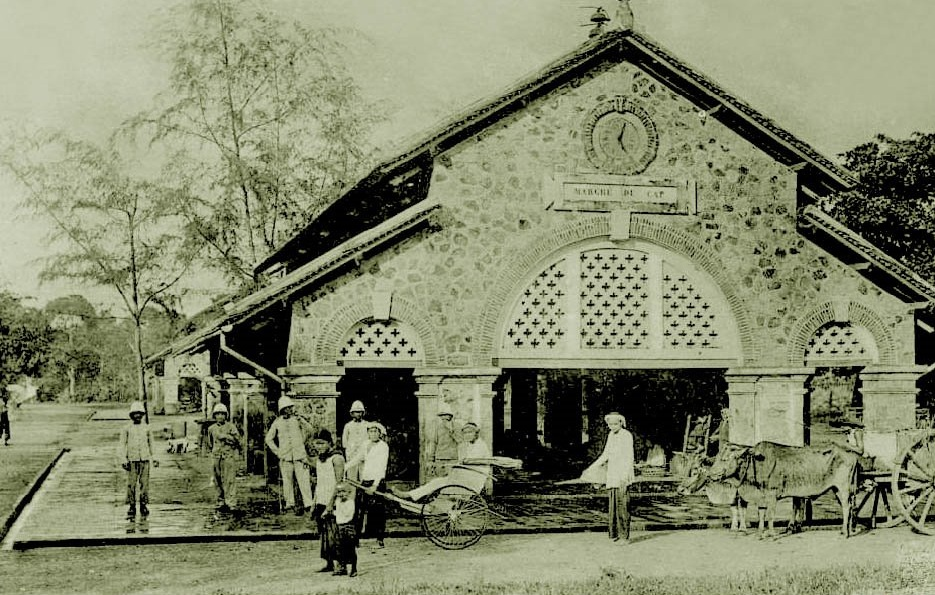
Chợ cũ Vũng Tàu (1909)

Bài viết trên tạp chí Le Monde illustré số ra ngày 18/7/1836 nói về ngọn hải đăng và vịnh Hàng Dừa ở Cap Saint-Jacques

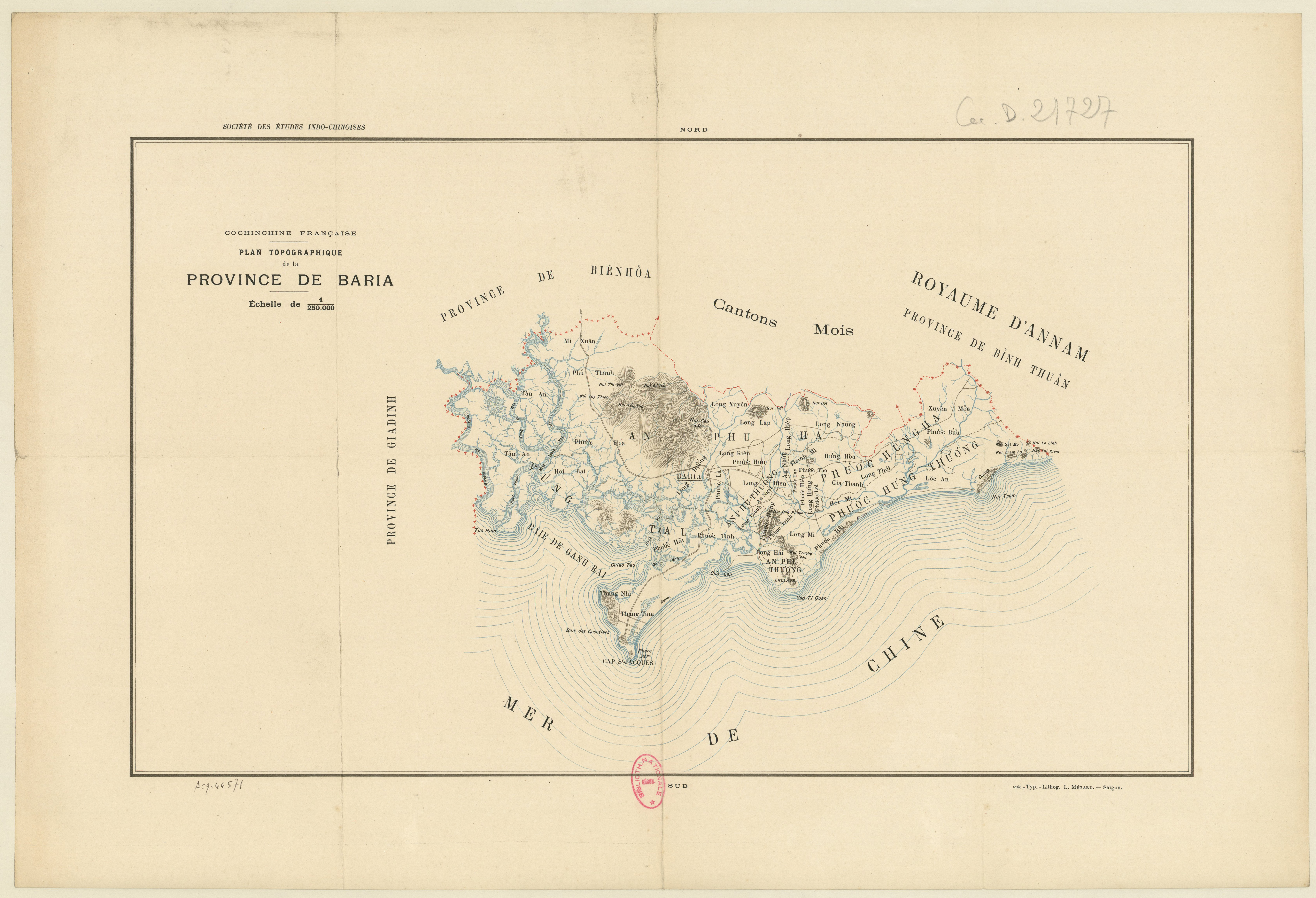
Bản đồ hạt Bà Rịa thời Pháp cho thấy Vũng Tàu là một đại lý thuộc hạt này

Với vị trí chiến lược, người Pháp đã định hình đô thị Cap thành một đô thị nghỉ dưỡng kết hợp phòng thủ quân sự chiến lược.

Féré (1863) đã mô tả về Vịnh Hàng Dừa như sau:
... một vịnh xanh nhỏ quyến rũ, tất cả đều được bao quanh bởi những rặng dừa cao và những cây ăn quả lớn, tạo ra một loại dầu quý, mà ngành công nghiệp của chúng tôi sẽ không ngừng sử dụng một cách có lợi, ngay khi chúng tôi lắp đặt theo cách hoàn thiện hơn.
Vào năm 1862, một ngọn hải đăng được xây dựng trên đỉnh núi phía đông nam cũa Dãy núi Hải Đăng (Núi Nhỏ), ở cao độ 139m. Chiều cao của hải đăng 8m, và tầm chiếu xa 30 đặm.

Năm 1876 Vũng Tàu được xếp vào hạt tham biện Bà Rịa, nằm trong khu vực hành chánh (circonscription administrative) Sài Gòn, theo nghị định phân chia hành chính của thực dân Pháp.

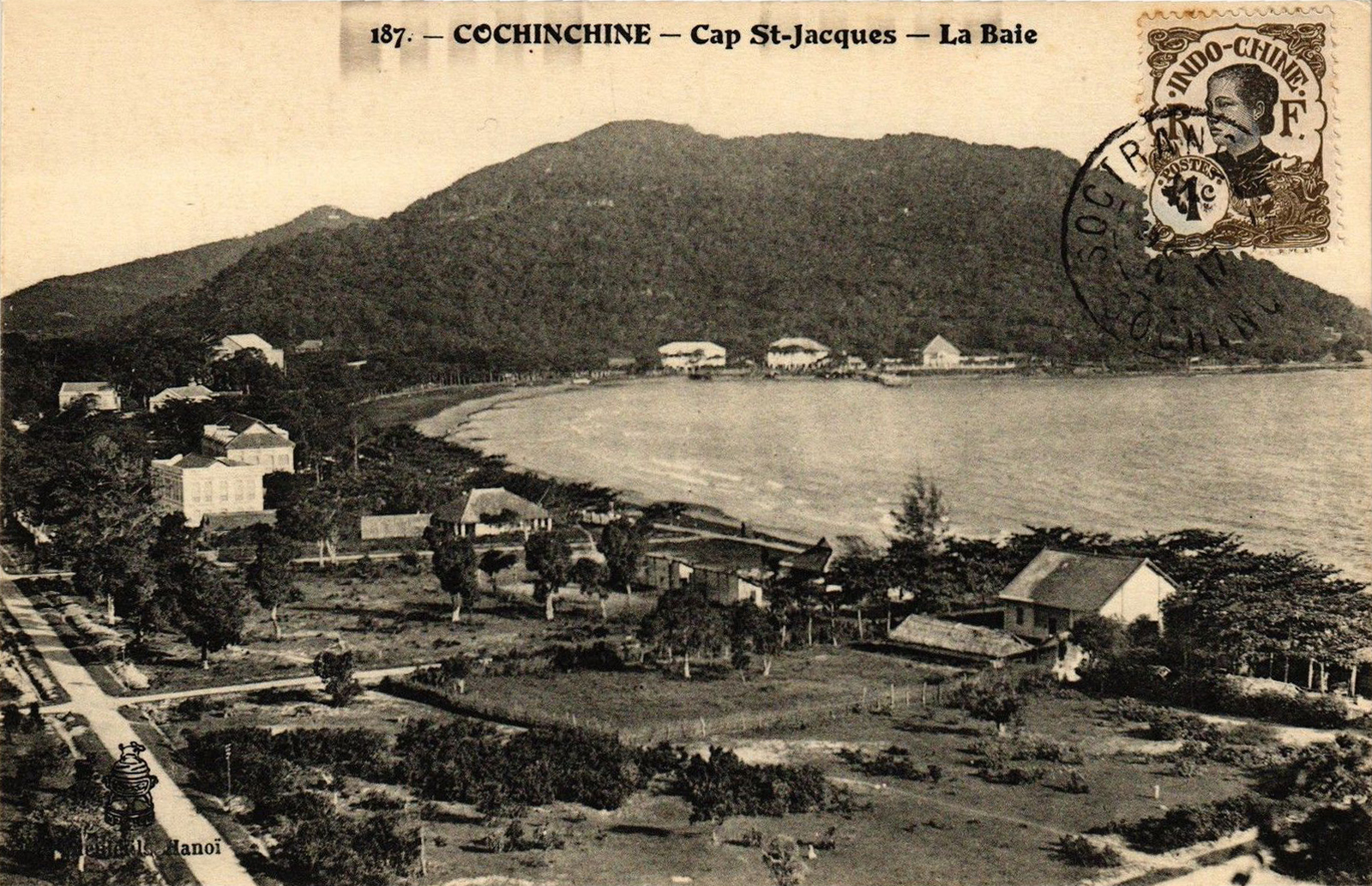
Vịnh Hàng Dừa, tức Bãi Trước Vũng Tàu trên một tấm bưu thiếp đầu thế kỷ 20

Ngày 1 tháng 5 năm 1895 Thống đốc Nam Kỳ ra nghị định tách thị xã Cap Saint Jacques ra khỏi tiểu khu Bà Rịa để lập thành phố tự trị (commune autonome) Cap Saint Jacques. Đứng đầu đô thị này là đốc lý (résident maire). Đến ngày 20 tháng 1 năm 1898, Cap Saint Jacques hợp nhất trở lại với tiểu khu Bà Rịa, đến năm 1899 lại tách ra thành hai đơn vị hành chính độc lập. Ngày 14 tháng 1 năm 1899 thành phố tự trị Cap Saint Jacques thành lập tổng Vũng Tàu gồm 7 xã.
Chính quyền bảo hộ gấp rút quy hoạch trung tâm hành chính ở Vũng Tàu dọc theo Bãi Trước. Các công sở đua nhau mọc lên như Nhà dây thép, Phòng hoa tiêu, Nhà Đoan, Trạm kiểm dịch, Hải đăng, Sở Cò, Sở Tràng Tiền. Tòa Bố (l'Inspection) đặt tại đường Boulevard des Landes (nay là đường Quang Trung).
Người Pháp cũng chú ý mở mang thị xã Cap thành nơi tắm biển, dưỡng bệnh cho quan chức thực dân như Viện điều dưỡng hoa tiêu Anduzer (1870), khách sạn Grand (1897), và Bạch Dinh Villa Blanche (1896). Tính đến năm 1934 Vũng Tàu có tới 48 biệt thự tư nhân, 11 biệt thự của địa ốc ngân hàng Nam Kỳ, 22 biệt thự dành riêng cho sĩ quan và hàng chục khách sạn.
Trong vòng 10 năm, chính quyền thuộc địa đã xây dựng xong toàn bộ hệ thống hỏa lực trọng pháo với 3 trận địa pháo với 4 khẩu pháo lớn cùng nhiều hầm, hào vững chắc nằm rải rác trên đỉnh và sườn Núi Lớn, Núi Nhỏ. Từ năm 1889 đến 1895, hai trại lính lớn được xây dựng xong, bảo đảm cho gần 2.000 lính đồn trú thuộc binh đoàn thuộc địa số 11 (11è R.I.C) tại Bến Đình và sau lưng Nhà thờ Vũng Tàu ngày nay.
Mạng lưới giao thông được triển khai đồng bộ tạo sự thuận tiện cho du khách và binh lính đồn trú Vũng Tàu, như Đường thuộc địa số 15 (sau là Quốc lộ 51, khánh thành 1896), đường vòng Núi Lớn Núi Nhỏ (1912), cầu Tàu Bãi Trước và cầu Tàu Bến Đình.
Vũng Tàu thu hút hàng ngàn thợ xây dựng từ ba làng Thắng Nhất, Thắng Nhì, Thắng Tam, từ Bà Rịa, Long Sơn, từ Cần Thơ và nhiều địa phương khác.
Dân số Vũng Tàu cũng tăng lên nhanh chóng, từ 5.690 người năm 1901, trong đó có gần 2.000 người di cư từ miền Bắc vào, sống chủ yếu bằng nghề đánh bắt thủy hải sản. Đến thập niên 1930, dân số đạt 8.100 người và năm 1955 đã lên tới 29.390 người.
| Năm  | Dân số | Nguồn  |
| ---- | ------ | ------ |
| 1899 | 5.690  | [ 24 ] |
| 1930 | 7.000  |        |
| 1945 | 8.700  |        |
| 1953 | 11.263 |        |
| 1955 | 29.390 |        |

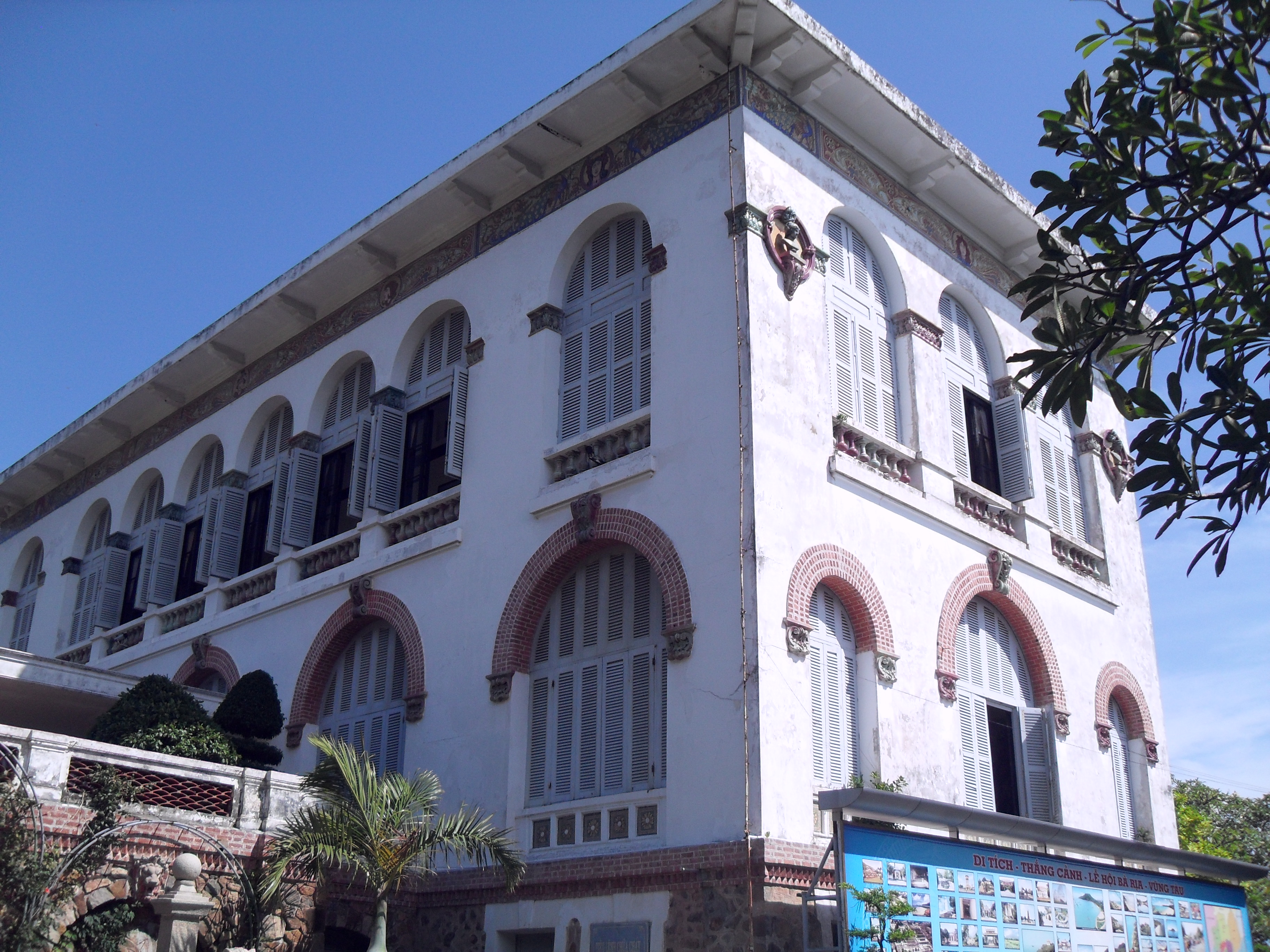
Bạch Dinh Villa Blanche là dinh thự nghỉ mát do toàn quyền Doumer xây dựng

Sau cuộc chính biến Cần vương không thành, người Pháp đã đưa vua Thành Thái về quản thúc ở đây từ năm 1907 đến 1916, trước khi bị đẩy đi đảo Réunion.
Một cơn bão lớn đã tấn công Cap Saint Jacques vào ngày 1 tháng 5 năm 1904 gây thiệt hại đáng kể cho cơ sở hạ tầng và người. Biệt thự Toàn quyền (Bạch Dinh) bị hư hại, và 2,8 km đường Lanessan Quay dọc theo Vịnh Hàng Dừa và đường Corniche bị cuốn trôi. Một tàu buồm, ba chiếc thuyền và khoảng 40 tàu gỗ bị đánh chìm. Trong các làng gần Cap Saint Jacques có hơn 70 người mất tích.
- Ngày 1 tháng 4 năm 1905 theo nghị định của Toàn quyền Đông Dương, Cap Saint Jacques không còn là thành phố tự trị và trở thành đại lý hành chính thuộc tỉnh Bà Rịa.[27]
- Ngày 5-7-1928, Thống đốc Nam kỳ ra nghị định tách phần đất tổng Vũng Tàu gồm xã Sơn Long, ba xã Thắng Nhất, Thắng Nhì, Thắng Tam của Đại lý Cap Saint Jacques và quận Cần Giờ gồm các xã Cần Thạnh, Đồng Hòa, Thạnh An, Tân Thạnh, lập tỉnh Cap Saint Jacques. Đến năm 1935 tỉnh Cap Saint Jacques lại hạ cấp xuống thành thị xã (commune). Năm 1947 tái lập tỉnh với tên Vũng Tàu gồm cả quận Cần Giờ của tỉnh Gia Định nhập vào, nhưng đến năm 1952 lại giải thể tỉnh, hạ thành thị xã.

### Nhật đảo chính Pháp
Sau sự kiện Nhật đảo chính Pháp tại Đông Dương ngày 9 tháng 3 năm 1945, quân Nhật tiếp quản toàn bộ công sở và căn cứ quân sự tại Vũng Tàu. Chính quyền thân Nhật được thành lập, Tri huyện Tạ Nhất Tứ rồi Đốc phủ sứ Lâm Văn Huê được đưa lên làm Tỉnh trưởng Cấp. Vũng Tàu trở thành một cơ sở lục quân và hải quân lớn của Nhật.
Những ngày Cách mạng Tháng Tám, Ủy ban khởi nghĩa Vũng Tàu do nhóm Việt Minh của Nguyễn Ngọc Bảo, Hồ Sĩ Ninh, Nguyễn Xuân Nhật và Lê Đình Y phụ trách đã cùng đội Cảm tử quân tổ chức cuộc mít-tinh với hơn 4.000 người tại sân vận động Lam Sơn ngày 28 tháng 8 năm 1945. Trước khí thế hào hùng của người tham dự, tỉnh trưởng Lâm Văn Huê từ chức, giao ấn tín cho chính quyền Cách mạng.
Một Ủy ban Hành chính lâm thời tỉnh được thành lập, gồm Nguyễn Xuân Nhật (Chủ tịch Mặt trận Việt Minh Vũng Tàu) là Ủy trưởng quân sự, Hồ Sĩ Nam là ủy viên tuyên truyền, Nguyễn Ngọc Bảo và Lê Đình Y là Trưởng, Phó đơn vị Quốc gia tự vệ cuộc. Lâm Văn Huê tiếp tục được mời làm Chủ tịch Ủy ban hành chính.
Ngày 9 tháng 2 năm 1946, liên quân Anh-Pháp dùng xe tăng, bộ binh tái chiếm Bà Rịa, rồi chia làm 2 mũi tiến công chiếm đóng thị xã Vũng Tàu. Các cán bộ Việt Minh tập hợp về Long Mỹ, Đất Đỏ xây dựng căn cứ kháng chiến.
Trong những năm 1947-1954, Pháp tái thiết lập và củng cố quyền kiểm soát thành phố này. Trong khi đó, với danh nghĩa đánh đuổi thực dân cứu quốc, phong trào kháng chiến của Việt Minh phát triển mạnh mẽ trên toàn miền Nam. Xứ ủy Nam Kỳ và Việt Minh đã thực nhiều hoạt động tuyên truyền nhằm vận động quần chúng tham gia, ủy lạo kháng chiến, xây dựng lòng tin và cơ sở cách mạng, tiêu biểu như: bãi thị trên toàn thị xã Vũng Tàu (14 tháng 9 năm 1946), rải truyền đơn, vận động tiểu thương tư sản ủng hộ tiền mua áo lạnh tặng chiến sĩ, mua công trái kháng chiến, vận động nhân dân bán lúa cho cách mạng.
Các tổ chức vũ trang Biệt động đội Vũng Tàu, Thị đội và Công an xung phong đã tổ chức nhiều cuộc tấn công nhỏ lẻ nhằm vào quân Pháp để gây tiếng vang và làm suy yếu đối phương. Tiêu biểu là các trận đánh: trận phục kích đoàn xe quân đội Pháp (tháng 6/1947), trận tập kích Văn phòng Chánh mật thám Liên bang của quân Pháp (tháng 2/1952), trận tập kích Trung tâm An dưỡng Võ Biền (tháng 7/1952).
Trận bão lụt lịch sử do cơn bão Vae gây ra vào tháng 10 năm 1952 tàn phá nặng nề cả miền Đông Nam Bộ, trong đó có Vũng Tàu.

### Hiệp định Genève

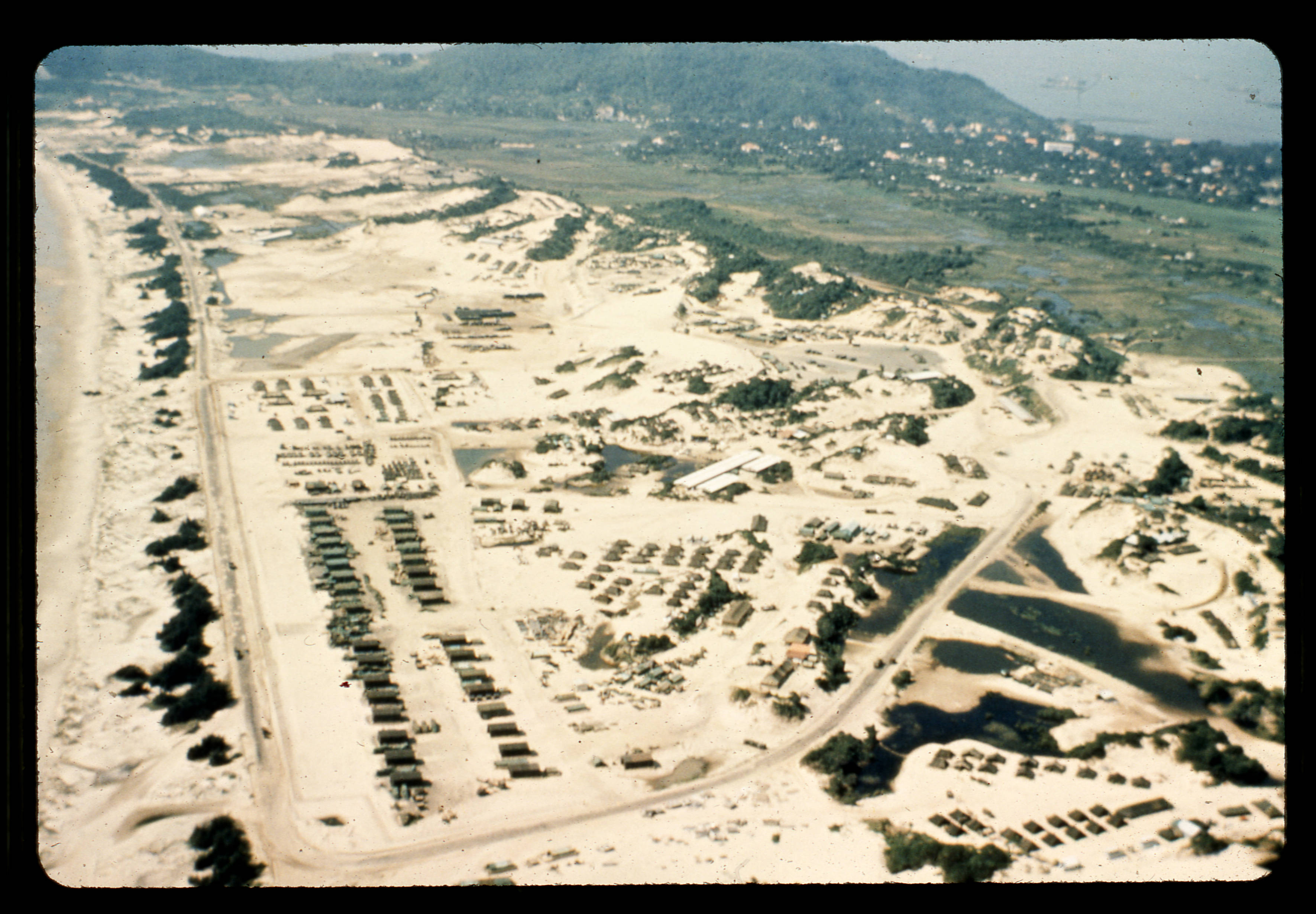
Căn cứ Lữ đoàn 1 ATF Quân đội Úc trú đóng tại Bãi Sau, không ảnh năm 1966

Sau khi Hiệp định Genève được ký kết, chính quyền Việt Nam Cộng Hoà đưa trên 1 triệu người vào Nam, trong đó có hơn 800.000 giáo dân Công giáo. Chính quyền bố trí 3 trạm đón tiếp người di cư tại Thạnh Thới và Rạch Dừa. Chính quyền địa phương đã bố trí những cư dân mới này tại các địa điểm xung yếu dọc Quốc lộ 15 như Bến Đá, Thắng Nhì, Thắng Nhất, Rạch Dừa, Phước Thắng và Phước Thành, hình thành nên nhiều xứ đạo Công giáo toàn tòng.
Với vị trí chiến lược ngay cửa biển sát đô thành Sài Gòn, chính phủ Việt Nam Cộng hòa và các đồng minh Hoa Kỳ, Úc, Nam Hàn đã củng cố và phát triển Vũng Tàu thành tuyến phòng sự chiến lược. Sau khi tiếp quản các cơ sở quân sự của Pháp tại đây, Quân lực Việt Nam Cộng hòa đã thiết lập nhiều cơ sở huấn luyện lớn như Trung tâm huấn luyện cán bộ xây dựng nông thôn, Trường Quân cảnh, Trường truyền tin, Trường Thiếu sinh quân và Quân Y Viện. Trong giai đoạn 1964 - 1972, quân đội Hoàng gia Úc đã huy động tổng cộng 61.000 quân Hải, Lục, Không quân đến phục vụ tại Vũng Tàu. Phi trường Vũng Tàu được mở rộng, trở thành một sân bay quân sự quan trọng tại Nam phần.

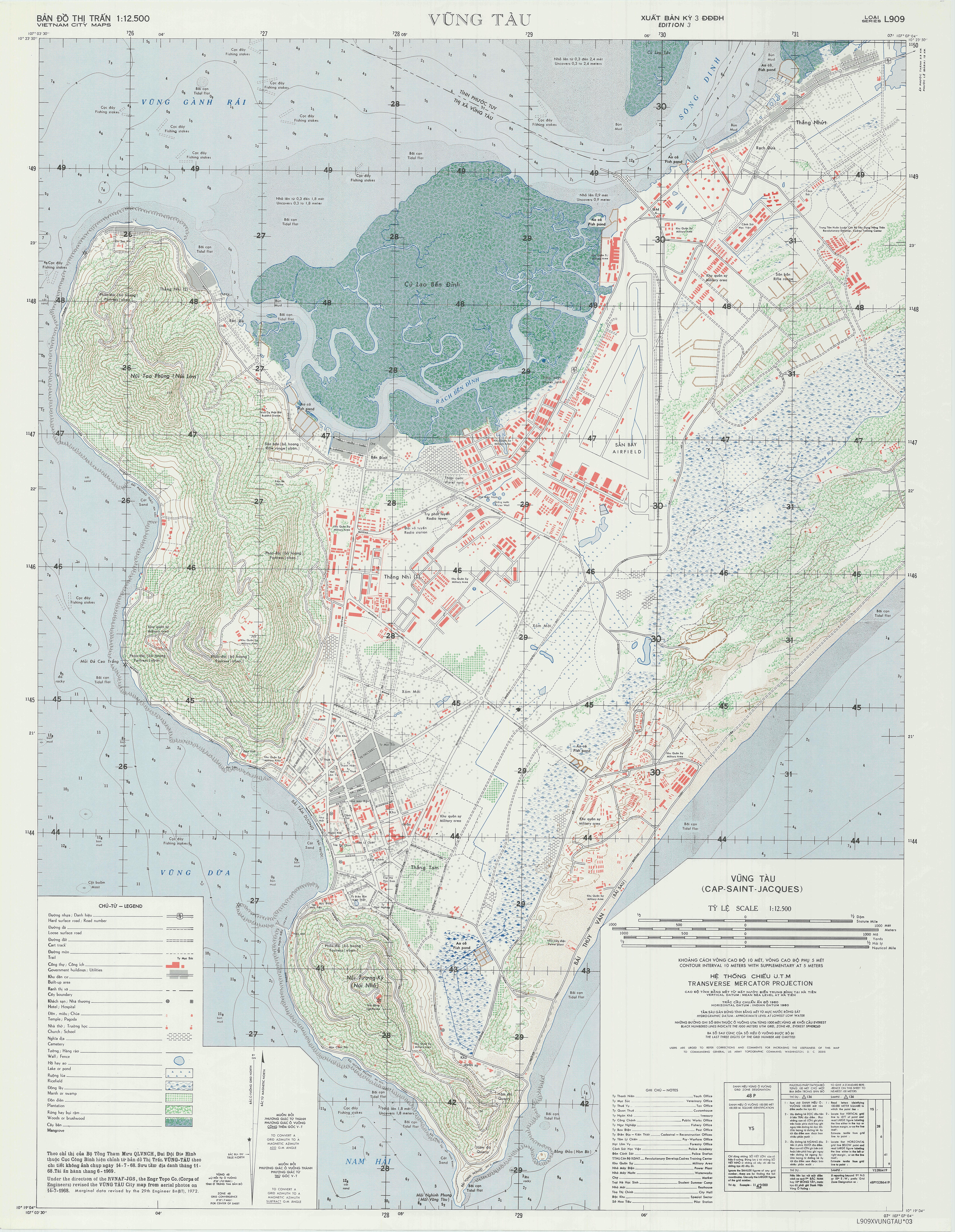
Bản đồ Vũng Tàu ấn hành năm 1969 cho thấy dải bờ biển Thuỳ Vân phía đông thành phố vẫn còn hoang sơ

Với ưu đãi về tự nhiên, Vũng Tàu cũng trở thành một thành phố du lịch và nghỉ mát nổi tiếng của Nam phần khi đó. Ngoài nghề đánh bắt, chế biến hải sản và trồng trọt nương rẫy truyền thống, nhiều cơ sở hạ tầng được xây dựng, cửa hàng cửa hiệu, cơ sở dịch vụ, phục vụ cho việc ăn chơi, giải trí của các cố vấn Mỹ và các quan chức chính quyền Sài Gòn được khẩn trương hoàn thiện, khiến cho bộ mặt thành phố ngày một hoa lệ. Khu biệt thự Lam Sơn ở gần Bãi Trước và dãy quán bar ở đường Quang Trung, Trưng Trắc là các địa điểm giải trí quen thuộc của những người lính ngoại quốc trong thời kỳ này.
Dân số Vũng Tàu đã tăng mạnh từ 29.390 người năm 1955 lên đến 119.300 năm 1973.
Trong cuộc chỉnh lý năm 1964, tướng Nguyễn Khánh đã tổ chức một hội nghị cấp chính phủ ở Vũng Tàu để thông qua một sắc luật gọi là "Hiến chương Vũng Tàu" nhằm trao quyền lực cho ông suốt đời.
Cho tới ngày 30 tháng 4 năm 1975, thành phố chỉ có 3 trường trung học Trung học Vũng Tàu, được thành lập năm 1954 và Trung học tư thục Thánh Giuse, và một bệnh viện công cộng (Bệnh viện Lê Lợi). Cư dân chủ yếu sinh sống ở khu vực trung tâm phía Nam bán đảo và dải bờ biển phía Tây dọc theo các làng Thắng Nhì, Thắng Nhứt cũ. 

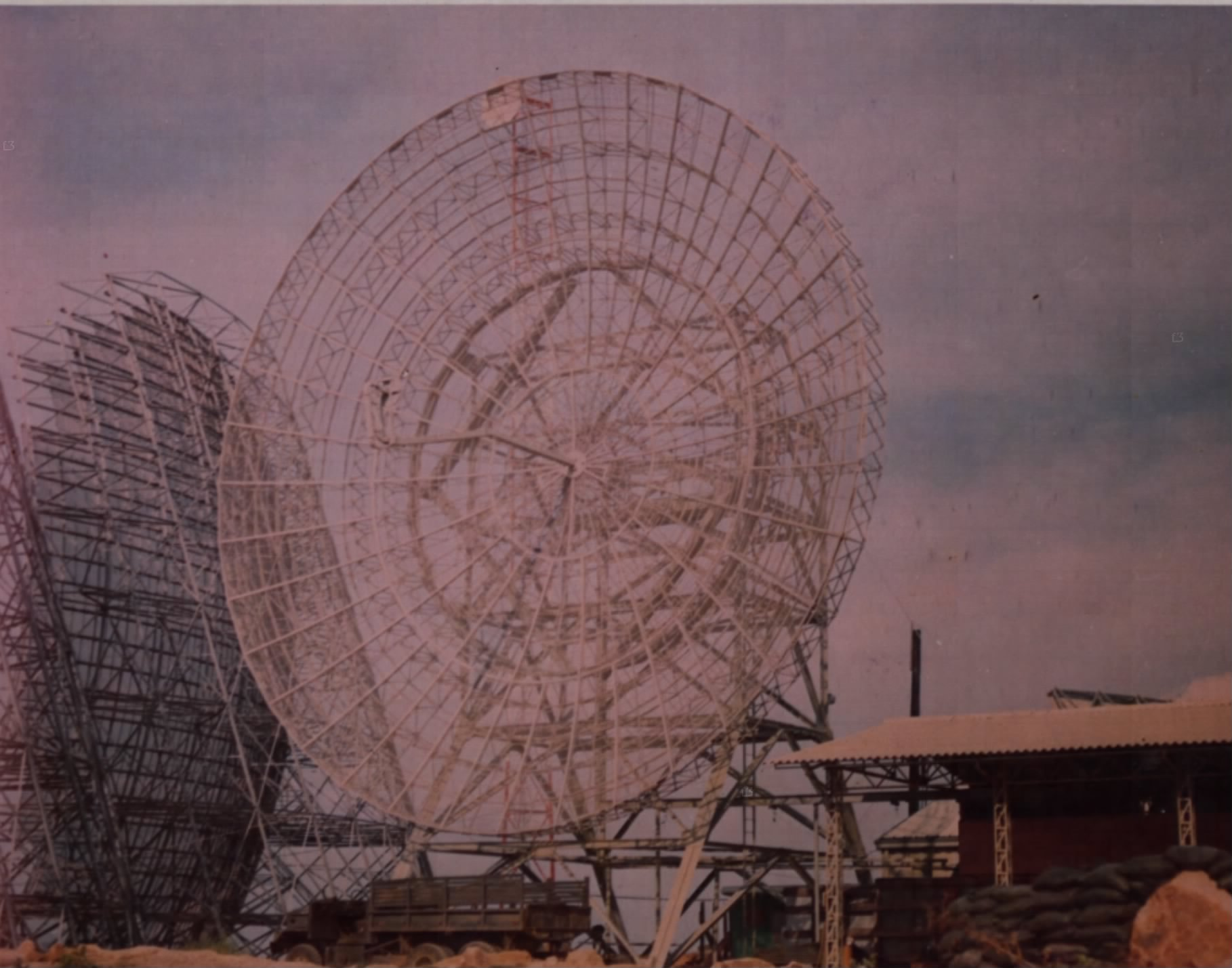
Trạm radar do quân đội Mỹ xây dựng trên đỉnh Tương Kỳ, lúc ấy lính ngoại quốc gọi là Radar Hill hay VC Hill

Trong thời kỳ này, Vũng Tàu trải qua nhiều biến động hành chánh lớn, như chuyển thành quận thuộc tỉnh Phước Tuy (1956), rồi lại nâng lên thị xã trực thuộc trung ương mang tên gọi Đặc khu Vũng Tàu (năm 1964). Đứng đầu chính quyền thị xã là thị trưởng kiêm đặc khu trưởng. Các phân khu thuộc Vũng Tàu lúc đầu mang tên xã (1958), sau đó đổi thành khu phố (1965), rồi chuyển thành phường (năm 1972). Đứng đầu mỗi phường gồm có Hội đồng nhân dân (hội đồng phường) và Ủy ban hành chánh (đứng đầu là Chủ tịch kiêm ủy viên hộ tịch). Tính đến cuối tháng 4 năm 1975, thị xã Vũng Tàu có tổng cộng 6 phường: Vũng Tàu, Thắng Nhứt, Thắng Nhì, Thắng Tam, Phước Hải và Phước Thắng.

#### Sự kiện 30 tháng 4

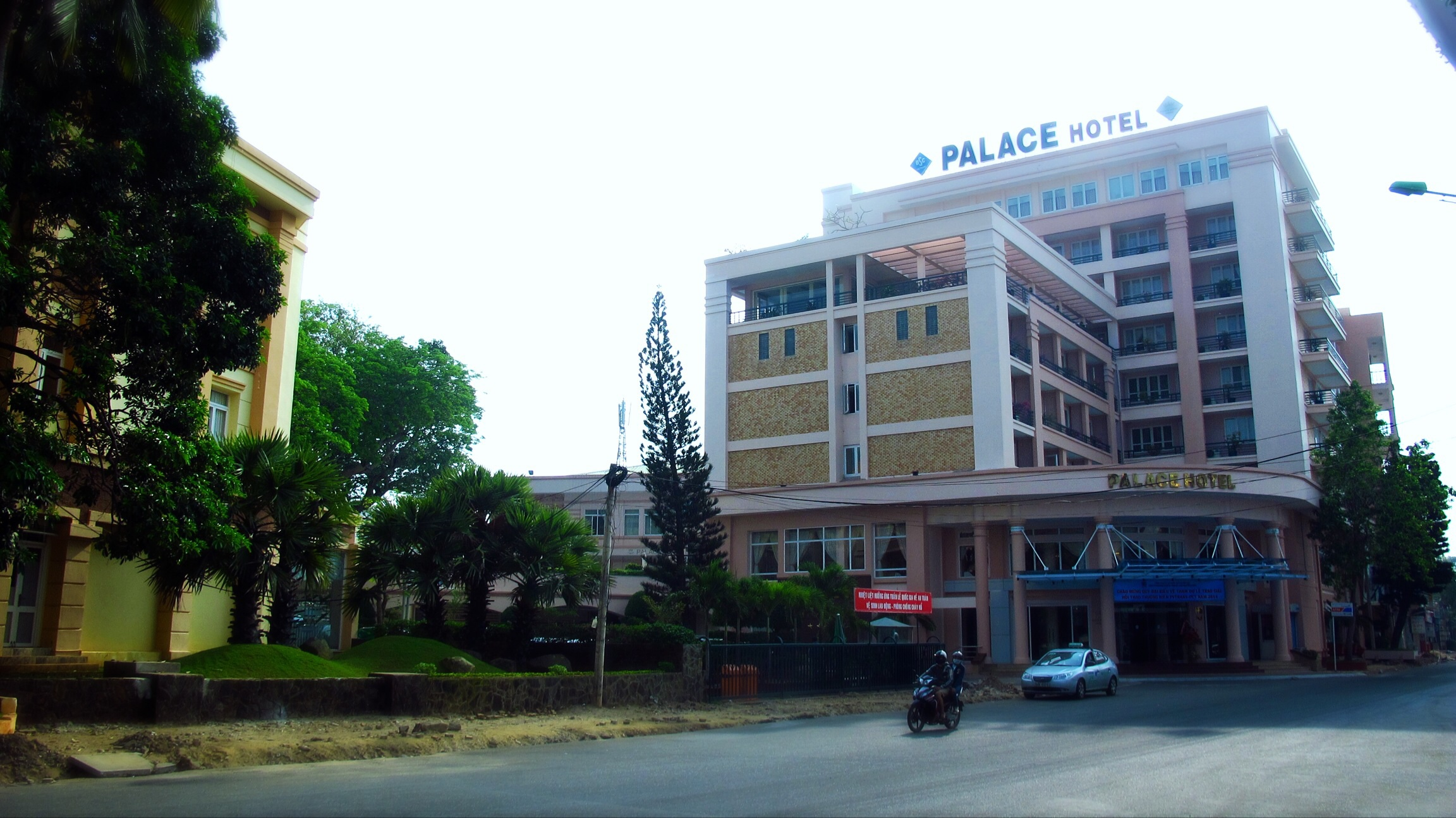
Khách sạn Palace, nơi xảy ra trận chiến cuối cùng tại Vũng Tàu

Những ngày cuối tháng 4 năm 1975, Vũng Tàu là nơi di tản của tàn quân Việt Nam Cộng Hòa từ các nơi đổ về.
Sau khi Bà Rịa và Phước Tuy thất thủ, trong hai ngày 28-29/4, các lực lượng thuộc Sư đoàn 3, Quân đội nhân dân Việt Nam cùng lực lượng địa phương đã tấn công đánh chiếm thị xã Vũng Tàu từ 3 hướng. Dù cầu Cỏ May đã bị đánh sập, các lực lượng của sư đoàn đã huy động ghe đánh cá tổ chức nhiều đợt vượt sông qua phía Cửa Lấp. Nhờ chi viện từ cụm Phước Thành, Trại Nhái, tuyến phòng thủ Cỏ May-Cây Khế bị vỡ, quân Giải phóng tiến đến cảng Rạch Dừa, và vào đến trung tâm thị xã Vũng Tàu vào đêm 29 tháng 4. Lúc 9 giờ sáng ngày 30 tháng 4, Tòa thị chính thất thủ. Cuộc chiến kết thúc lúc 13 giờ 30 trưa ngày 30 tháng 4, sau khi toán sĩ quan cố thủ tại khách sạn Palace ra hàng.

### Ngày thống nhất

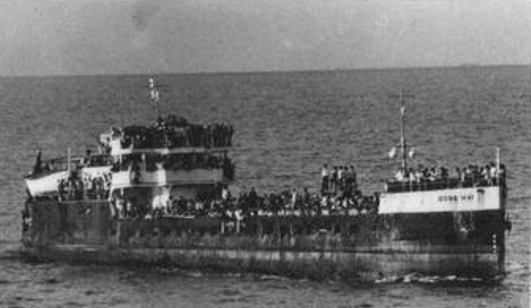
Tàu Đông Hải chở người di tản ngoài khơi Vũng Tàu, những ngày cuối tháng 4 năm 1975

Sau ngày thống nhất đất nước, thị xã Vũng Tàu được chuyển thành thành phố trực thuộc Cộng hòa Miền Nam Việt Nam mới tiếp quản. Ủy ban Quân quản thành phố Vũng Tàu được thành lập ngày 1 tháng 5 năm 1975 do Phạm Văn Hy (Tư Hy), Bí thư Thành ủy làm Chủ tịch.
Một năm sau đó, chính phủ thành lập tỉnh Đồng Nai trên cơ sở sáp nhập các tỉnh Phước Tuy, Long Khánh, Biên Hòa vào tháng 2 năm 1976, Vũng Tàu lại hạ cấp thành thị xã trực thuộc tỉnh này. Đứng đầu chính quyền là Ủy ban Nhân dân Cách mạng thị xã Vũng Tàu.
Các chiến dịch cải tạo tư sản và cải cách công thương nghiệp đi kèm với chính sách kinh tế quan liêu, bao cấp trong những năm sau đó đã khiến cho nền kinh tế miền Nam nói chung và địa phương nói riêng lâm vào trì trệ. Do hậu quả của chiến tranh và kinh tế trì trệ, Vũng Tàu trở thành một điểm xuất phát lớn của nạn vượt biên trái phép. 

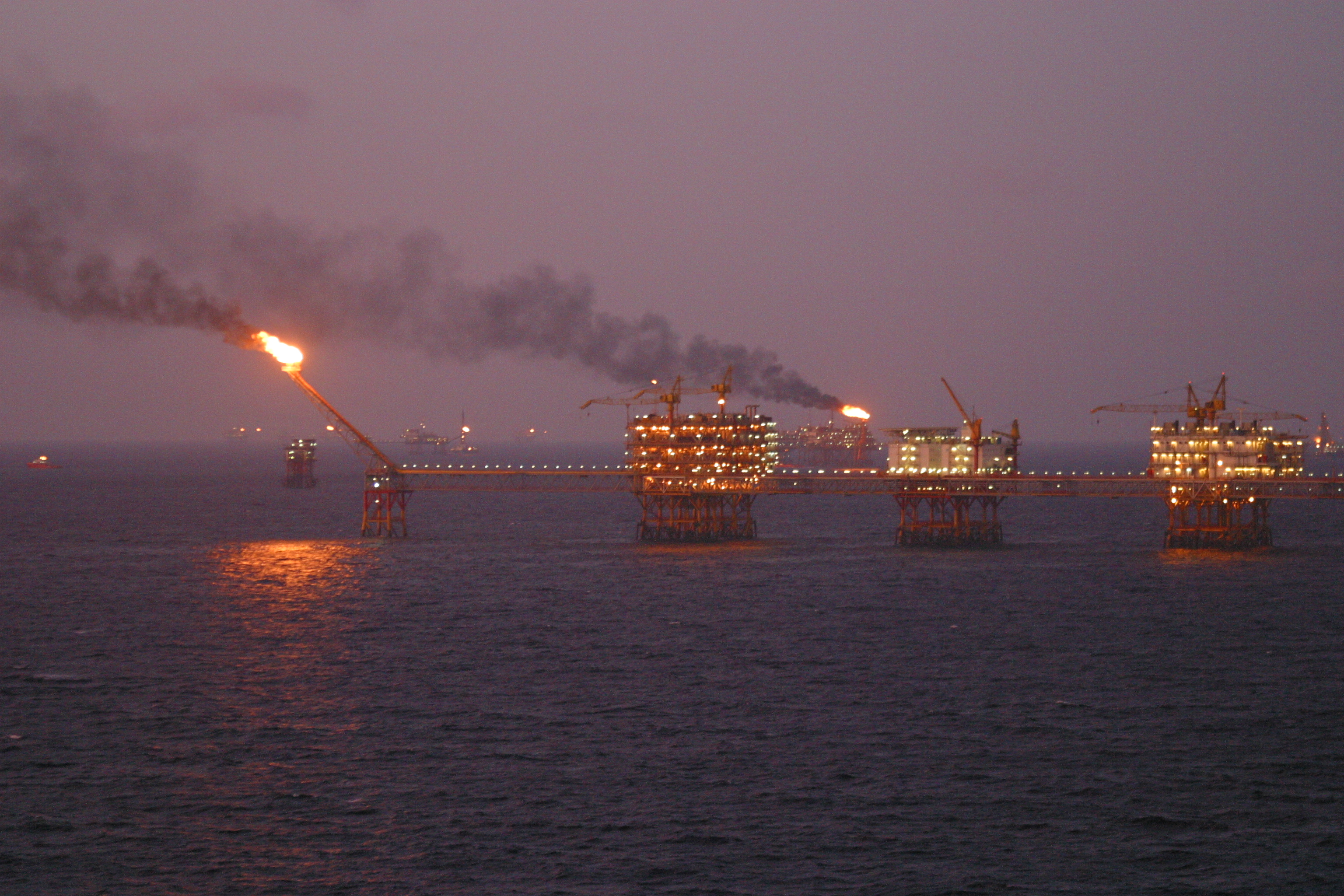
Một giàn khoan dầu ở thềm lục địa Việt Nam

### Đặc khu dầu khí
Nhằm phục vụ ngành công nghiệp khai thác dầu khí non trẻ, ngày 30 tháng 5 năm 1979, Hội đồng chính phủ quyết định thành lập Đặc khu Vũng Tàu - Côn Đảo trên cơ sở sáp nhập thị xã Vũng Tàu, xã Long Sơn thuộc huyện Châu Thành, tỉnh Đồng Nai và huyện Côn Đảo thuộc tỉnh Hậu Giang.
Đặc khu được đặt quy chế tương đương tỉnh, thành phố trực thuộc trung ương. Về hành chính, nó được chia thành 1 quận Côn Đảo và 5 phường: Châu Thành, Thắng Nhất, Thắng Nhì, Thắng Tam, Phước Thắng và xã Long Sơn.
Giai đoạn này chứng kiến nhiều thay đổi bước ngoặt về cơ sở hạ tầng, kinh tế và xã hội tại Vũng Tàu. Từ các năm 1980-81, thành phố đón tiếp gần 10.000 cán bộ, kỹ sư chuyên môn từ nhiều đơn vị sự nghiệp, ngành nghề, xây dựng và quân đội. Một khu hậu cần dịch vụ cảng biển phục vụ xuất nhập khẩu vật tư kỹ thuật và sản phẩm dầu khí được thiết lập ở khu đầm lầy dọc theo bờ vịnh Gành Rái.
Thành phố cũng tiếp đón hơn 2.000 cán bộ, chuyên gia Liên Xô đến làm việc trong Liên doanh dầu khí Việt Xô (Vietsovpetro). Nhằm tạo điều kiện cho các chuyên gia an tâm công tác, năm 1985, chính quyền đặc khu và Tổng cục Dầu khí đã xây dựng một khu tập thể riêng dành cho những người này thường gọi là "khu 5 tầng". Hiện nay, khu chung cư này vẫn còn hơn 520 hộ với khoảng 1000 người Nga sinh sống và làm việc.
Năm 1985, đặc khu khánh thành chợ Vũng Tàu mới trên đường Nam Kỳ Khởi Nghĩa gần bến xe Vũng Tàu, với tổng diện tích 3.370m2 để thay thế chợ Vũng Tàu cũ ở đường Lý Thường Kiệt. Chợ tiếp nhận hầu hết các sạp hàng rau củ quả từ chợ cũ chuyển qua. Ngôi chợ cũ ở đường Lý Thường Kiệt vẫn còn được phép hoạt động kinh doanh các mặt hàng quần áo và trang sức đến năm 2000 mới dỡ bỏ. Năm 1986, giải thể 5 phường hiện hữu để thay bằng 11 phường mang tên số và đánh số (từ 1 đến 11).

### Thành phố Vũng Tàu

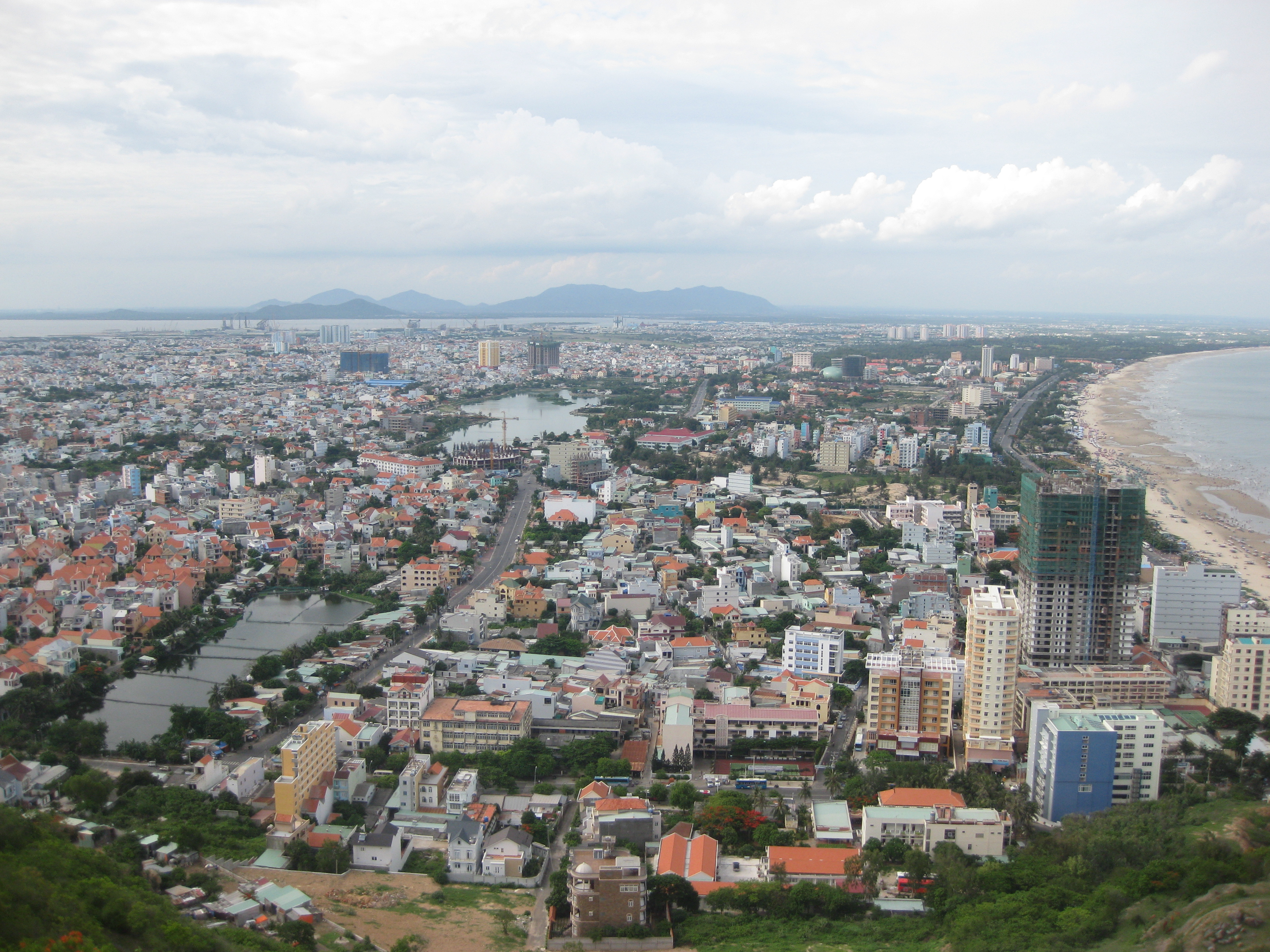
Khu vực Bãi Sau nhìn từ đỉnh Núi Nhỏ

Tháng 8 năm 1991, Quốc hội ra quyết thành lập tỉnh Bà Rịa – Vũng Tàu từ Đặc khu Vũng Tàu - Côn Đảo và 3 huyện thuộc tỉnh Đồng Nai. Đồng thời, thành phố Vũng Tàu được thành lập trên cơ sở 11 phường và xã Long Sơn của đặc khu vừa giải thể và trở thành tỉnh lỵ của tỉnh này. Đến năm 2012, tỉnh lỵ Bà Rịa - Vũng Tàu chuyển về thị xã Bà Rịa (nay là thành phố Bà Rịa).
Thành công từ công cuộc đổi mới nền kinh tế và nguồn lợi từ xuất khẩu thủy sản, dầu khí đem lại nguồn ngân sách lớn cho tỉnh Bà Rịa-Vũng Tàu, tạo chuyển biến tích cực để đẩy lùi khủng hoảng kinh tế-xã hội. Nếu như tại thời điểm mới thành lập, giá trị sản xuất của các ngành kinh tế trên toàn phố chỉ đạt 271 tỷ đồng, thì đến năm 2021 đã đạt 70.500 tỷ đồng (gấp 260 lần).
Các ngành du lịch và sản xuất công nghiệp bắt đầu phát triển mạnh. Năm 1996, thành phố khánh thành khu công nghiệp Đông Xuyên.

Những năm cuối thập niên 1990 và 2000, thành phố tiến hành công cuộc ngoạn mục với việc thi công cải tạo các tuyến đường nội ô, và mở rộng nhiều công trình trọng điểm như đường trục Lê Hồng Phong, xây dựng vòng xoay Ngã Năm và vòng xoay Đài Liệt sĩ. Đường 3 Tháng 2 (Quốc lộ 51C) cũng được xây dựng và khánh thành trong giai đoạn này, thay thế đường 30 tháng 4 (Quốc lộ 51A) để trở thành con đường trục chính dẫn vào Thành phố. Đến đầu năm 2005, 100% các tuyến đường và ngõ hẻm được trải nhựa và kiên cố hóa góp phần xây dựng bộ mặt đô thị văn minh, hiện đại.

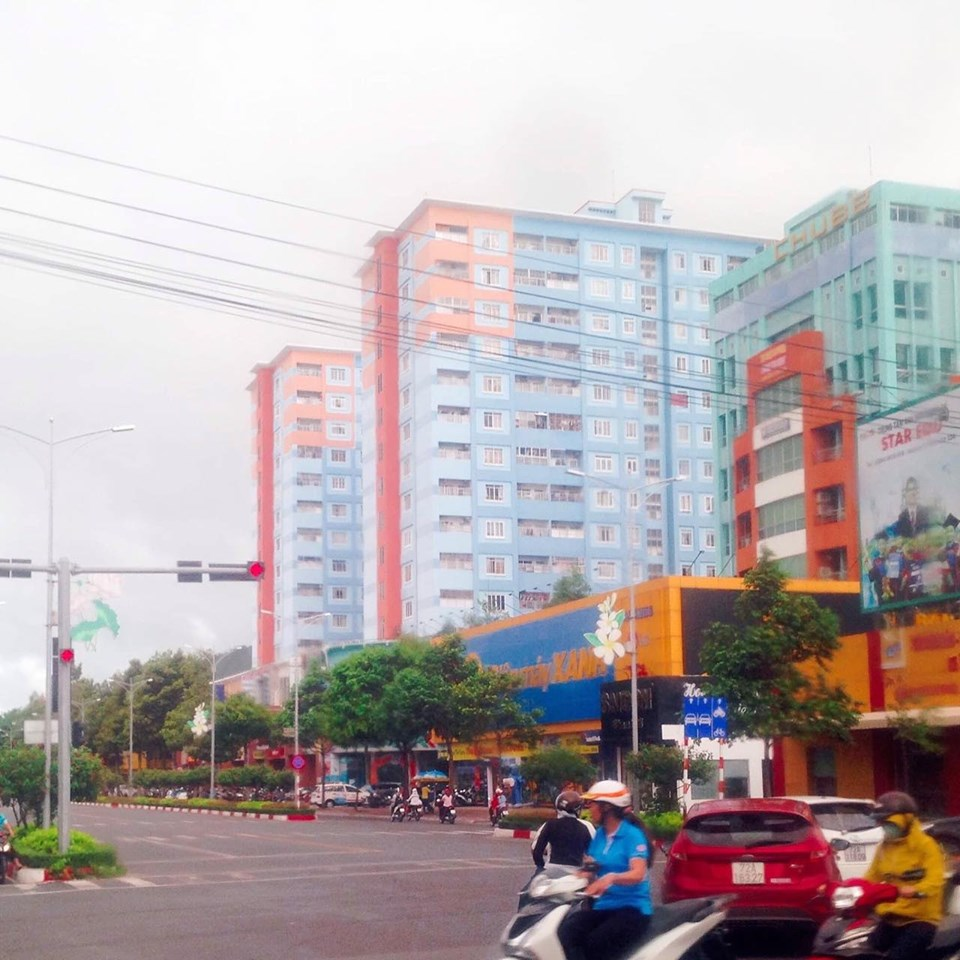
Tổ hợp chung cư trên đường Nguyễn Thái Học, Phường 7

### Từ năm 2000 đến nay
Thập niên 2000-2010 là giai đoạn bùng nổ xây dựng với sự ra đời của nhiều khu đô thị mới khang trang, hiện đại như Trung tâm Thương mại Thành phố Vũng Tàu, khu đô thị mới Chí Linh, khu đô thị Đại An. Nhiều công trình giao thông, công ích trọng điểm cũng được triển khai trong giai đoạn này như Bến tàu khách Cầu Đá, Cáp treo Hồ Mây Núi Lớn, Đường 3 Tháng 2... Việc khánh thành và đưa vào sử dụng các cầu lớn như Cửa Lấp (năm 2004), Chà Và và Gò Găng đã phá thế độc đạo của Cầu Cỏ May, giúp việc lưu thông giữa thành phố Vũng Tàu đến các địa phương lân cận được nhanh chóng, dễ dàng hơn.
Cũng trong thập niên này, thành phố đã thành lập thêm 5 phường mới, bao gồm: phường 12 (tách ra từ phường 11 vào năm 2002), Thắng Nhất (tách ra từ phường 9 vào năm 2003), Thắng Tam (tách ra từ phường 2 vào năm 2004), Nguyễn An Ninh (tách ra từ phường 8 vào năm 2004) và Rạch Dừa (tách ra từ phường 10 vào năm 2004) trên cơ sở tách ra từ các phường lân cận. Ngày 16 tháng 12 năm 2014, đổi tên phường 6 thành phường Thắng Nhì. Thành phố Vũng Tàu có 16 phường và 1 xã trực thuộc như hiện nay.

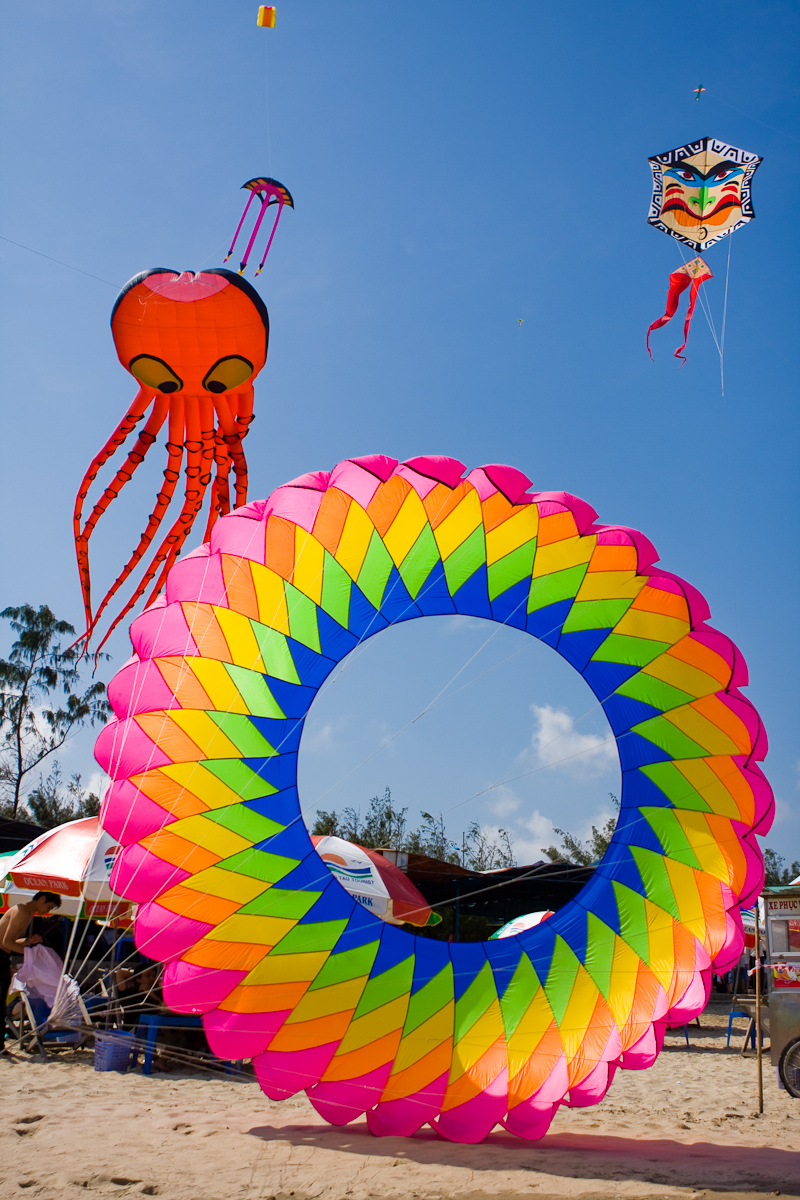
Lễ hội Diều Quốc tế năm 2009

Sau 3 thập niên phát triển, thành phố Vũng Tàu đã vươn mình trở thành một đô thị trung tâm hàng đầu của miền Đông Nam Bộ. Nền kinh tế đạt giá trị cao với tổng giá trị đạt 109.000 tỷ đồng (2023), thu nhập bình quân đầu người đạt 8.000 USD/người/năm.
Với hạ tầng kỹ thuật, xã hội đầu tư xây dựng hiện đại, Vũng Tàu đã và đang triển khai nhiều dự án đô thị trọng điểm, chỉnh trang bãi biển (như Bãi Sau và công viên Bãi Sau). Thành phố cũng tập trung nâng cao tỷ lệ ngành dịch vụ trong cơ cấu kinh tế, gồm cảng biển, logistics, du lịch và tài chính.
Từ năm 2006 trở đi, thành phố đã tổ chức nhiều lễ hội lớn và đặc sắc như Festival Biển (2006, 2018, 2023), Lễ hội diều quốc tế, Ngày hội Ẩm thực 5 châu (2023), Vũng Tàu Beerfest (2023).
Với nền kinh tế phát triển cao và ổn định, đời sống nhân dân được cải thiện và cơ sở hạ tầng khang trang, thành phố Vũng Tàu đã vinh dự được Thủ tướng chính phủ công nhận là đô thị loại II năm 1999, và đô thị loại I trực thuộc tỉnh Bà Rịa - Vũng Tàu vào ngày 23 tháng 4 năm 2013.
Thành phố cũng được vinh dự nhận danh hiệu "Thành phố du lịch sạch ASEAN" trong 3 năm liên tiếp. Hiện nay, thành phố đang xây dựng đề án phát triển thành trung tâm du lịch chất lượng cao đẳng cấp quốc tế.

## Địa lý

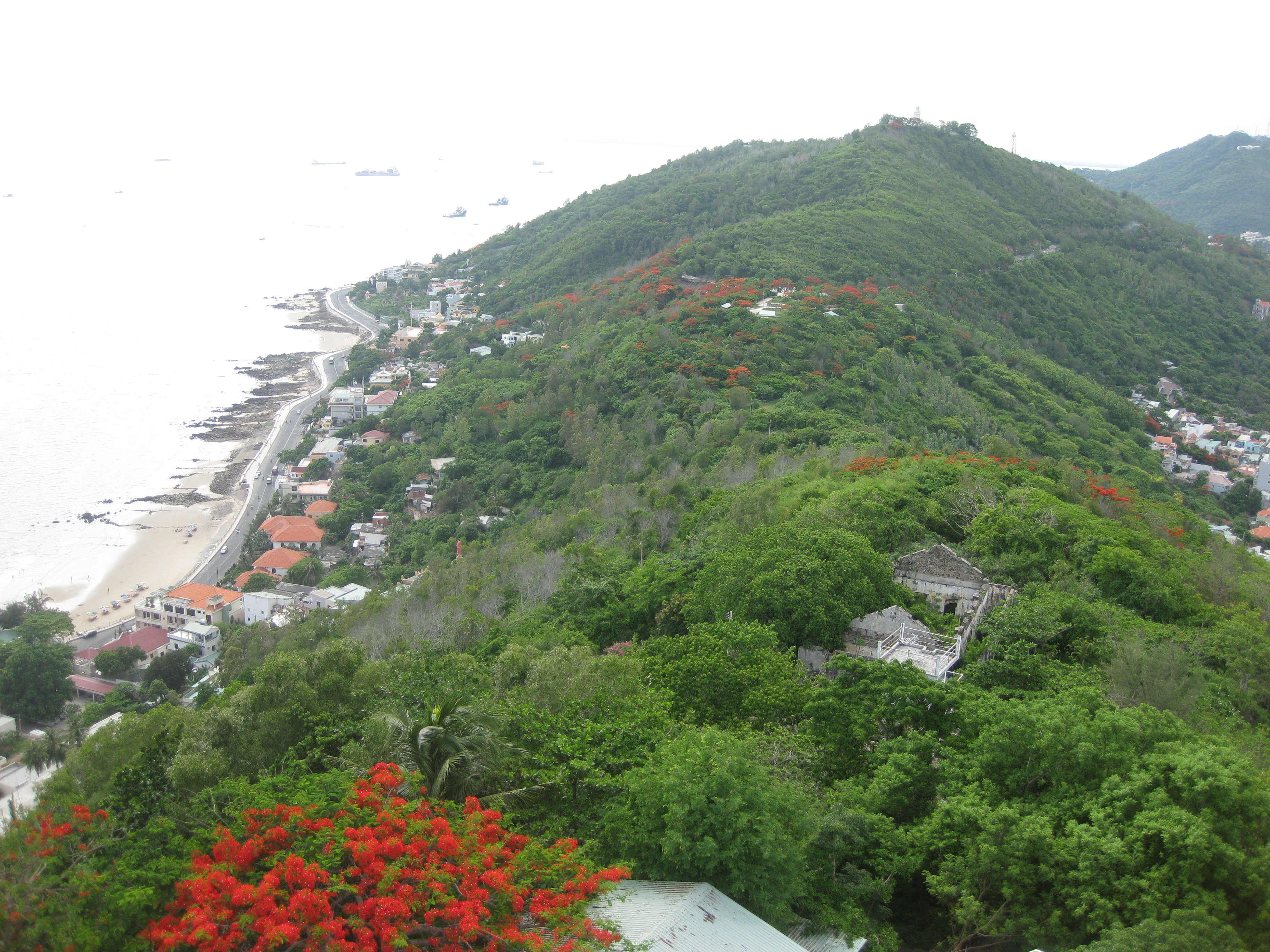
Núi Tao Phùng

### Vị trí địa lý
Vũng Tàu bao gồm một phần lớn lãnh thổ nằm trên bán đảo cùng tên, cùng với đảo Long Sơn và đảo Gò Găng và nhiều đảo nhỏ toạ lạc ở phía nam của tỉnh Bà Rịa - Vũng Tàu. Thành phố nằm cách Thành phố Hồ Chí Minh 95 km về phía Đông Nam theo đường bộ và 80 km theo đường chim bay, và là cửa ngõ quan trọng của vùng Đông Nam Bộ ra biển, có vị trí địa lý:
- Phía đông giáp huyện Long Điền
- Phía tây giáp Vịnh Gành Rái
- Phía nam giáp Biển Đông
- Phía bắc giáp các thành phố Bà Rịa và Phú Mỹ.

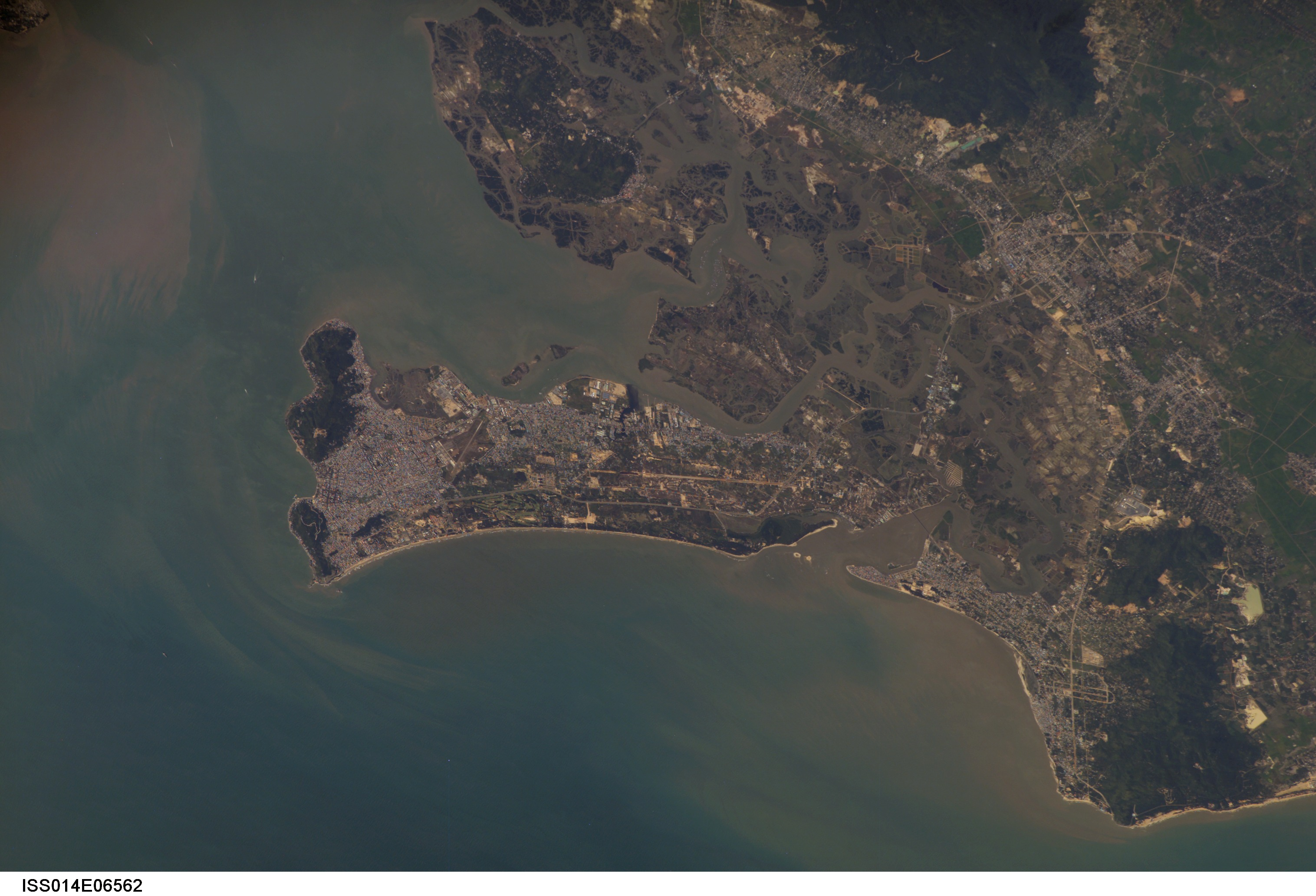
Ảnh vệ tinh bán đảo Vũng Tàu

Nếu nhìn theo chiều Bắc-Nam, Vũng Tàu nằm ở khúc quanh đang đổi hướng từ Nam sang Tây của phần dưới chữ S (bản đồ Việt Nam) và nhô hẳn ra khỏi đất liền như một dải đất có chiều dài khoảng 14 km và chiều rộng khoảng 6 km.

### Diện tích
Thành phố Vũng Tàu có diện tích 141,1 km² và dân số 527.025 người (năm 2018). Theo thống kê thì tính đến tháng 9/2017 thành phố có 112.358 hộ với tổng số 673.540 nhân khẩu được quản lý thông qua hệ thống phần mềm quản lý nhân khẩu, hộ khẩu của Công an Thành phố. Nếu tính cả những người đang làm việc và sinh sống lâu năm nhưng không có hộ khẩu tại Vũng Tàu thì dân số thực tế lớn hơn rất nhiều. Hiện nay thành phố đang triển khai đầu tư xây dựng khu đô thị Chí Linh nằm trên đường Bình Giã.

### Địa hình & địa chất
Thành phố Vũng Tàu nằm ở điểm gặp nhau của 3 đới đứt gãy kiến tạo: Đới sông Tiền, đới sông Sài Gòn và đới Hàm Tân-Vũng Tàu. Theo thống kê của Viện Vật lý và Địa cầu, cứ 50 năm khả năng xảy ra động đất ở khu vực này một đợt.

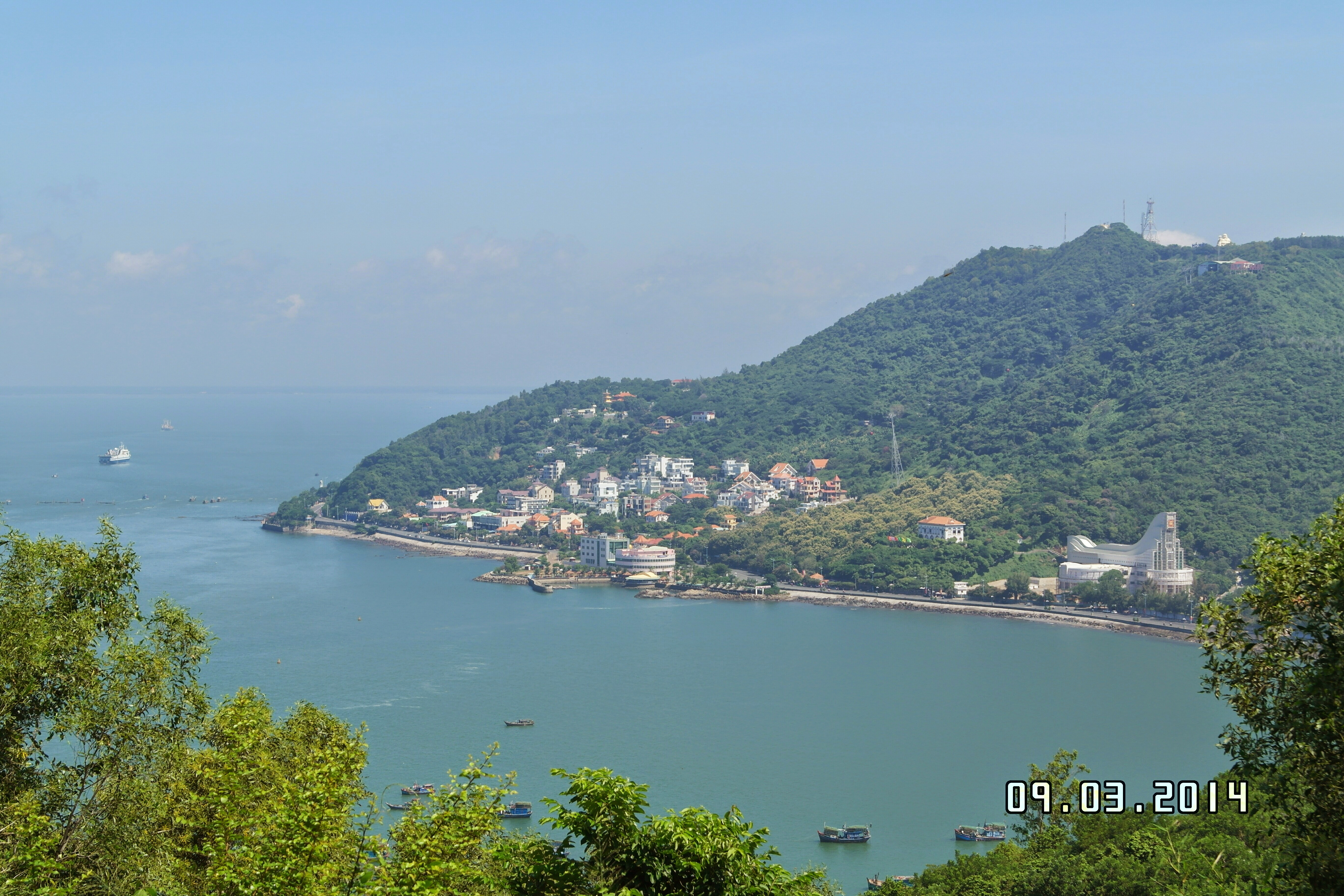
Vịnh Bãi Dâu ở sườn Núi Lớn

Thành phố Vũng Tàu có thể chia làm 2 vùng đặc trưng: bán đảo Vũng Tàu và đảo ven bờ.
Bán đảo Vũng Tàu dài và hẹp diện tích 82,86 km2, độ cao trung bình 3-4m so với mặt biển và 42 km bờ biển bao quanh. Địa hình của bán đảo chủ yếu gồm đồng bằng chiêm trũng với nhiều ao, hồ đầm nằm rải rác xen lẫn đất gò đồi khô hạn. Phần phía Tây Nam của bán đảo có hai dãy núi Lớn (Tương Kỳ) và Núi Nhỏ (Tao Phùng) án ngữ. Trên hai dãy núi có rừng cây hỗn hợp. Dọc bờ biển phía Đông có dải đồi cát cùng rừng dương chạy và dải bờ biển kéo dài hơn 8 km từ chân Núi Nhỏ đến Cửa Lấp. Phía bắc của bán đảo là vùng rừng ngập mặn tự nhiên với nhiều sông suối nước lợ.
Trên núi Nhỏ có ngọn hải đăng cao 18 m, chiếu xa tới 30 hải lý và có tuổi đời trên 100 năm, được coi là ngọn hải đăng lâu đời nhất Việt Nam. Trên núi lớn có Hồ Mây là một hồ nước ngọt lớn và rừng nguyên sinh. Thành phố được bao bọc bởi biển, các cánh rừng nguyên sinh, các ngọn núi cao, ngoài ra còn có sông và nhiều hồ nước lớn giúp khí hậu nơi đây quanh năm mát mẻ ôn hòa, trong thành phố có rất nhiều cây xanh và hoa được trồng ở mọi nơi.

### Khí hậu
Thành phố Vũng Tàu nằm trong vùng nhiệt đới gió mùa, chịu ảnh hưởng của đại dương. Nhiệt độ trung bình năm khoảng 27,5 °C; cao nhất là tháng 5 (29,3 °C); thấp nhất là tháng 2 (25,6 °C). Số giờ nắng trong năm khoảng 2.779 giờ và phân bố đều các tháng trong năm. Ðộ ẩm không khí tương đối trung bình hàng nǎm là 78,8%.
Lượng mưa trung bình hàng năm thấp (khoảng 1.271mm) và phân bố không đều theo thời gian, tạo thành hai mùa rõ rệt: mùa mưa từ tháng 5 đến tháng 10, chiếm 90% lượng mưa cả năm và mùa khô từ tháng 11 đến tháng 4 năm sau.

Do nằm ở khu vực Nam Bộ, vĩ độ thấp, Vũng Tàu ít chịu ảnh hưởng từ bão tố. Tuy nhiên, năm 2006, cơn bão Durian (số 9) đã gây thiệt hại nặng nề về người và tài sản cho thành phố và cả tỉnh Bà Rịa-Vũng Tàu.
| Dữ liệu khí hậu của Vũng Tàu                                 | Dữ liệu khí hậu của Vũng Tàu | Dữ liệu khí hậu của Vũng Tàu | Dữ liệu khí hậu của Vũng Tàu | Dữ liệu khí hậu của Vũng Tàu | Dữ liệu khí hậu của Vũng Tàu | Dữ liệu khí hậu của Vũng Tàu | Dữ liệu khí hậu của Vũng Tàu | Dữ liệu khí hậu của Vũng Tàu | Dữ liệu khí hậu của Vũng Tàu | Dữ liệu khí hậu của Vũng Tàu | Dữ liệu khí hậu của Vũng Tàu | Dữ liệu khí hậu của Vũng Tàu | Dữ liệu khí hậu của Vũng Tàu |
| Tháng                                                        | 1                            | 2                            | 3                            | 4                            | 5                            | 6                            | 7                            | 8                            | 9                            | 10                           | 11                           | 12                           | Năm                          |
| ------------------------------------------------------------ | ---------------------------- | ---------------------------- | ---------------------------- | ---------------------------- | ---------------------------- | ---------------------------- | ---------------------------- | ---------------------------- | ---------------------------- | ---------------------------- | ---------------------------- | ---------------------------- | ---------------------------- |
| Cao kỉ lục °C (°F)                                           | 32.5 (90.5)                  | 32.9 (91.2)                  | 34.2 (93.6)                  | 36.2 (97.2)                  | 36.0 (96.8)                  | 34.7 (94.5)                  | 33.8 (92.8)                  | 33.8 (92.8)                  | 33.8 (92.8)                  | 33.3 (91.9)                  | 33.7 (92.7)                  | 32.8 (91.0)                  | 36.2 (97.2)                  |
| Trung bình ngày tối đa °C (°F)                               | 29.1 (84.4)                  | 29.4 (84.9)                  | 30.5 (86.9)                  | 31.8 (89.2)                  | 32.1 (89.8)                  | 31.5 (88.7)                  | 30.8 (87.4)                  | 30.8 (87.4)                  | 30.6 (87.1)                  | 30.3 (86.5)                  | 30.1 (86.2)                  | 29.5 (85.1)                  | 30.5 (86.9)                  |
| Trung bình ngày °C (°F)                                      | 25.0 (77.0)                  | 25.4 (77.7)                  | 26.7 (80.1)                  | 28.2 (82.8)                  | 28.5 (83.3)                  | 27.7 (81.9)                  | 27.1 (80.8)                  | 27.0 (80.6)                  | 26.9 (80.4)                  | 26.7 (80.1)                  | 26.4 (79.5)                  | 25.4 (77.7)                  | 26.7 (80.1)                  |
| Tối thiểu trung bình ngày °C (°F)                            | 22.8 (73.0)                  | 23.7 (74.7)                  | 25.3 (77.5)                  | 25.3 (77.5)                  | 26.4 (79.5)                  | 25.6 (78.1)                  | 25.1 (77.2)                  | 25.2 (77.4)                  | 25.0 (77.0)                  | 24.8 (76.6)                  | 24.3 (75.7)                  | 23.1 (73.6)                  | 24.8 (76.6)                  |
| Thấp kỉ lục °C (°F)                                          | 16.8 (62.2)                  | 18.4 (65.1)                  | 16.8 (62.2)                  | 21.0 (69.8)                  | 18.7 (65.7)                  | 17.9 (64.2)                  | 20.0 (68.0)                  | 18.2 (64.8)                  | 18.6 (65.5)                  | 19.0 (66.2)                  | 17.1 (62.8)                  | 15.0 (59.0)                  | 15.0 (59.0)                  |
| Lượng Giáng thủy trung bình mm (inches)                      | 2 (0.1)                      | 0 (0)                        | 5 (0.2)                      | 28 (1.1)                     | 191 (7.5)                    | 216 (8.5)                    | 234 (9.2)                    | 212 (8.3)                    | 233 (9.2)                    | 236 (9.3)                    | 66 (2.6)                     | 14 (0.6)                     | 1.437 (56.6)                 |
| Số ngày giáng thủy trung bình                                | 0.9                          | 0.2                          | 0.8                          | 3.7                          | 13.9                         | 18.6                         | 20.0                         | 18.5                         | 18.8                         | 17.0                         | 7.3                          | 3.1                          | 122.8                        |
| Độ ẩm tương đối trung bình (%)                               | 78.3                         | 78.5                         | 78.6                         | 78.1                         | 80.5                         | 83.6                         | 84.8                         | 85.4                         | 86.1                         | 85.7                         | 82.1                         | 79.9                         | 81.8                         |
| Số giờ nắng trung bình tháng                                 | 264                          | 258                          | 294                          | 274                          | 232                          | 197                          | 211                          | 191                          | 185                          | 190                          | 209                          | 224                          | 2.728                        |
| Nguồn: Vietnam Institute for Building Science and Technology |                              |                              |                              |                              |                              |                              |                              |                              |                              |                              |                              |                              |                              |

## Hành chính

### Phân cấp hành chính
Thành phố Vũng Tàu có 17 đơn vị hành chính cấp xã trực thuộc, bao gồm 16 phường: 1, 2, 3, 4, 5, 7, 8, 9, 10, 11, 12, Thắng Nhất, Thắng Nhì, Thắng Tam, Nguyễn An Ninh, Rạch Dừa và xã Long Sơn. Trong đó, ba phường Thắng Nhất, Thắng Nhì, Thắng Tam trùng tên với các phường cũ đã tồn tại trong thế kỷ XX, vốn là các xã nằm trên các làng cổ được thành lập thời nhà Nguyễn. Các phường tên số được thành lập năm 1986, theo một quyết định giải thể 5 phường tên chữ trước đó.
Các phường được chia thành khu phố và tổ dân phố. Xã Long Sơn được chia thành các thôn.
| Tên         | Diện tích (km²) | Dân số (người) |
| ----------- | --------------- | -------------- |
| Phường (16) |                 |                |
| Phường 1    | 1,37            | 26.807         |
| Phường 2    | 2,93            | 29.413         |
| Phường 3    | 0,9             | 31.628         |
| Phường 4    | 0,82            | 28.954         |
| Phường 5    | 3,9             | 27.132         |
| Phường 7    | 1,63            | 44.225         |
| Phường 8    | 2,46            | 29.874         |
| Phường 9    | 3,22            | 30.917         |
| Phường 10   | 3,7             | 27.793         |

| Tên            | Diện tích (km²) | Dân số (người) |
| -------------- | --------------- | -------------- |
| Phường 11      | 10,7            | 33.591         |
| Phường 12      | 34,3            | 34.753         |
| Thắng Nhất     | 4,4             | 37.433         |
| Thắng Nhì      | 2,7             | 31.606         |
| Thắng Tam      | 2,5             | 32.572         |
| Nguyễn An Ninh | 3,9             | 29.873         |
| Rạch Dừa       | 3,2             | 28.130         |
| Xã (1)         |                 |                |
| Long Sơn       | 57              | 21.376         |

## Chính trị
Cơ quan nhà nước ở Vũng Tàu được quy định bởi Luật tổ chức chính quyền địa phương năm 2015, bao gồm hai cơ quan Hội đồng nhân dân và Ủy ban nhân dân.

### Đảng Cộng sản Việt Nam
Đảng bộ Đảng Cộng sản Việt Nam thành phố Vũng Tàu (Thành ủy Vũng Tàu) là cơ quan của Đảng Cộng sản Việt Nam chịu trách nhiệm thực thi đường lối của đảng và lãnh đạo chính quyền địa phương. Cơ quan điều hành đảng bộ là Ban chấp hành Đảng bộ, gồm 38 người được bầu tại Đại hội Đảng bộ Tp Vũng Tàu khóa 7, nhiệm kỳ 2020-2025. Người đứng đầu cơ quan này là ông Trần Đình Khoa, Bí thư Thành ủy, nhậm chức từ năm 2015 và được tái bầu chọn năm 2020. Giúp việc ông Khoa có 2 Phó bí thư là bà Lê Thị Thanh Bình và ông Hoàng Vũ Thảnh đồng thời là Chủ tịch Hội đồng nhân dân và Chủ tịch Ủy ban nhân dân thành phố.
Văn phòng Thành uỷ đặt tại số 45 Bacu, Phường 1.
Hiện nay, thành phố đang triển khai dự án Trung tâm hành chính mới đặt tại Đường 2 Tháng 9, Phường 11 với quy mô khoảng 5,03 ha. Khi hoàn thành, các cơ quan trên sẽ chuyển về Trung tâm hành chính mới.

### Hội đồng nhân dân
Hội đồng nhân dân thành phố Vũng Tàu (Hội đồng) giữ vai trò hành pháp và giám sát Ủy ban nhân dân và các ngành chức năng ở địa phương. Hội đồng này quyết định các vấn đề của địa phương, ban hành nghị quyết về những vấn đề thuộc nhiệm vụ, quyền hạn trên địa bàn mình, ở các cấp dưới mình và các vấn đề mà các cấp trên (tỉnh, trung ương) phân bổ.
Hội đồng có thẩm quyền bầu, bãi nhiệm, miễn nhiệm Chủ tịch, các phó chủ tịch Hội đồng, cũng như Chủ tịch, các Phó chủ tịch và Ủy viên của Ủy ban nhân dân thành phố. Vì lý do đó, Hội đồng có quyền thành lập, bãi bỏ cơ quan chuyên môn trực thuộc mình cũng như cơ quan chuyên môn thuộc Ủy ban nhân dân.
Hội đồng giữ mối liên hệ chặt chẽ giữa cử tri bao gồm: tiếp xúc cử tri, giải quyết khiếu nại, tố cáo.
Các đại biểu hội đồng nhân dân được cử tri thành phố Vũng Tàu trực tiếp bầu lên tại kỳ bầu cử Quốc hội và Hội đồng nhân dân các cấp theo phương pháp bầu theo khối (block voting). Theo đó, toàn thành phố được chia thành 7 khu vực bầu cử nhiều đại diện. Cử tri tại mỗi đơn vị chọn ra 5 đại biểu hội đồng nhân dân từ danh sách ứng viên tại khu vực mình. Do bầu cử quốc hội diễn ra theo chu kỳ 5 năm, nhiệm kỳ của Hội đồng nhân dân thường kéo dài 5 năm. Nhiệm kỳ đầu tiên (khóa 1) khai mạc năm 1992 và kết thúc năm 1997.
Hội đồng nhân dân thành phố Vũng Tàu hiện nay là Hội đồng khóa 7 nhiệm kỳ 2021–2026 bao gồm 35 đại biểu được bầu tại kỳ Bầu cử Quốc hội Việt Nam khóa XV. Đứng đầu cơ quan này là bà Lê Thị Thanh Bình - Chủ tịch, và ông Nguyễn Việt Dũng - Phó chủ tịch.

### Ủy ban nhân dân
Ủy ban nhân dân thành phố Vũng Tàu (UBND) là cơ quan chấp hành của Hội đồng nhân dân, chịu trách nhiệm tổ chức, thực hiện các nhiệm vụ phát triển kinh tế-xã hội, công nghiệp, xây dựng, thương mại dịch vụ. Các thành viên của Ủy ban nhân dân do Hội đồng nhân dân bầu ra và bổ nhiệm tại kỳ họp của Hội đồng nhân dân. Vì vậy nhiệm kỳ của Ủy ban nhân dân thường trùng với nhiệm kỳ của Hội đồng nhân dân.
Ủy ban hiện tại được HĐND khóa 2021-2026 chọn ra với tổng cộng 17 thành viên, bao gồm Chủ tịch, 3 Phó chủ tịch, và 13 Ủy viên phụ trách các vấn đề cơ yếu của thành phố như: nội vụ, tài chính, tài nguyên - môi trường, văn hóa - thông tin, giáo dục - đào tạo, kinh tế, y tế, tư pháp, an ninh quân sự.
Người đứng đầu UBND thành phố hiện nay là ông Hoàng Vũ Thảnh, Phó Bí thư thành uỷ, Chủ tịch Ủy ban nhân dân. Ông được giao giữ chức Quyền chủ tịch vào tháng 10 năm 2020 sau khi ông Nguyễn Lập, nguyên Chủ tịch Ủy ban nhân dân được chấp thuận nghỉ hưu. Ngoài ra có 3 phó chủ tịch Ủy ban nhân dân là ông Vũ Hồng Thuấn, bà Nguyễn Thị Thu Hương và ông Nguyễn Trọng Thụy.
Văn phòng Hội đồng Nhân dân và Ủy ban nhân dân thành phố Vũng Tàu đặt tại số 89 đường Lý Thường Kiệt, Phường 1. Các phiên họp của Hội đồng nhân dân được tổ chức tại Hội trường Thành uỷ Vũng Tàu, số 76 Trương Công Định, Phường 3.

### Tòa án và Viện kiểm sát nhân dân
Tòa án Nhân dân Thành phố Vũng Tàu là cơ quan xét xử của nước Việt Nam có thẩm quyển xét xử sơ thẩm tại khu vực. Trụ sở của tòa đặt tại số 989 Đường 2 Tháng 9, phường 11.
Viện kiểm sát nhân dân thành phố Vũng Tàu là cơ quan thi hành quyền công tố và kiểm sát các hoạt động tư pháp theo quy định của Luật tổ chức Viện kiểm sát nhân dân. Viện có trụ sở tại 52 Trần Hưng Đạo, Phường 1.

### Bầu cử

#### Quốc hội
Ở cấp Quốc hội, thành phố Vũng Tàu nằm trong đơn vị bầu cử số 1 của tỉnh Bà Rịa-Vũng Tàu cùng với các huyện Long Điền, Đất Đỏ và Côn Đảo với 3 đại biểu đại diện. Các đại biểu đương nhiệm trong nhiệm kỳ 2021-2026 là:
- Nguyễn Tâm Hùng
- Phạm Bình Minh
- Huỳnh Thị Phúc

#### Tỉnh
Ở cấp tỉnh, thành phố Vũng Tàu được chia thành 3 đơn vị bầu cử để chọn ra 15 đại biểu cho Hội đồng nhân dân tỉnh nhiệm kỳ 2021-2026. Đó là các đơn vị sau:
- Đơn vị bầu cử số 01 (bầu 05 đại biểu): gồm các Phường: 1, 2, 3, 4, 5, 7 và Thắng Tam.
- Đơn vị bầu cử số 02 (bầu 05 đại biểu): gồm các Phường: 8, 9, 10, Thắng Nhì, Rạch Dừa và Nguyễn An Ninh.
- Đơn vị bầu cử số 03 (bầu 05 đại biểu): gồm các Phường: 11, 12, Thắng Nhất và xã Long Sơn.

#### Thành phố
Ở cấp thành phố, thành phố Vũng Tàu được chia thành 7 đơn vị bầu cử với tổng cộng 35 đại biểu cho Hội đồng nhân dân thành phố. Mỗi đơn vị bầu 5 đại biểu.
| Đơn vị bầu cử     | Số ghế    | Số người ứng cử | Điểm bỏ phiếu | Địa phương                  |
| ----------------- | --------- | --------------- | ------------- | --------------------------- |
| Số 1              | 5         | 8               |               | Phường 1 Phường 3 Phường 7  |
| Số 2              | 5         | 8               |               | Phường 2 Phường 8 Thắng Tam |
| Số 3              | 5         | 8               |               | Phường 4 Phường 5 Thắng Nhì |
| Số 4              | 5         | 8               |               | Phường 9 Thắng Nhất         |
| Số 5              | 5         | 8               |               | Phường 10 Nguyễn An Ninh    |
| Số 6              | 5         | 8               |               | Phường 11 Rạch Dừa          |
| Số 7              | 5         | 8               |               | Phường 12 Long Sơn          |
| Tổng cộng         | 35        | 56              | 174           |                             |
|                   |           |                 |               |                             |
|                   | Số cử tri | Tỷ lệ           |               |                             |
| Số cử tri đi bầu  | 239.869   | 99.63%          |               |                             |
| Số cử tri đăng ký | 240.757   | 100%            |               |                             |

#### Xã, phường
Ở cấp xã, có tổng cộng 17 hội đồng nhân dân tại 14 phường và 1 xã trên địa bàn thành phố. Số đại biểu tổng cộng được bầu tại kỳ bầu cử năm 2021 là 392 người.

## Kinh tế

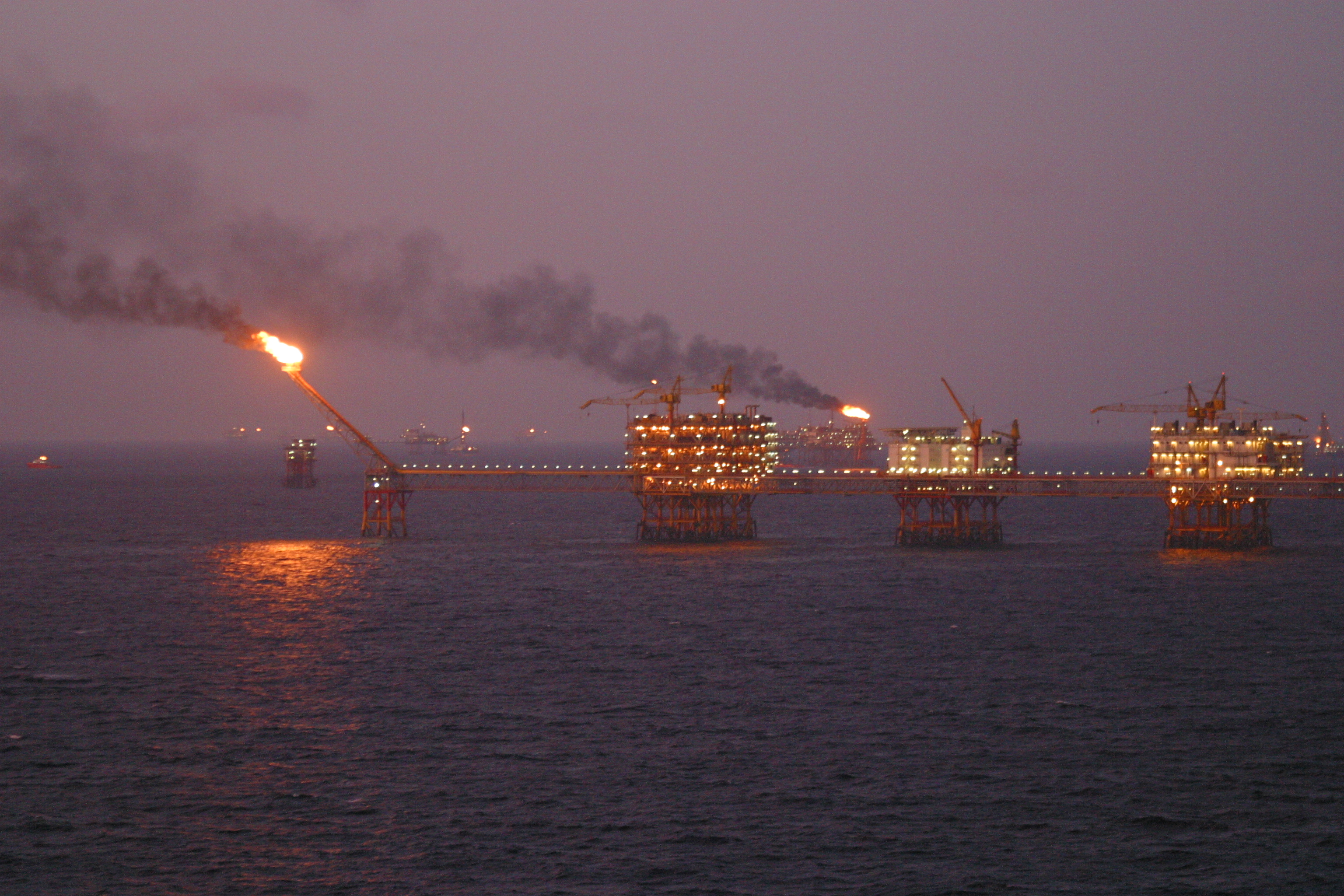
Một giàn khoan dầu khí trên khu vực mỏ Bạch Hổ ngoài khơi Vũng Tàu.

Là thành phố lớn trong Vùng kinh tế trọng điểm Nam bộ, Vũng Tàu có nền kinh tế năng động với thế mạnh về dịch vụ dầu khí, cảng biển, đánh bắt thủy sản và du lịch.

### Công nghiệp và dầu khí
Nằm trên thềm bờ biển của một khu vực giàu dầu khí và khí đốt, Vũng Tàu là cứ địa của ngành dầu khí Việt Nam. Thành phố là nơi đặt trụ sở Xí nghiệp liên doanh Dầu khí Việt-Xô (Vietsovpetro), doanh nghiệp chủ lực khai thác, thăm dò và khai thác các sản phẩm dầu khí từ các giàn khoan từ mỏ ngoài khơi vào bờ. Bên cạnh đó là khu cảng dầu khí với nhiều cơ sở hậu cần cho xuất khẩu, vận tải và cung ứng thiết bị liên quan đến ngành này. Trên địa bàn thành phố hiện có 2 khu công nghiệp lớn là Khu công nghiệp Đông Xuyên (160 ha), Khu công nghiệp dầu khí Long Sơn (1.250 ha) hiện đang triển khai dự án nhà máy lọc dầu Long Sơn và tổ hợp hóa dầu miền Nam. Ngoài ra thành phố còn có hơn 10 cảng biển và cảng sông phục vụ ngành dầu khí, quốc phòng, đóng tàu và xuất nhập khẩu, hiện thành phố cũng đang triển khai dự án cảng trung chuyển Container quốc tế Sao Mai - Bến Đình.

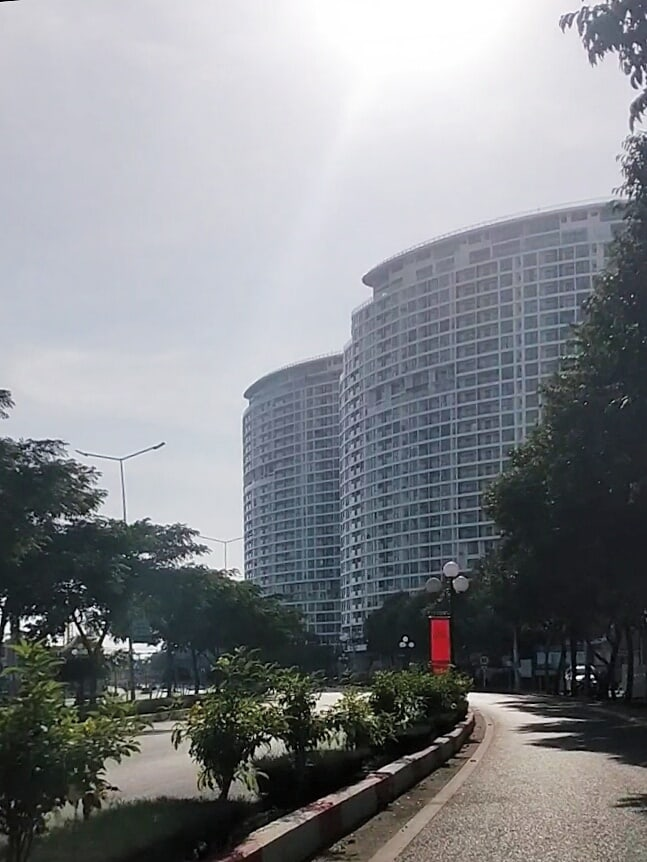
Khu cao ốc Gateway ở đường 3 Tháng 2

Ngày 24/2/2018, Tổ hợp Hóa dầu Miền Nam (Long Sơn Petrochemicals - LSP) với tổng vốn đầu tư 5,4 tỷ USD đã tổ chức khởi công tại Long Sơn, Vũng Tàu. Đây là tổ hợp hoá dầu đầu tiên tại Việt Nam với công suất lên tới 1,6 triệu tấn/ năm, có khả năng thay thế các sản phẩm polyolefins đang phải nhập khẩu. Dự án cũng bao gồm các cơ sở hạ tầng khác bên cạnh tổ hợp sản xuất hoá dầu, khu cảng nước sâu. Dự án được kỳ vọng sẽ tạo ra khoảng 15.000-20.000 việc làm trong quá trình xây dựng, hơn 1.000 lao động có kỹ thuật cao khi đi vào vận hành thương mại.Dự án cũng ước tính sẽ góp 60 triệu USD/năm cho ngân sách quốc gia trong suốt 30 năm kể từ khi đi vào hoạt động.
Với đường bờ biển dài và nhiều làng chài truyền thống nên nghề khai thác, chế biến thủy, hải sản từ lâu đã trở thành ngành kinh tế mũi nhọn của Vũng Tàu. Trên địa bàn thành phố có 6 cảng cá lớn, chủ yếu tập trung ở bờ vịnh Gành Rái cùng nhiều cơ sở tránh trú bão kiên cố, hiện đại. Khu vực quanh cửa các sông Cỏ May, Chà và quanh đảo Long Sơn đã phát triển thêm ngành nuôi trồng thủy sản, đặc biệt nuôi trên lồng bè, đem lại giá trị lớn về kinh tế và du lịch.
- Nghề thủ công sản xuất hàng mỹ nghệ của Vũng Tàu cũng phát triển. Những đồ trang sức được làm công phu từ các sản phẩm như vỏ ốc, đồi mồi...

### Đầu tư

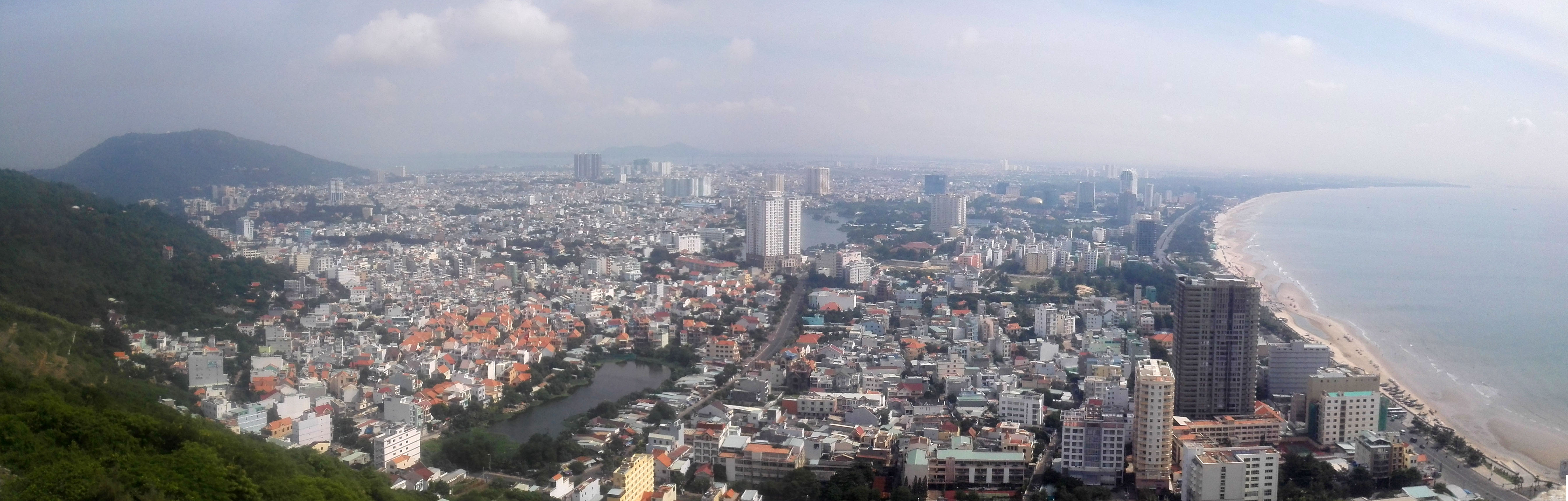
Nhiều cao ốc đã mọc lên ở Vũng Tàu

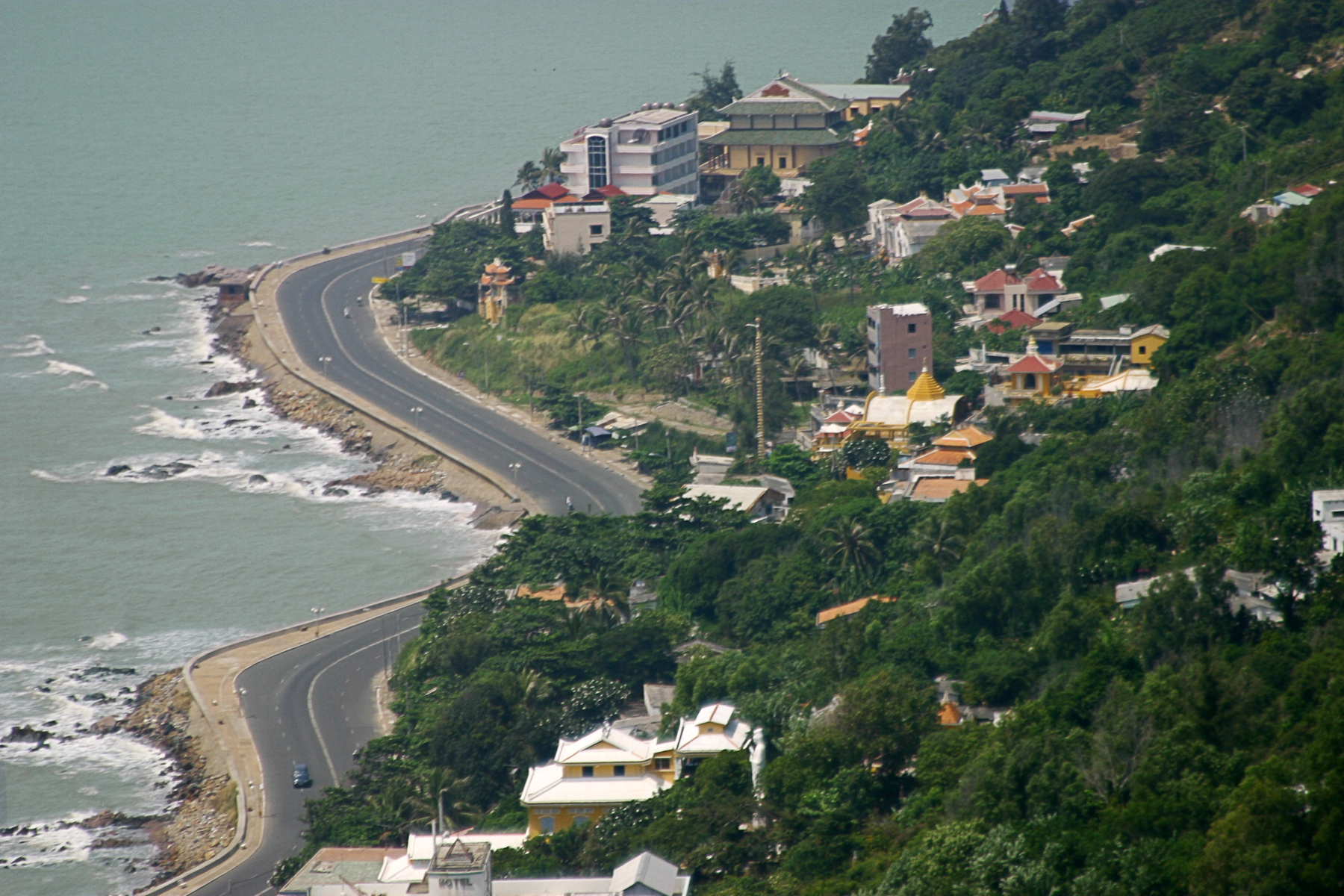
Đường Hạ Long dưới chân núi Nhỏ.

Là trung tâm kinh tế - văn hóa tỉnh Bà Rịa – Vũng Tàu, Vũng Tàu được nhiều người biết đến không chỉ với hình ảnh một thành phố biển tươi đẹp, quyến rũ, mà còn là một trong những địa phương làm tốt công tác xúc tiến đầu tư, thu hút các nguồn vốn trong và ngoài nước. Trong các năm 2005-2010, đã có thêm 51 dự án nước ngoài có vốn đầu tư đăng ký 6,806 tỷ USD và trong 3 năm 2007- 2009, có 11 dự án trong nước đã được cấp phép với vốn đăng ký 12.457 tỷ đồng. Từ nguồn ngân sách tỉnh tăng cường, cùng một phần ngân sách của nguồn vượt thu, thành phố đã từng bước hoàn chỉnh hệ thống hạ tầng cơ sở. Nhiều công trình trọng điểm trong các lĩnh vực giao thông, cấp thoát nước, trường học, trạm y tế, trụ sở văn phòng làm việc và các công trình phúc lợi khác hoàn thành đã phát huy hiệu quả, thúc đẩy kinh tế - xã hội thành phố phát triển, cải thiện đời sống nhân dân.

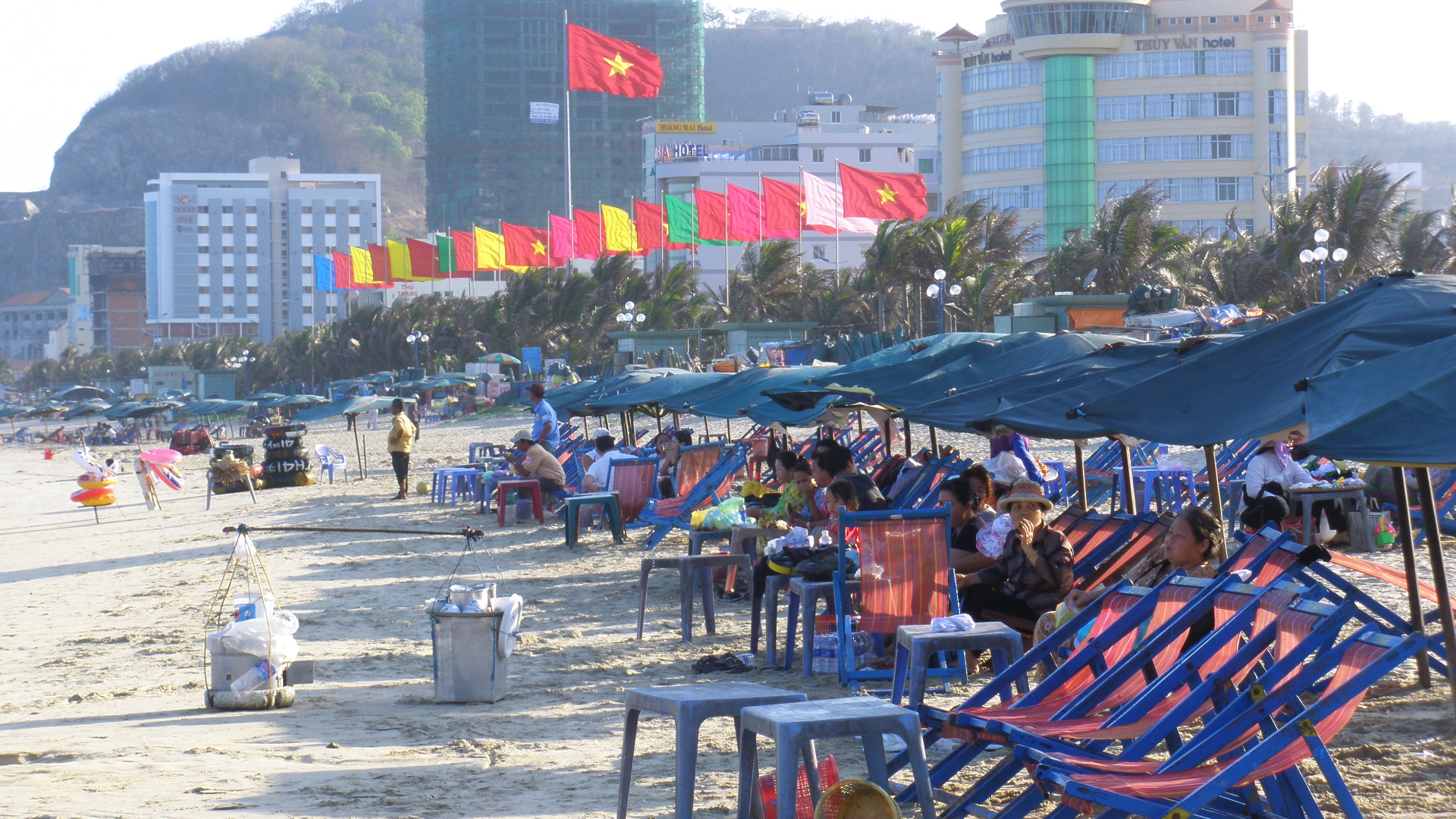
Bãi Thùy Vân

### Tăng trưởng
- Trong 20 năm 1991-2011, với tốc độ tăng trưởng hàng năm bình quân là 18%/năm, TP. Vũng Tàu đã không ngừng vươn lên về mọi mặt để xứng đáng với vai trò là một đô thị tỉnh lỵ, trung tâm chính trị, kinh tế, văn hóa, khoa học kỹ thuật của tỉnh. Phát triển kinh tế tại TP. Vũng Tàu trong những năm qua không chỉ đạt được sự tăng trưởng cao mà còn bảo đảm những yêu cầu của sự phát triển bền vững, theo đúng định hướng, cơ cấu phát triển kinh tế của địa phương. Tổng sản phẩm nội địa (không tính dầu khí) tăng bình quân hàng năm 22,6%. Thu nhập bình quân đầu người (không tính dầu khí) đạt 6.060 USD/người/năm. Doanh thu ngành dịch vụ năm 2011 là 9.000 tỷ đồng, gấp 170 lần so với năm 1992. Trong đó, doanh thu dịch vụ du lịch đến năm 2011 ước đạt 2.500 tỷ đồng, tăng gấp 100 lần so với năm 1992. Tổng thu ngân sách năm 2011 ước đạt 2.500 tỷ đồng, gấp 179 lần so với thời điểm mới thành lập thành phố. Đời sống nhân dân được nâng cao, không có hộ đói, tỷ lệ hộ nghèo giảm xuống còn 0,02%.
- Cơ cấu kinh tế chuyển dịch đúng theo hướng dịch vụ - công nghiệp – chế biến trong đó dịch vụ – du lịch chiếm 71,01%; công nghiệp – tiểu thủ công nghiệp: 14,01%; hải sản: 14,98%. Phấn đấu GDP bình quân đầu người đến năm 2020 đạt 12.000 USD. Trong đó, chú trọng tăng vốn đầu tư cho ngành thương mại (tăng bình quân 29%/năm), doanh thu tăng bình quân 35%/năm. Trên địa bàn thành phố hiện có 2 Khu công nghiệp tập trung là: Khu Công nghiệp Đông Xuyên và Khu Công nghiệp Dầu khí Long Sơn.
- Ngoài ra, dự án Trung tâm hành chính TP. Vũng Tàu cũng đang được khẩn trương tiến hành để chào mừng 20 năm thành lập tỉnh và 20 năm thành lập TP. Vũng Tàu (1991 - 2011). Hiện nay, lãnh đạo thành phố đã chỉ đạo Ban Quản lý dự án nhanh chóng triển khai việc thỏa thuận địa điểm xây dựng dự án, lập quy hoạch và thiết kế, giải phóng mặt bằng, tổ chức thi tuyển quy hoạch và thiết kế công trình, lập dự án đầu tư xây dựng, tổ chức đấu thầu. Việc xây dựng Khu trung tâm hành chính TP. Vũng Tàu mới tại phường 11 nhằm đáp ứng được quy mô một Trung tâm hành chính của đô thị loại I.

## Giáo dục
Về mặt hành chính, Phòng Giáo dục và Đào tạo thành phố quản lý các trường mầm non, tiểu học và trung học cơ sở. Các trường đại học, cao đẳng và trung học phổ thông do Sở Giáo dục và Đào tạo quản lý theo quy định của pháp luật.
Hệ thống giáo dục mầm non và phổ thông phân bố đều trên các khu dân cư trong thành phố.
Theo thống kê hiện tại, trên địa bàn thành phố Vũng Tàu có:
- 43 trường mầm non
- 25 trường tiểu học
- 17 trường trung học cơ sở
- 9 trường trung học phổ thông.[70][71] (5 trường dân lập và tư thục, trong đó có 1 trường đào tạo hai bậc học (trường Lê Hồng Phong) và 1 trường đào tạo 3 bậc học (trường Nguyễn Thị Minh Khai))
- 39 trung tâm ngoại ngữ do các doanh nghiệp tư nhân đầu tư.
- 1 trường đại học
- 3 trường cao đẳng
- 2 trường trung cấp

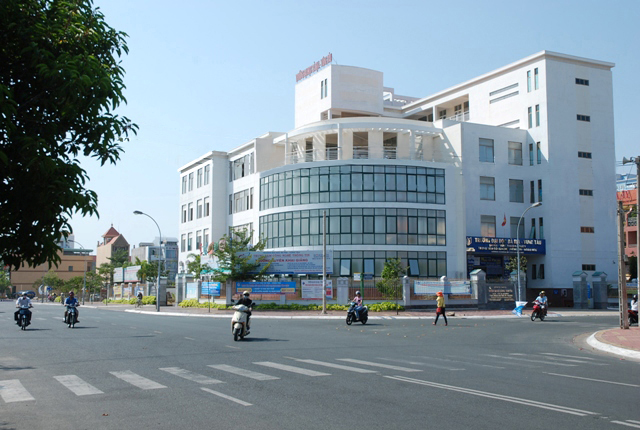
Cơ sở 2 của Đại học Bà Rịa – Vũng Tàu

Trong đó Trường Đại học Bà Rịa – Vũng Tàu, một trường tư thục, đào tạo đa ngành, có 3 cơ sở đào tạo tại thành phố Vũng Tàu. Hệ cao đẳng có 3 trường trên địa bàn thành phố là Trường Cao đẳng Kỹ thuật - Công nghệ Bà Rịa – Vũng Tàu, Trường Cao đẳng Nghề Du lịch Vũng Tàu (thuộc Bộ Văn hóa - Thể thao và Du lịch) và Trường Cao đẳng Dầu khí (thuộc Tập đoàn dầu khí Việt Nam). Hệ Trung học chuyên nghiệp có 1 trường là: Trường Trung học Y tế Bà Rịa – Vũng Tàu.
Trường Trung học Phổ thông Vũng Tàu, tiền thân là Trung học Vũng Tàu, được thành lập năm 1954 và là trường trung học đầu tiên của cả tỉnh.

## Y tế
TP. Vũng Tàu có 1 bệnh viện, 2 trung tâm y tế và nhiều trạm y tế phường, xã
- Bệnh viện Vũng Tàu (Bệnh viện Lê Lợi cũ)
- Trung tâm y tế Vietsovpetro
- Trung tâm y tế thành phố Vũng Tàu.

## Nhân khẩu

### Dân số
Tính đến năm 2019, dân số Vũng Tàu đạt 527.025 người. Mật độ dân số đạt 3.737 người/km2.
Dân số Vũng Tàu qua các thời kỳ
| Năm                                   | Dân số  | Khu vực                                                                            | Ghi chú | Nguồn  |
| ------------------------------------- | ------- | ---------------------------------------------------------------------------------- | --- | ------ |
| 1899                                  | 5.690   | Cap Saint Jacques                                                                  | Monographie de la province de Bà-Ria et de la ville Cap Saint Jacques. Sài Gòn imprimerie L. Ménard, 1902.       | [ 72 ] |
| 1930                                  | 7.000   | Cap Saint Jacques                                                                  | | [ 73 ] |
| 1936                                  | 8.000   | Cap Saint Jacques                                                                  | | [ 73 ] |
| 1943                                  | 8.717   | Cap Saint Jacques                                                                  | | [ 73 ] |
| 1945                                  | 8.700   |                                                                                    | |        |
| 1949                                  | 14.359  |                                                                                    | Báo cáo ngày 15/12/1948 của Ủy ban Kháng chiến Hành chính tỉnh Bà Rịa                                            |        |
| 1953                                  | 11.263  |                                                                                    | |        |
| 1955                                  | 29.390  |                                                                                    | |        |
| 1957                                  | 35.469  | Quận Vũng Tàu                                                                      | | [ 74 ] |
| 1964                                  | 38.300  | Thị xã, đặc khu                                                                    | |        |
| 1965                                  | 49.300  | Thị xã, đặc khu                                                                    | |        |
| 1966                                  | 49.300  | Thị xã, đặc khu                                                                    | |        |
| 1967                                  | 54.200  | Thị xã, đặc khu                                                                    | |        |
| 1968                                  | 70.039  | Thị xã, đặc khu                                                                    | |        |
| 1970                                  | 86.012  | Thị xã, đặc khu                                                                    | |        |
| 1972                                  | 88.000  | thị xã Cấp                                                                         | Báo cáo tình hình tỉnh Bà Rịa - Long Khánh ngày 27/10/1972 của Chính phủ Cách mạng Lâm thời CH Miền Nam Việt Nam | [ 74 ] |
| 1972                                  | 106.600 | Thị xã, đặc khu                                                                    | Dân số trung bình miền Nam 1957-1973                                                                             |        |
| 1973                                  | 119.300 | Thị xã, đặc khu                                                                    | |        |
| Thống nhất Việt Nam (1975)            |         |                                                                                    | |        |
| 1978                                  | 87.400  | Thị xã Vũng Tàu và Huyện Côn Đảo                                                   | Số liệu thống kê Việt Nam thế kỷ XX, Volume 2                                                                    |        |
| Thành lập Đặc khu Vũng Tàu - Côn Đảo  |         |                                                                                    | |        |
| 1979                                  | 136.212 | Đặc khu Vũng Tàu - Côn Đảo, bao gồm bán đảo Vũng Tàu, xã Long Sơn, và quận Côn Đảo | Điều tra dân số Đặc khu Vũng Tàu - Côn Đảo. Tài liệu Chi cục Thống kê Đặc khu                                    | [ 74 ] |
| 1979                                  | 91.600  | Đặc khu Vũng Tàu - Côn Đảo                                                         | Số liệu công bố của Kinh tế Văn hóa Việt Nam 1930 - 1980, của Tổng cục Thống kê in năm 1980                      | [ 75 ] |
| 1980                                  | 93.200  | Đặc khu Vũng Tàu - Côn Đảo                                                         | Số liệu thống kê Việt Nam thế kỷ XX, Volume 2                                                                    |        |
| 1981                                  | 94.400  | Đặc khu Vũng Tàu - Côn Đảo                                                         | Số liệu thống kê Việt Nam thế kỷ XX, Volume 2                                                                    |        |
| 1982                                  | 96.500  | Đặc khu Vũng Tàu - Côn Đảo                                                         | Số liệu thống kê Việt Nam thế kỷ XX, Volume 2                                                                    |        |
| 1983                                  | 92.000  | Đặc khu Vũng Tàu - Côn Đảo                                                         | Số liệu thống kê Việt Nam thế kỷ XX, Volume 2                                                                    |        |
| 1984                                  | 97.000  | Đặc khu Vũng Tàu - Côn Đảo                                                         | Số liệu thống kê Việt Nam thế kỷ XX, Volume 2                                                                    |        |
| 1985                                  | 102.700 | Đặc khu Vũng Tàu - Côn Đảo                                                         | Số liệu thống kê Việt Nam thế kỷ XX, Volume 2                                                                    |        |
| 1989                                  | 135.054 | Đặc khu Vũng Tàu - Côn Đảo                                                         | Tổng điều tra dân số 1989, theo Số liệu thống kê Việt Nam Thế kỷ XX, Volume 3                                    |        |
| Thành lập tỉnh Bà Rịa-Vũng Tàu (1991) |         |                                                                                    | |        |
| 1999                                  | 211.786 | Thành phố Vũng Tàu                                                                 | Tổng điều tra dân số 1999                                                                                        | [ 76 ] |
| 2005                                  | 260.655 | Thành phố Vũng Tàu                                                                 | Thống kê dân số 2005                                                                                             |        |
| 2007                                  | 278.188 | Thành phố Vũng Tàu                                                                 | Công đoàn Bà Rịa-Vũng Tàu                                                                                        | [ 77 ] |
| 2009                                  | 243.793 | Thành phố Vũng Tàu                                                                 | Tổng điều tra dân số 2009                                                                                        | [ 78 ] |
| 2011                                  | 322.873 | Thành phố Vũng Tàu                                                                 | |        |
| 2019                                  | 351.300 | Thành phố Vũng Tàu                                                                 | Tổng điều tra dân số và nhà ở 2019                                                                               | [ 79 ] |
| 2020                                  | 362.061 | Thành phố Vũng Tàu                                                                 | Niên giám Thống kê tỉnh Bà Rịa-Vũng Tàu, Cục thống kê tỉnh                                                       |        |
| 2021                                  | 420.860 | Thành phố Vũng Tàu                                                                 | Ủy ban Nhân dân Tp Vũng Tàu                                                                                      | [ 80 ] |
| 2022                                  | 530.025 | Thành phố Vũng Tàu                                                                 | Tổng điều tra dân số                                                                                             | [ 81 ] |

### Tôn giáo
Trên địa bàn thành phố Vũng Tàu hiện có 6 tôn giáo đang hoạt động gồm Phật giáo, Công giáo, Tin lành, Cao Đài, Tịnh độ cư sĩ Phật hội, Minh Sư Đạo. Có 117 cơ sở thờ tự và 37 cơ sở tín ngưỡng dân gian. Số chức sắc và tu sĩ của các tôn giáo là 792 người, với số tín đồ 82.512.

### Dân tộc
Tính đến năm 2019, toàn thành phố có 24 dân tộc thiểu số với 1.002 hộ và 3.531 nhân khẩu, chiếm 1% dân số toàn thành phố.

## Văn hóa - du lịch
Là vùng đất mới được thành lập trong quá trình Nam tiến của người Việt, đời sống văn hoá của Vũng Tàu là sự dung hòa từ nhiều yếu tố của các vùng miền hoà quyện cùng bản sắc miền biển rất riêng của địa phương.

### Lễ hội văn hóa
- Lễ hội nghinh Ông - Vũng Tàu - Tục thờ cá Ông

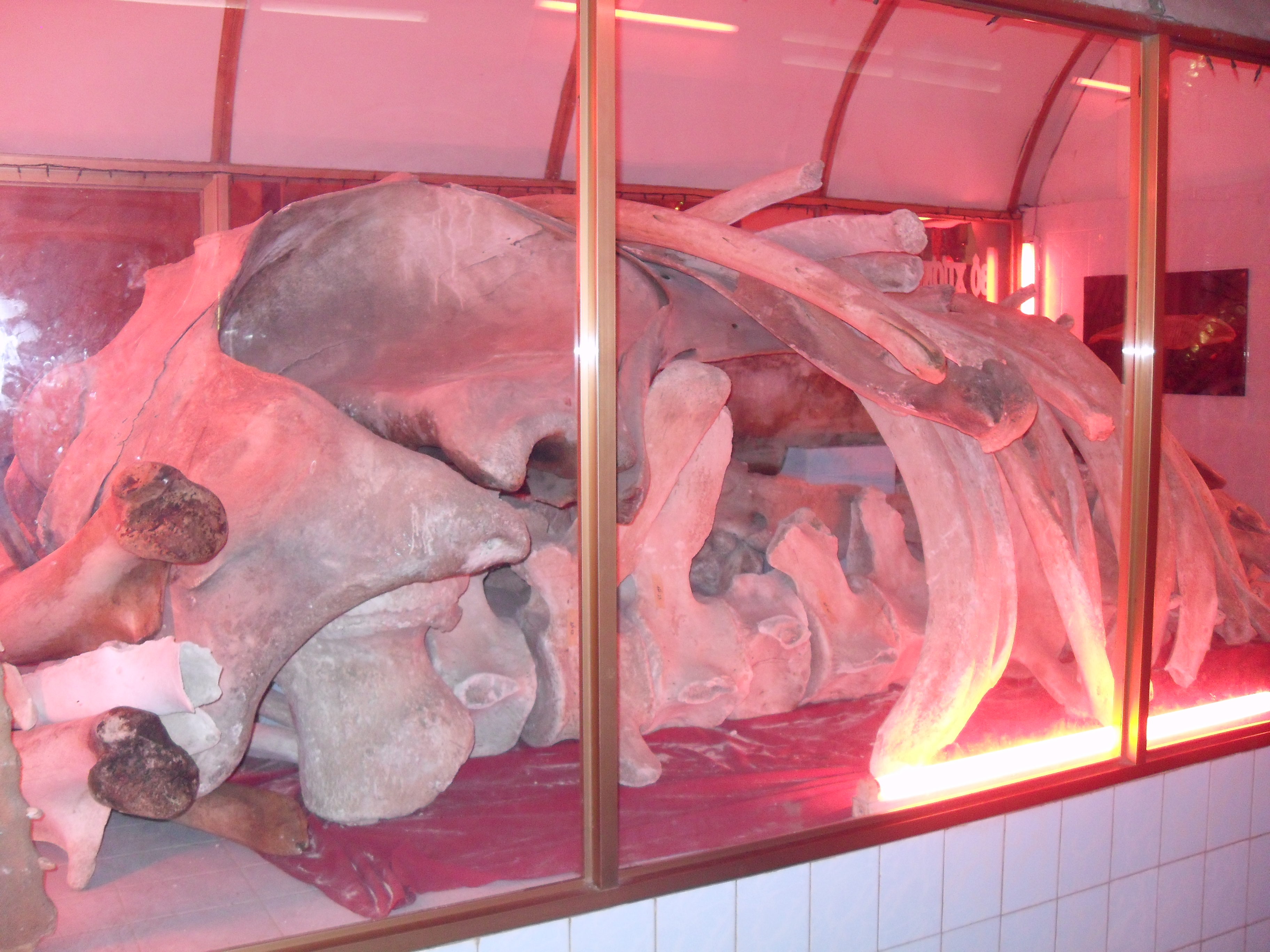

Đây là lễ hội dân gian truyền thống của ngư dân Vũng Tàu và là dịp quan trọng nhất để ngư dân tri ân Cá Ông (cá voi), vị cứu tinh theo quan niệm của những người đánh cá và làm nghề biển nói chung. Lễ hội nghinh Ông được tổ chức vào ngày 16, 17, 18 tháng 8 âm lịch hàng năm tại Đình Thắng Tam, thành phố Vũng Tàu. Lễ hội đi kèm với diệu hành rước kiệu, hình tượng Cá Ông và biểu diễn nghệ thuật trên các tuyến đường trung tâm thành phố.
- Lễ hội Đình thần Thắng Tam

Tổ chức 4 ngày, từ ngày 17 đến 20 tháng 2 âm lịch.
- Lễ hội Miếu Bà Ngũ Hành

Tổ chức từ ngày 16 đến 18/10 âm lịch tại Miếu bà Ngũ Hành, nằm bên cạnh đình thần Thắng Tam, đường Hoàng Hoa Thám, phường Thắng Tam.
- Lễ hội bắn súng Thần Công

Tổ chức vào những dịp khai hội đầu năm và các sự kiện lịch trọng đại của thành phố và tỉnh Bà Rịa – Vũng Tàu. Địa điểm: di tích Bạch Dinh, số 10 đường Trần Phú.
- Đại lễ kính Đức Maria, mẹ Thiên Chúa.

Được tổ chức tại Đền thánh Đức Mẹ Bãi Dâu vào ngày 1 tháng 1 dương lịch hàng năm nhằm mừng kính Đức Maria, mẹ Thiên Chúa bổn mạng của Giáo phận Bà Rịa do chính Đức Giám mục Giáo phận chủ sự cùng với các linh mục trong giáo phận với sự tham dự của hàng vạn tu sĩ nam nữ.

### Danh lam thắng cảnh - Du lịch

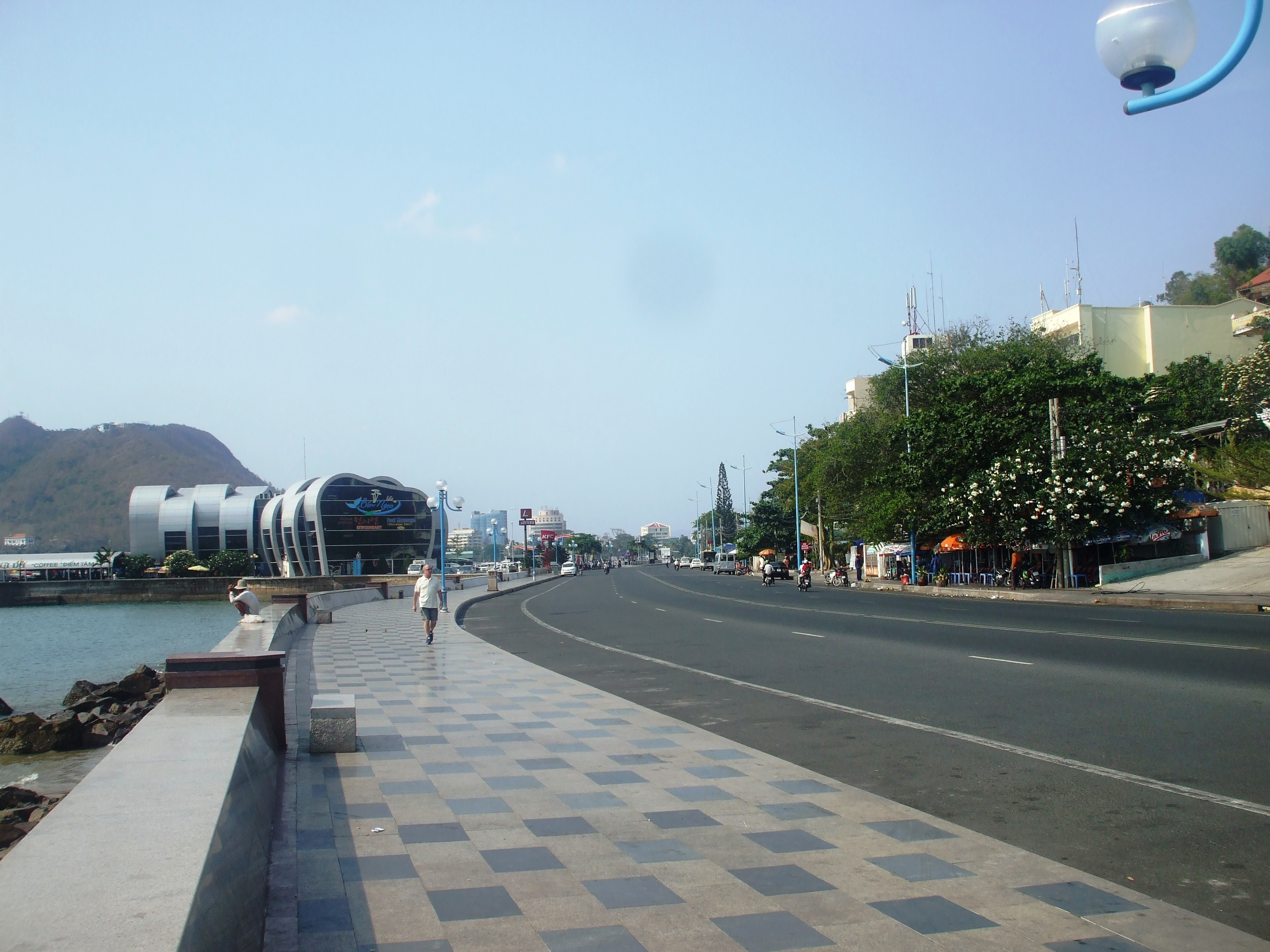
Một con đường lớn ven biển ở Bãi Trước

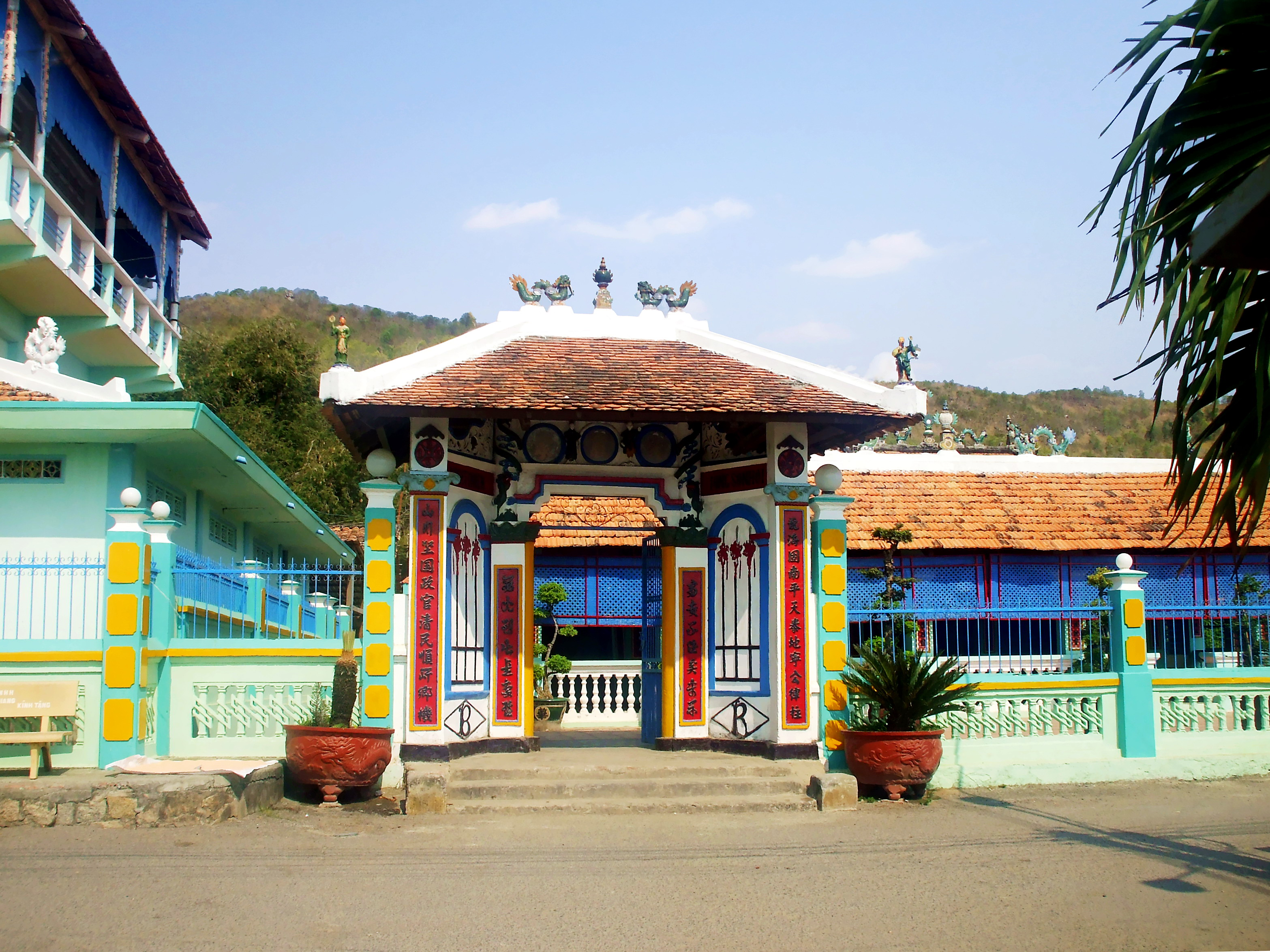
Nhà Lớn Long Sơn

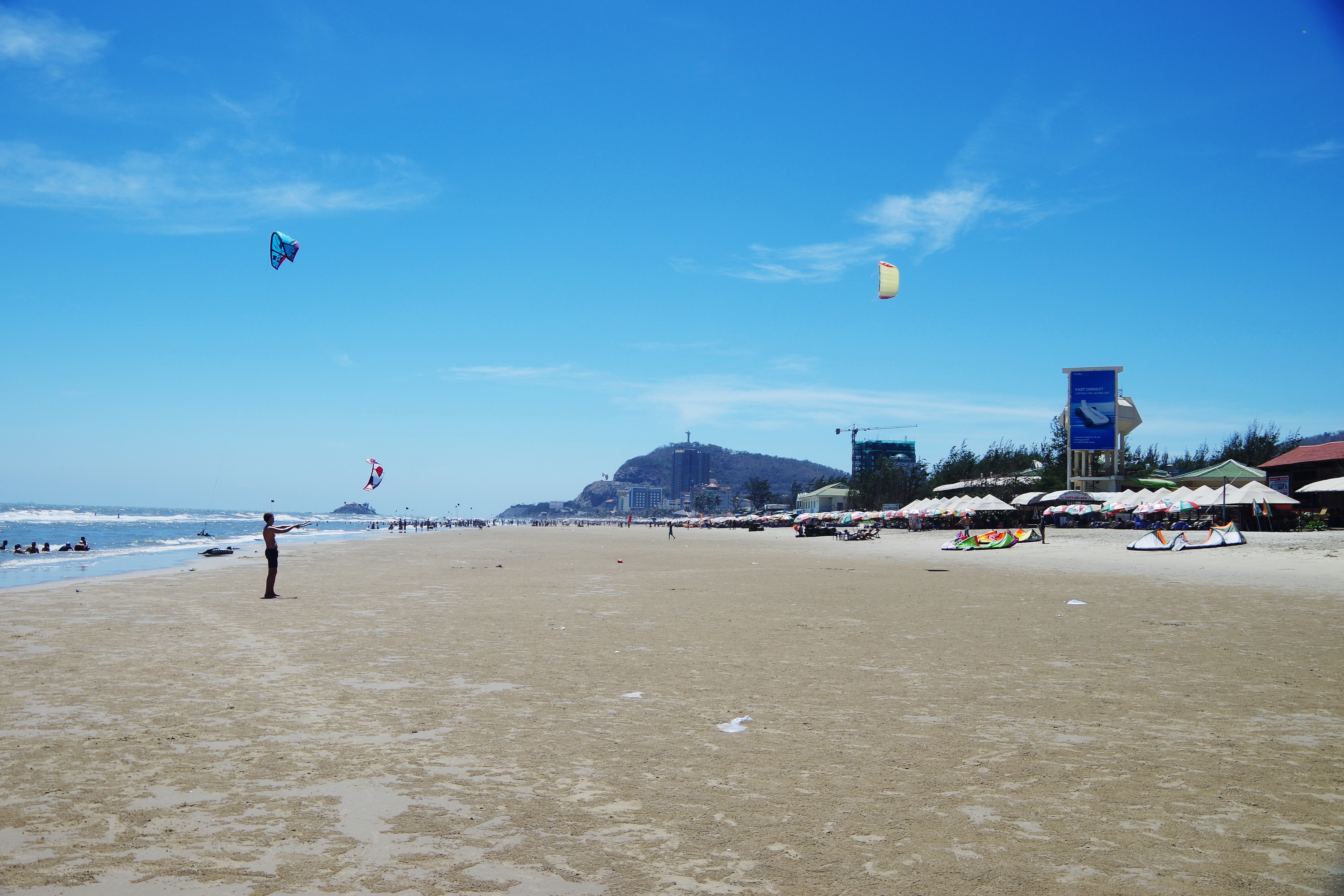
Bãi Sau Vũng Tàu

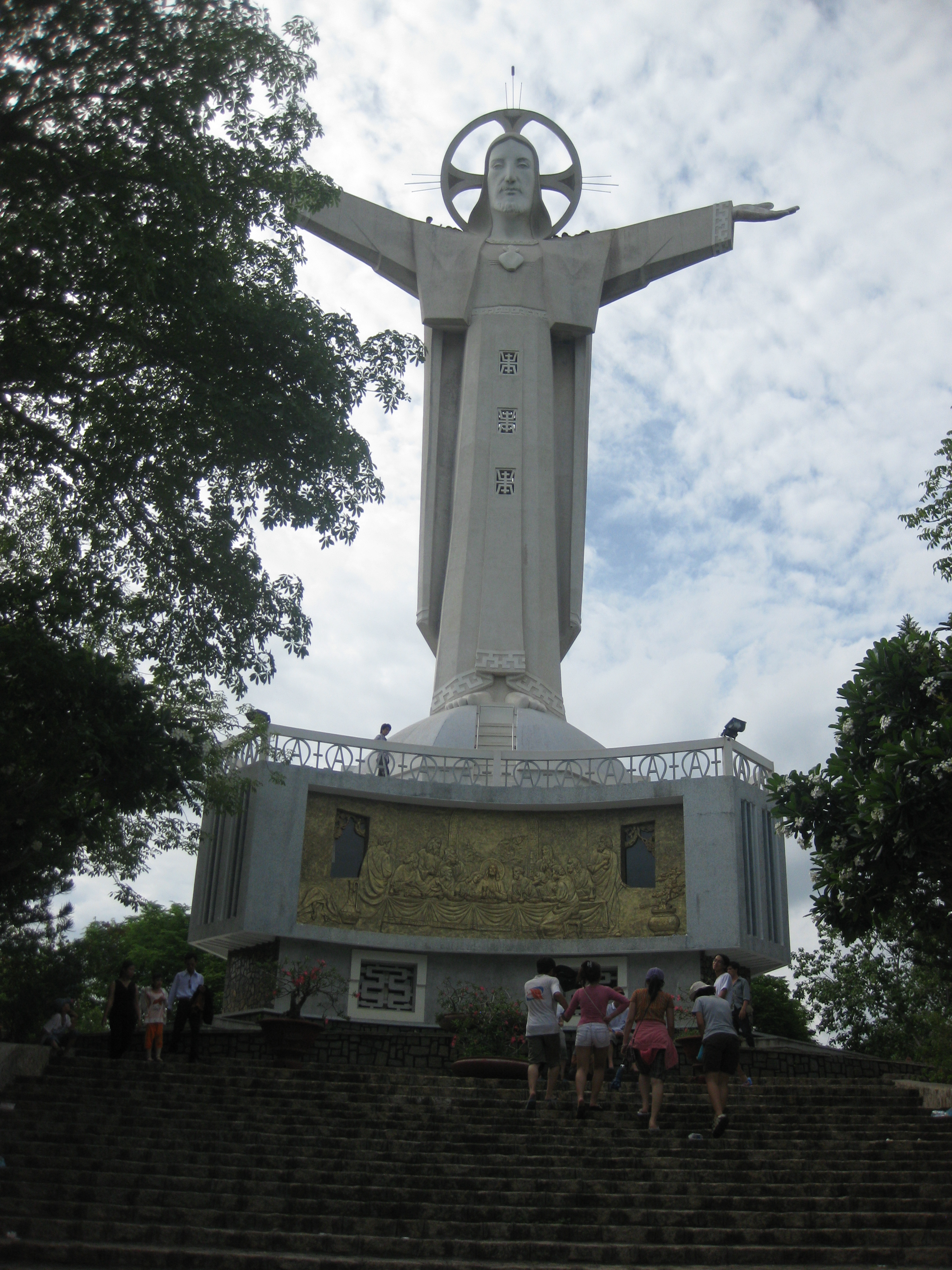
Tượng Chúa Kitô trên núi Nhỏ, Vũng Tàu

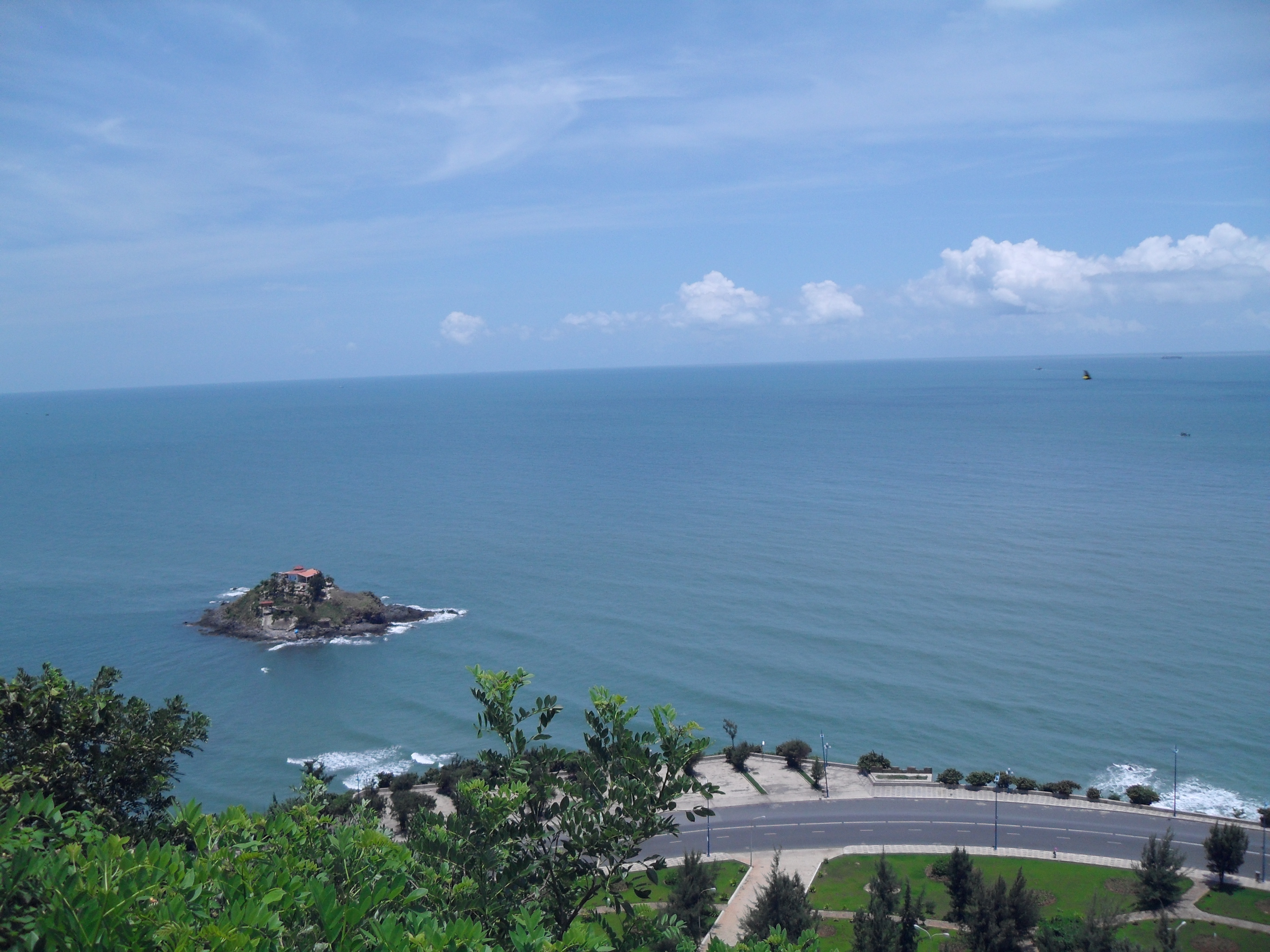
Đảo Hòn Bà nhìn từ Tượng Chúa Kitô Vua

### Các địa điểm tham quan
| - Đền thánh Đức Mẹ Bãi Dâu (Trần Phú, Phường 5). - Tượng Chúa Ki Tô Vua (Hạ Long, Phường 2). - Nhà thờ Vũng Tàu (Thống Nhất, Phường 1). - Đan viện Xito Thánh mẫu Phước Hải (Trần Phú,Phường 5). - Đình Thắng Tam (Hoàng Hoa Thám, Phường 2). - Thích Ca Phật Đài (Trần Phú, Phường 5). - Linh sơn cổ tự (Hoàng Hoa Thám, Phường 2). - Niết Bàn Tịnh xá (Hạ Long, Phường 2). - Công viên Thỏ Trắng | - Bạch Dinh (Trần Phú, Phường 1). - Nhà Lớn Long Sơn (Xã Long sơn). - Đèn Hải Đăng (Núi Nhỏ, Phường 2). - Mũi nghinh Phong (Hạ Long, Phường 2). - Đền thờ Liệt sĩ TP. Vũng Tàu. - Thánh thất Cao Đài Vũng Tàu (Phường 4) - Pháo đài cổ Phước Thắng (Núi Lớn) - Hồ Mây trên đỉnh Núi Lớn - Đảo Hòn Bà |

### Các khu văn hóa, vui chơi, giải trí
| - Công viên bãi Trước. - Quảng trường Trưng Vương. - Công viên nước Vũng Tàu. - Công viên Trần Hưng Đạo. - Công viên Tam Giác (bãi Trước) - Cung văn hóa Thiếu nhi. - Khu du lịch Hồ Mây | - Nhà văn hóa Thanh niên. - Nhà văn hóa lao động Vietsovpetro. - Nhà thi đấu đa năng. - Sân vận động Lam Sơn. - Lotte Mart - Lam Sơn Square - Imperial Plaza Vũng Tàu |

### Bãi biển
Vũng Tàu có những bãi biển lý tưởng để nghỉ mát mà thiên nhiên đã ban tặng như:
- Bãi Sau: Nằm phía Nam Vũng Tàu, còn có tên là Thùy Vân hay còn có tên là Thùy Dương, chạy dài gần 10 km. Đây là một trong những bãi biển đẹp của Việt Nam, bãi cát dài phẳng.
- Bãi Trước: Còn gọi là bãi Tầm Dương do có thể ngắm mặt trời lặn vào mỗi buổi chiều. Bãi Trước có những hàng dừa chạy dọc theo bờ biển và giống như một vịnh nhỏ ít sóng và có hình vòng cung khá đẹp;
- Bãi Dâu: Còn gọi là bãi Phương Thảo, dài 3 km, thơ mộng và tĩnh mịch;
- Bãi Dứa: Còn gọi là bãi Hương Phong, một bãi tắm nhỏ nhưng khá xinh xắn.
- Bãi Lãng Du: Còn gọi là bãi Hàng Bàng, một bãi biển nhỏ nằm không xa Bãi Dứa.
- Bãi Vọng Nguyệt: Còn gọi là bãi Ô Quắn, nằm cạnh Mũi Nghinh Phong, hướng mặt về phía đảo Hòn Bà.
- Bãi Chí Linh: Trải dài từ khu Long Cung tới khu Đồi Nhái, sông Cỏ May, còn rất hoang sơ, bãi biển thoai thoải như Bãi Sau.

Đa phần tên các tên bãi tắm trên (Thùy Vân, Tầm Dương, Phương Thảo, Hương Phong, Vọng Nguyệt) được đặt khoảng năm 1965 bởi Thị trưởng Vũng Tàu khi ấy là ông Hồ Nhựt Quan.

### ChùaThích Ca Phật Đài
Đây là một trong những ngôi chùa lớn nhất của Vũng Tàu tọa lạc trên đường Trần Phú. Cổng chùa được xây dựng công phu bằng xi măng cốt thép, trên bằng đá hoa khắc 4 chữ "Thích ca Phật đài", trong Chùa có Bảo Tháp, trong tháp có ngọc Xá Lợi của đức phật, tượng Phật tổ ngồi trên toà sen và nhiều di vật của đạo Phật và là một công trình kiến trúc độc đáo. Khi xây dựng bảo tháp người ta đã sử dụng các vật liệu được mang từ quê hương của đức phật.

### Tượng Chúa Kitô
Tượng Chúa Kitô Vua trên đỉnh núi Nhỏ, được xây năm 1974 là một địa điểm tôn giáo, thuộc Giáo phận Bà Rịa do giáo xứ Vũng Tàu quản lý. Công trình bị gián đoạn một thời gian sau đó được sự ủy quyền của Đức Giám mục Xuân lộc, linh mục Phê rô Trần Văn Huyên chánh xứ Vũng Tàu cùng với bà con giáo dân khắp mọi nơi đã tham gia tái thiết công trình. Đến năm 1994 công trình hoàn thành và chính thức đón tiếp mọi du khách, đây cũng là một trong những địa điểm được du khách tham quan nhiều nhất. Tượng Chúa Kitô Vua ở Vũng Tàu (Việt Nam) cao 32 m, được coi là tượng Chúa cao nhất thế giới trong khi Tượng Chúa Kitô Cứu Thế (Rio de Janeiro) ở Brasil cao 30 m.

### Bạch Dinh

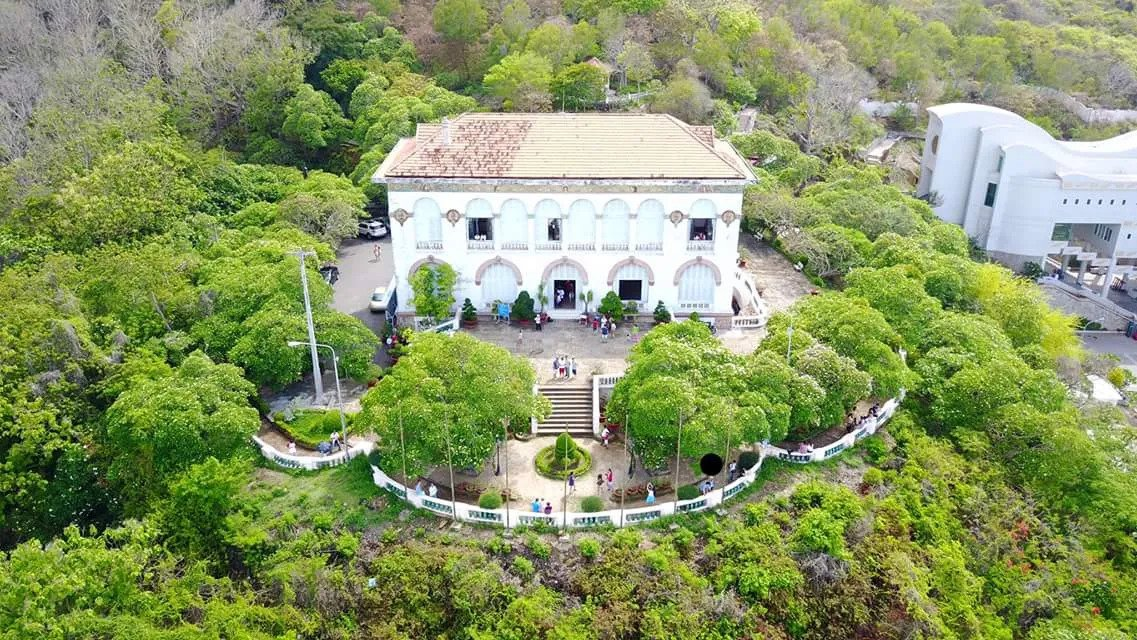
Bạch Dinh, bên cạnh là Bảo tàng thành phố Vũng Tàu.

Năm 1898, Toàn quyền Đông Dương Paul Doumer đã cho xây Bạch Dinh (Villa Blanche) trên nền pháo đài Phước Thắng từng khai hỏa bắn vào tàu chiến Pháp gần 40 năm trước. Bạch Dinh là một công trình kiến trúc Roman gồm 3 tầng, cao 19 m với lưng tựa vào Núi Lớn. Tại đây hiện còn lưu giữ 19 khẩu thần công. Ngày nay Bạch Dinh là nơi trưng bày các cổ vật gốm, sứ được trục vớt từ các tàu thuyền cổ của nước ngoài bị đắm ngoài khơi Vũng Tàu, Bạch dinh là địa điểm du lịch không thể thiếu trong hành trình tham quan thành phố biển Vũng Tàu.

### Núi Nhỏ, Núi Lớn
Núi Nhỏ là một trong hai ngọn núi tại thành phố Vũng Tàu, nằm sát biển. Dưới chân núi là con đường ven biển Hạ Long được công nhận là con đường đẹp nhất Việt Nam với nhiều khách sạn, nhà hàng, quán cà phê. Trên núi có ngọn Hải đăng Vũng Tàu và Tượng Chúa Kitô Vua nổi tiếng.
Núi Lớn là một trong hai ngọn núi đẹp của thành phố biển. Trên núi này có Bạch Dinh và Thích Ca Phật Đài, trên núi có khu du lịch Hồ Mây, có cáp treo đưa khách từ chân núi lên đỉnh núi. Xung quanh núi có con đường ven biển Trần Phú bao quanh dọc theo các bãi biển đẹp. Đang có dự án cáp treo nối hai ngọn núi này với nhau.

## Giao thông

### Đường bộ

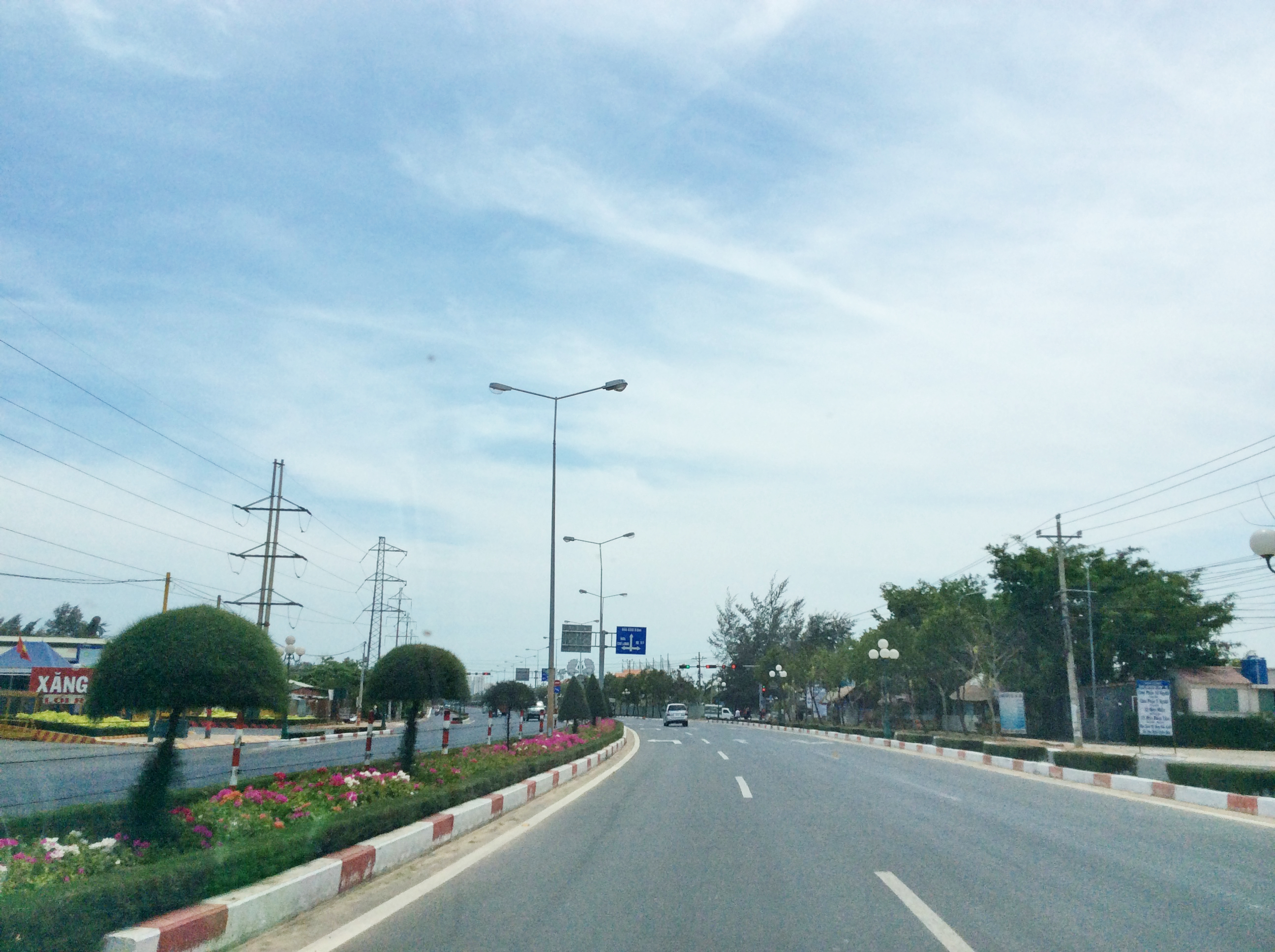
Đường 3 Tháng 2 là tuyến chính của Quốc lộ 51 nối Vũng Tàu với các địa phương lân cận

Quốc lộ 51 là tuyến quốc lộ chính nối thành phố Vũng Tàu với Bà Rịa, Biên Hòa và các địa phương lân cận. Con đường này bắt đầu từ giao lộ với Quốc lộ 1 tại Ngã tư Vũng Tàu, thành phố Biên Hòa, tỉnh Đồng Nai, chạy theo hướng Nam, Đông Nam qua các huyện Long Thành, Thị xã Phú Mỹ, thành phố Bà Rịa. Tại Ngã ba Bà Rịa, nó chạy xuống phía Nam, Tây Nam đổ vào thành phố Vũng Tàu qua cầu Cỏ May. Tại địa phận phường 12, nó phân ra làm 3 hướng tuyến: Đường 30 tháng 4 (tuyến Quốc lộ 51A), đường 2 Tháng 9 (Quốc lộ 51B) và Đường 3 Tháng 2 (Quốc lộ 51C).
Bến xe Vũng Tàu, tọa lạc trên đường Nam Kỳ Khởi Nghĩa, phường Thắng Tam, là đầu mối vận tải hành khách liên tỉnh của thành phố.
Hiện nay, 100% tuyến đường giao thông chính của TP. Vũng Tàu đã bê tông nhựa hóa. Trong đó, tuyến đường Hạ Long-Quang Trung-Trần Phú chạy dọc Bãi Trước được Bộ Giao thông Vận tải công nhận là "con đường đẹp nhất Việt Nam". Hơn 96% ngõ hẻm được xây sửa, nâng cấp khang trang bằng phương thức "nhà nước, nhân dân cùng làm". Ngay xã Long Sơn, hiện cũng không còn là xã đảo biệt lập, bởi hệ thống cầu đường khang trang không chỉ nối liền đảo với các khu dân cư, mà đã mở hướng phát triển cho vùng đảo đầy tiềm năng, hòa nhập vào dòng chảy phát triển chung. Các tuyến đường giao thông kết nối liên vùng với các đô thị khác cũng đang trong quá trình đầu tư và chuẩn bị đầu tư như mở rộng Quốc lộ 51 (Vũng Tàu - Biên Hòa) rộng 8 làn xe dài 90 km, hoàn thành năm 2012, xây mới tuyến đường cao tốc Biên Hòa - Vũng Tàu kết nối với đường cao tốc Bắc Nam, dự án đường sắt cao tốc Vũng Tàu - Biên Hòa - Thành phố Hồ Chí Minh kết nối với hệ thống đường sắt quốc gia, xây dựng Sân bay Gò Găng trên đảo Gò Găng để di dời Sân bay Vũng Tàu... các dự án hạ tầng giao thông này khi hoàn thành sẽ thúc đẩy kinh tế thành phố phát triển nhanh hơn.
Chính quyền tỉnh hiện đang triển khai dự án Đường cao tốc Biên Hòa - Vũng Tàu. Khi hoàn thành, dự án sẽ giúp giảm tải lưu lượng giao thông trên Quốc lộ 51, và rút ngắn thời gian di chuyển giữa Vũng Tàu với thành phố Biên Hòa và các tỉnh lân cận.

#### Các tuyến đường chính trên địa bàn thành phố
- Hạ Long
- Quang Trung
- Thuỳ Vân
- Trần Phú
- Lê Lợi
- Thống Nhất
- Võ Nguyên Giáp
- Lê Hồng Phong
- Ba Cu
- Trương Công Định
- 2 Tháng 9
- 3 Tháng 2
- 30 Tháng 4
- Nguyễn An Ninh
- Nguyễn Thái Học
- Hoàng Hoa Thám

| Tên đường cũ (1972)              | Tên hiện nay         |
| -------------------------------- | -------------------- |
| Quốc lộ 15                       | 30 Tháng 4           |
| Đại lộ Gia Long                  | Thống Nhất           |
| Lê Văn Duyệt                     | Trần Phú             |
| Võ Tánh                          | Hạ Long              |
| Nguyễn Tri Phương                | Lê Hồng Phong        |
| Nguyễn Thái Học                  | Bacu                 |
| Hiền Vương                       | Triệu Việt Vương     |
| Thành Thái                       | Lê Ngọc Hân          |
| Duy Tân                          | Lê Quý Đôn           |
| Phan Thanh Giản                  | Lý Tự Trọng          |
| Cường Để                         | Phạm Ngũ Lão         |
| Ngô Tùng Châu                    | Ngô Văn Huyền        |
| Châu Văn Tiếp                    | Trần Đồng            |
| Tạ Thu Thâu                      | Đồng Khởi            |
| Phạm Phú Quốc                    | Trần Nguyên Hãn      |
| Khưu Văn Ba                      | Phùng Khắc Khoan     |
| Nguyễn Vĩnh Trinh                | Lê Văn Tám           |
| Đại úy Trương Bá Hân             | Nguyễn Văn Trỗi      |
| Triệu Ẩu                         | Bà Triệu             |
| Lương Văn Hào                    | Thắng Nhì            |
| Đỗ Cao Trí (Đường Nhà binh số 7) | Võ Thị Sáu           |
| Lê Tấn Thông                     | Nam Kỳ Khởi Nghĩa    |
| Lê Tấn Ngôn                      | Xô Viết Nghệ Tĩnh    |
| Ông Ích Khiêm                    | Bạch Đằng            |
| Đường Quân sự số 3               | Đội Cấn              |
| Lê Văn Tỵ (Đường Quân sự số 4)   | Bình Giã             |
| Đường Quân sự số 5               | Huyền Trân Công Chúa |
| Khưu Ngọc Tước                   | Thi Sách             |
| Tương Kỳ                         | Vi Ba                |
| Tao Phùng                        | Hải Đăng             |

### Xe buýt
Vũng Tàu hiện có 4 tuyến xe buýt công cộng, chủ yếu phục vụ khách đi liên huyện và liên tỉnh.
Từ năm 2018 đến 2020, hai tỉnh Bà Rịa-Vũng Tàu và Đồng Nai có thử nghiệm kết nối 2 tuyến 11 và 6 thành tuyến 611. Tuy nhiên, đến ngày 28/2/2020, hai tuyến này tách ra như cũ.
| Tuyến | Điểm đầu                        |   | Điểm cuối                                                 | Thời gian chuyến | Giãn cách  | Giờ bắt đầu | Giờ kết thúc |
| ----- | ------------------------------- | - | --------------------------------------------------------- | ---------------- | ---------- | ----------- | ------------ |
| 4     | Vũng Tàu Bến xe Vũng Tàu        | ↔ | Bình Châu Bến xe Bình Châu, xã Bình Châu, huyện Xuyên Mộc |                  | 15 phút    | 5:30        | 18:00        |
| 6     | Vũng Tàu Bến xe Vũng Tàu        | ↔ | Long Thành Trạm xe Gò Dầu, huyện Long Thành               |                  | 12-20 phút | 4:30        | 17:40        |
| 22    | Vũng Tàu Bến xe Vũng Tàu        | ↔ | Phú Túc Bến xe Phú Túc, huyện Định Quán, Đồng Nai         |                  | 15 phút    | 5:30        | 18:00        |
| 72-1  | Sân bay Tân Sơn Nhất Ga Quốc tế | ↔ | Vũng Tàu Bến xe Vũng Tàu                                  | 165 phút         | 90 phút    | 10:00       | 17:30        |

### Đường thủy
Thành phố hiện có 2 bến tàu khách nội địa với nhiều chuyến tàu cao tốc nối với Côn Đảo, Quận 1 (TPHCM) và Cần Giờ tại các bến Hồ Mây và Cầu Đá ở Bãi Trước.
Ngoài ra, còn có tuyến phà biển nối Vũng Tàu với Cần Giờ tại cảng Sao Mai.

### Đường sắt
Chính phủ Việt Nam đang lập báo cáo tiền khả thi dự án đường sắt Biên Hòa - Vũng Tàu. Dự án có tổng chiều dài 122,7 km, đi qua các tỉnh Bình Dương, Đồng Nai và Bà Rịa-Vũng Tàu.

## Thành phố kết nghĩa
Vũng Tàu đã ký kết văn bản kết nghĩa và hợp tác với các thành phố sau:
| - Baku, Azerbaijan - Ganja, Azerbaijan - Gunsan, Jollabuk, Hàn Quốc (2022) - Quận Gyeyang, Incheon, Hàn Quốc (1999) | - Hạ Long (1976) - Padang, Indonesia - Parramatta, New South Wales, Úc (1993) |

Thị xã Vũng Tàu và thị xã Hòn Gai kết nghĩa năm 1976 trong phong trào kết nghĩa Bắc Nam. Vì lẽ đó, thị xã đã đổi tên con đường Võ Tánh ven biển từ Bãi Trước đến dốc Thùy Vân thành "Hạ Long", và đổi tên trường Nữ tiểu học Vũng Tàu thành Tiểu học Hạ Long. Tại Hạ Long ngày nay cũng có đường Vũng Tàu.
Một đường phố ở Baku được mang tên Vunqtau trong khi Vũng Tàu có một đường phố tên là Bacu. Điều này kỷ niệm sự hợp tác khai thác dầu khí giữa Azerbaijan Liên Xô và Đặc khu Vũng Tàu - Côn Đảo trong những năm 1980.
Trong thời chiến tranh, thị xã Vũng Tàu đã từng ký kết và duy trì quan hệ hợp tác với các thành phố Eureka (1966) và Newport Beach (California). Tuy nhiên, hiện nay các mối quan hệ này không được duy trì.

## Danh nhân
Những người nổi tiếng, tiêu biểu xuất thân từ Vũng Tàu
- Huỳnh Khương Ninh (1890-1950): nhà giáo, Hiệu trưởng trường Tư thục Huỳnh Khương Ninh ở Sài Gòn những năm 1920.[96]
- Huỳnh Khương An (1912-1941): đảng viên Đảng Cộng sản Pháp, liệt sĩ chống Đức Quốc xã.[97]
- Đoàn Trung Còn (1908-1988): cư sĩ Phật giáo, dịch giả, nhà nghiên cứu Phật học.
- Lê Văn Tỵ (1904-1964): quân nhân, Thống tướng thuộc Quân lực Việt Nam Cộng Hòa.
- Lan Phương: diễn viên kiêm người dẫn chương trình.
- Lý Nhã Kỳ: nữ diễn viên, doanh nhân người Việt Nam.
- Nam Thư: nữ diễn viên.

## Hình ảnh

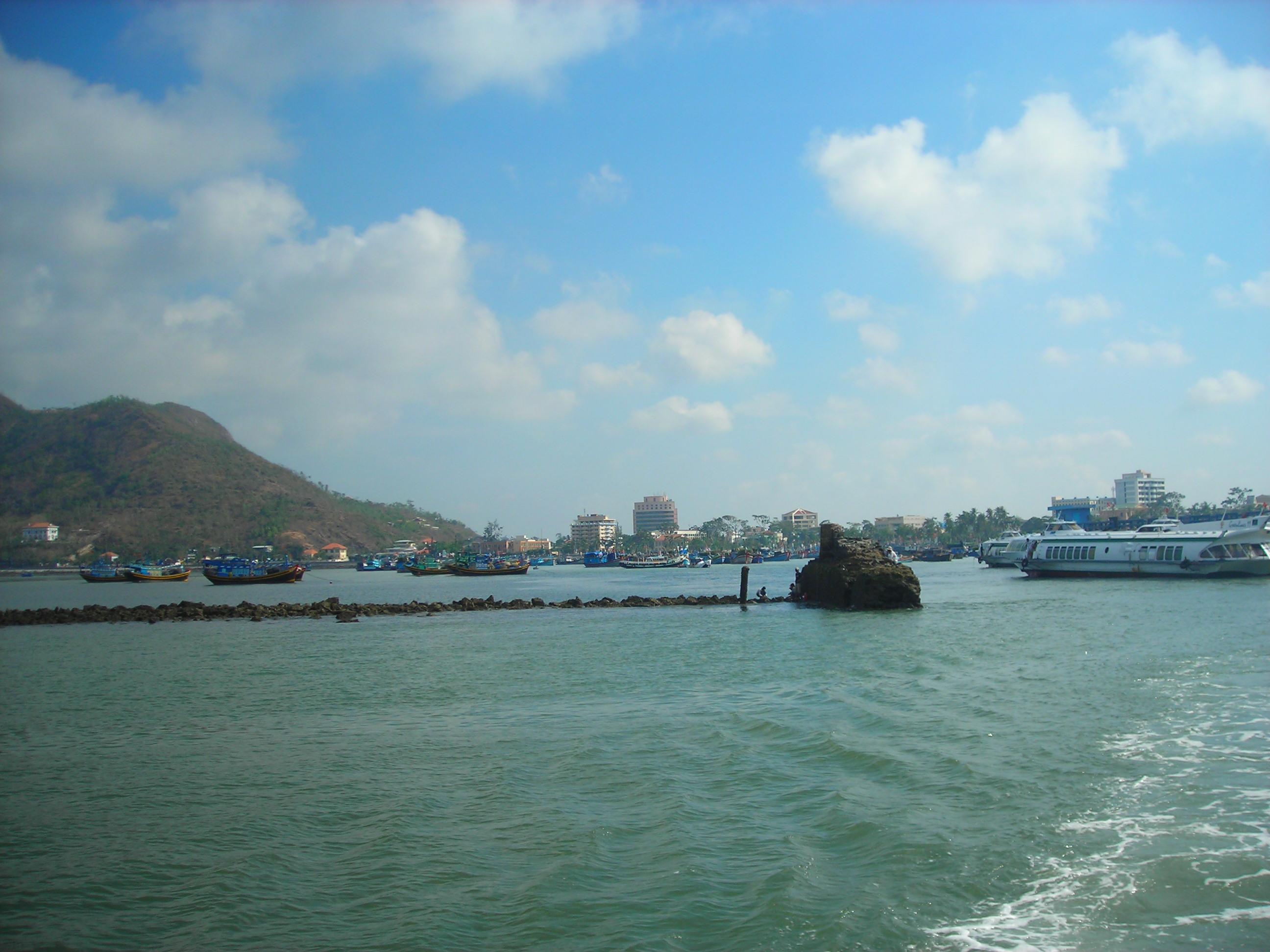
Bãi Trước
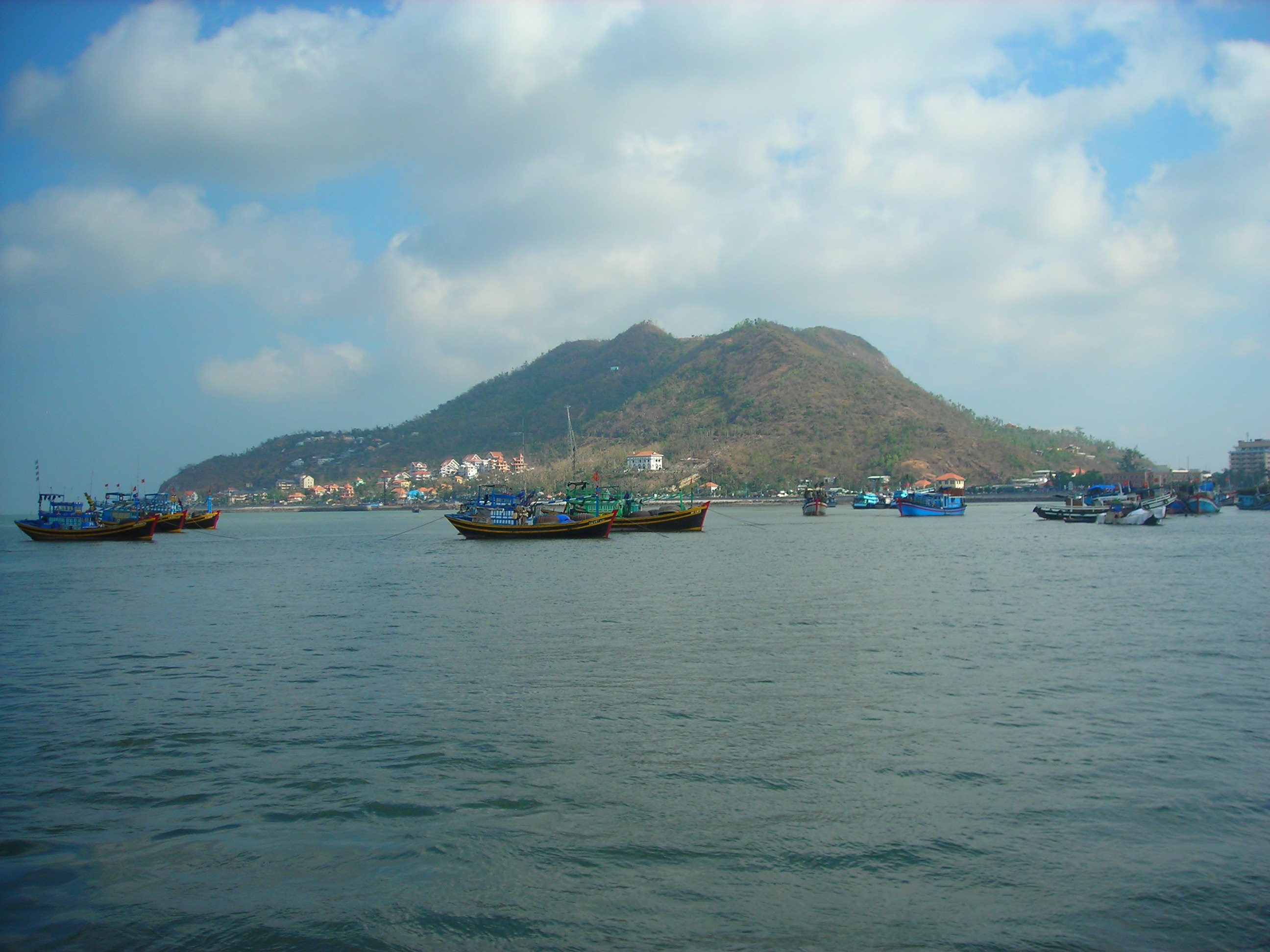
Núi Lớn
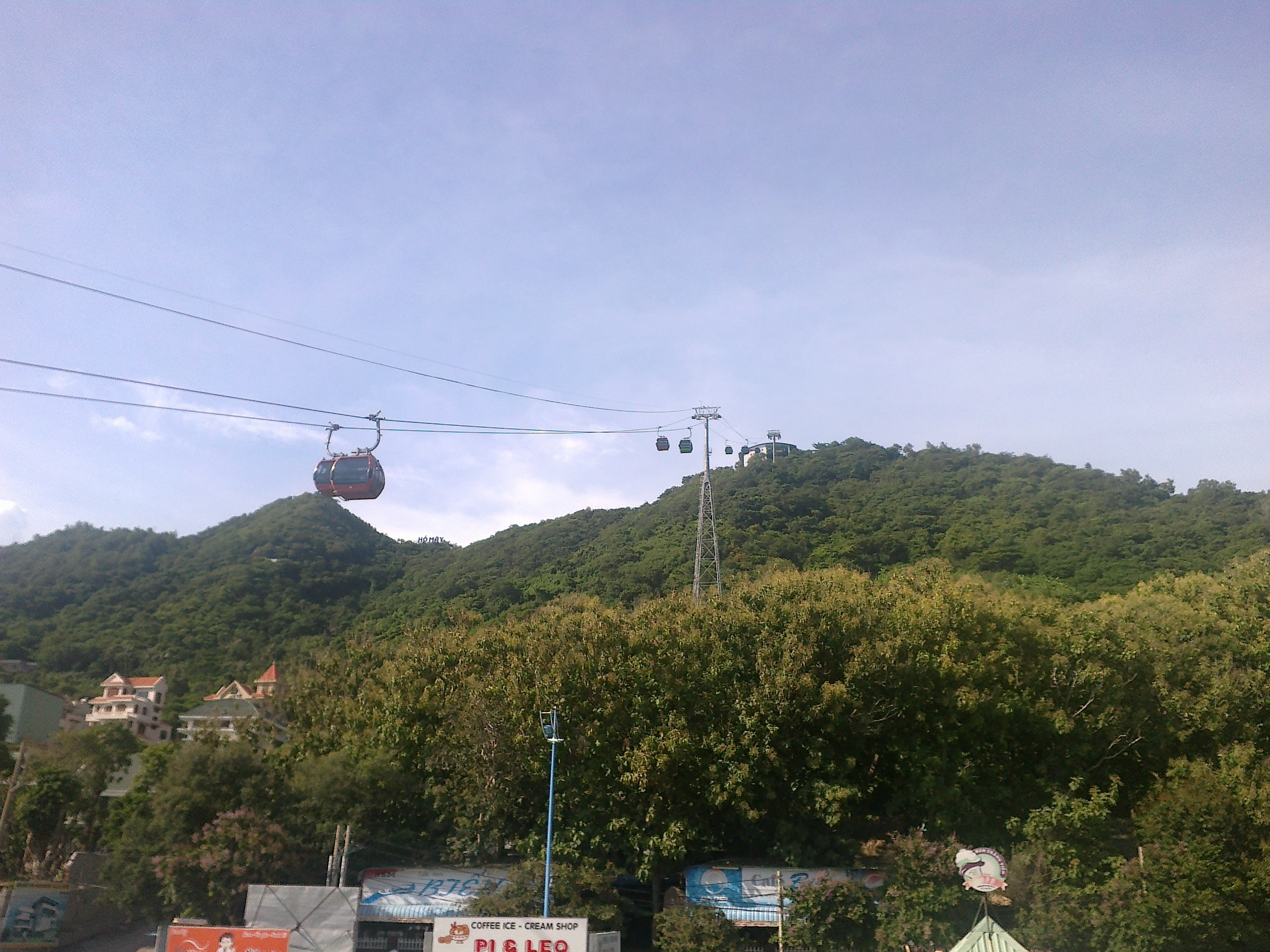
Cáp treo lên Khu du lịch sinh thái Hồ Mây
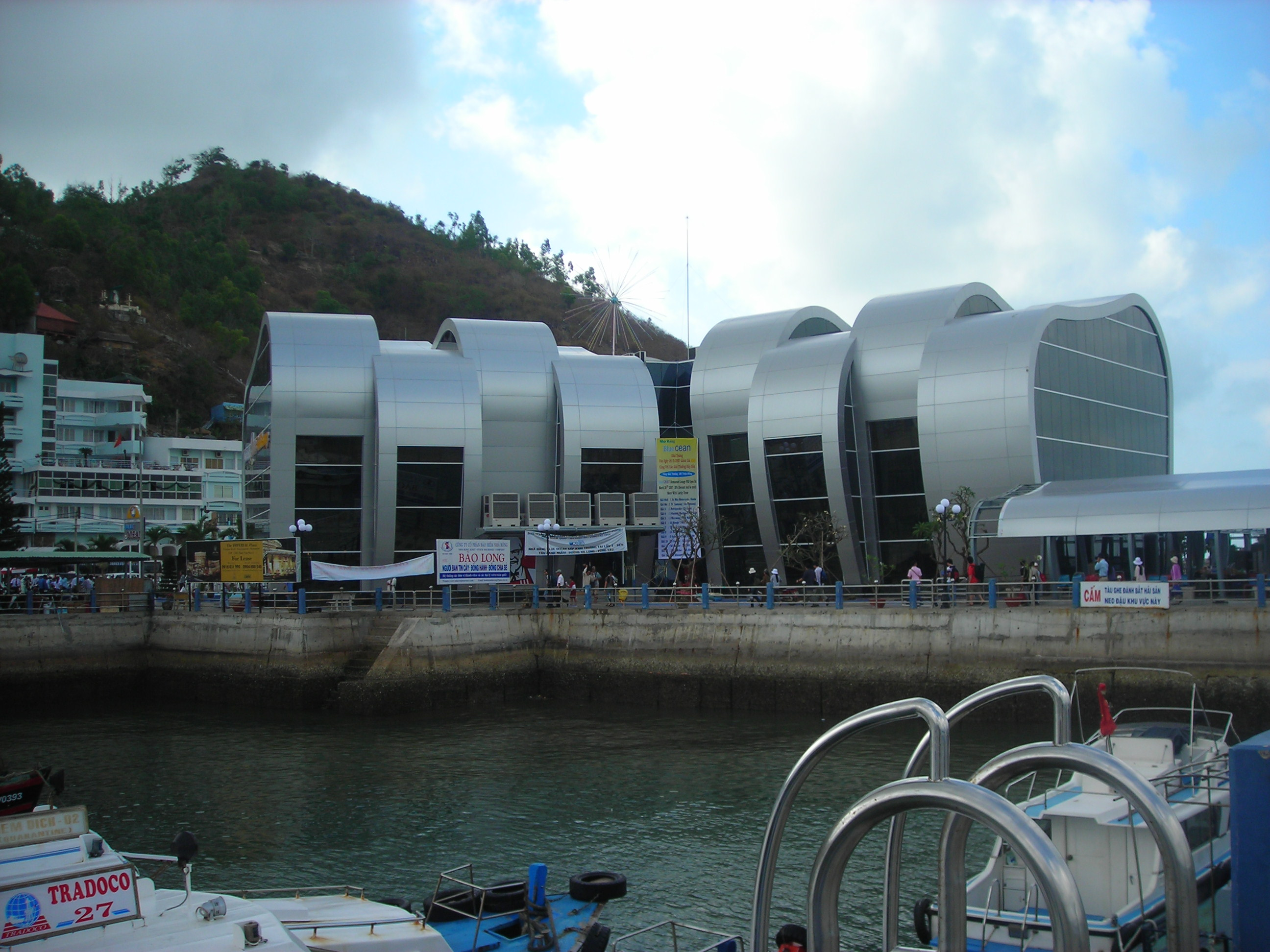
Nhà ga tàu cánh ngầm
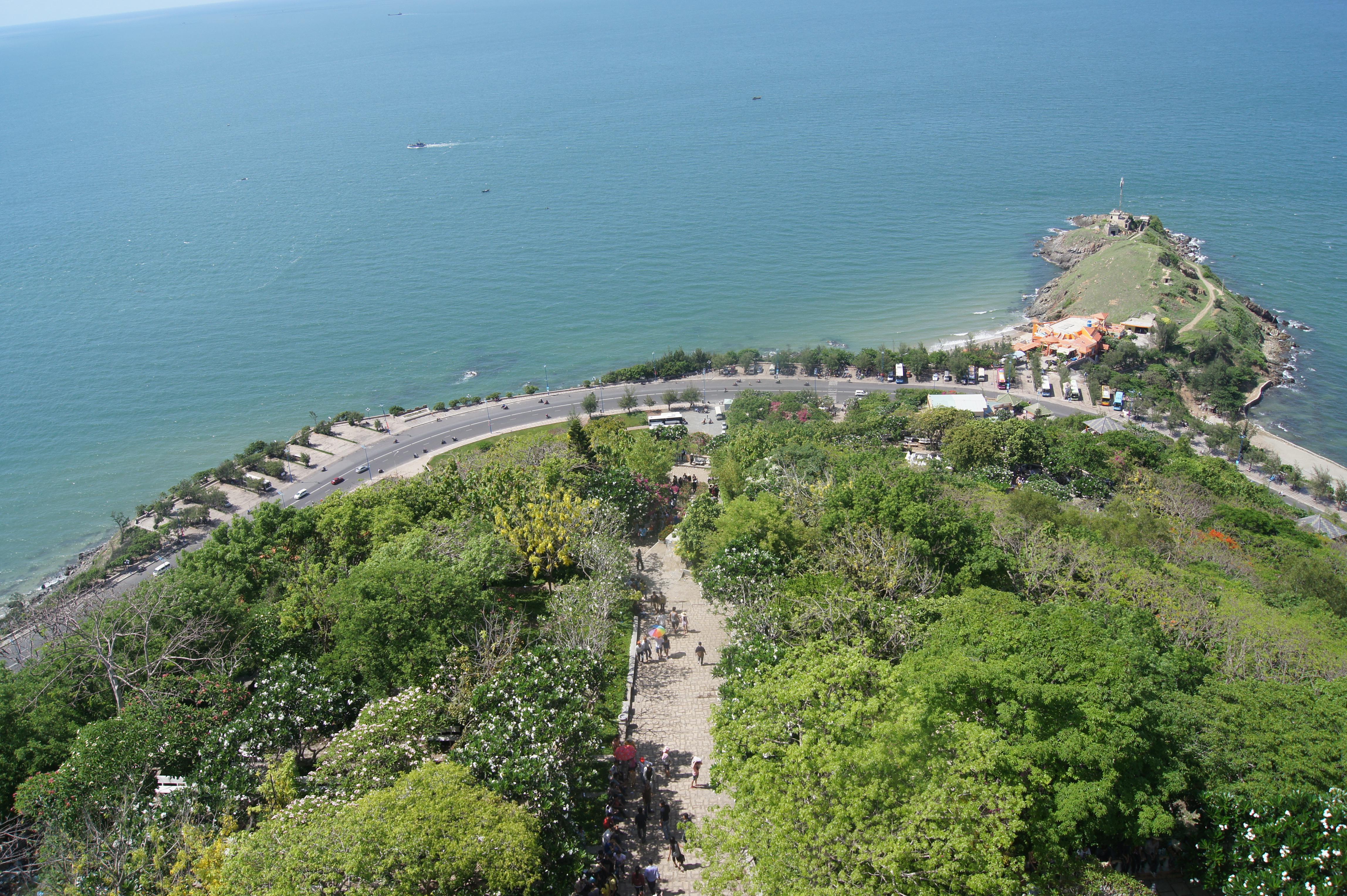
Mũi Nghinh Phong nhìn từ tượng Chúa Ki-tô
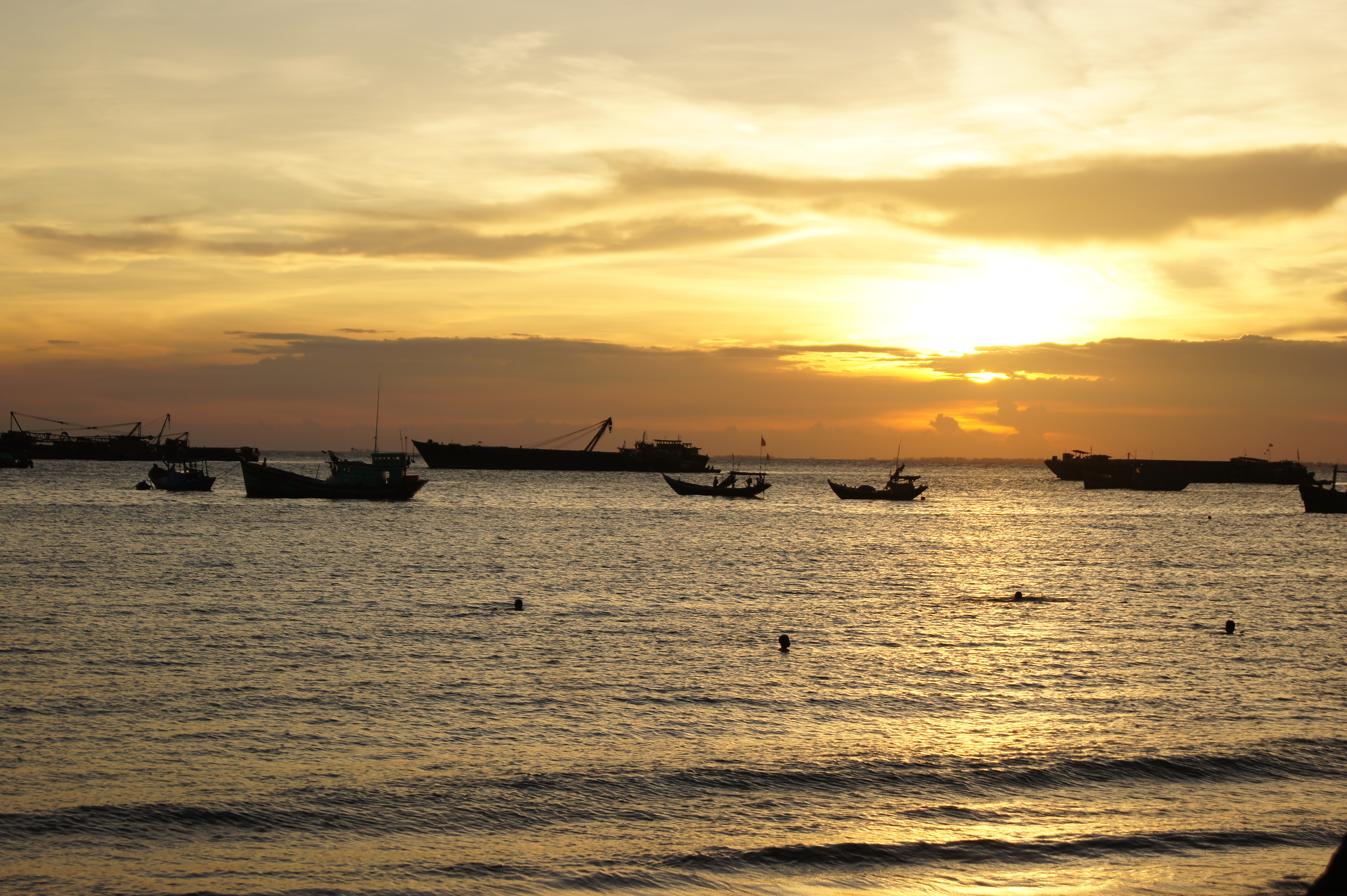
Hoàng hôn trên biển
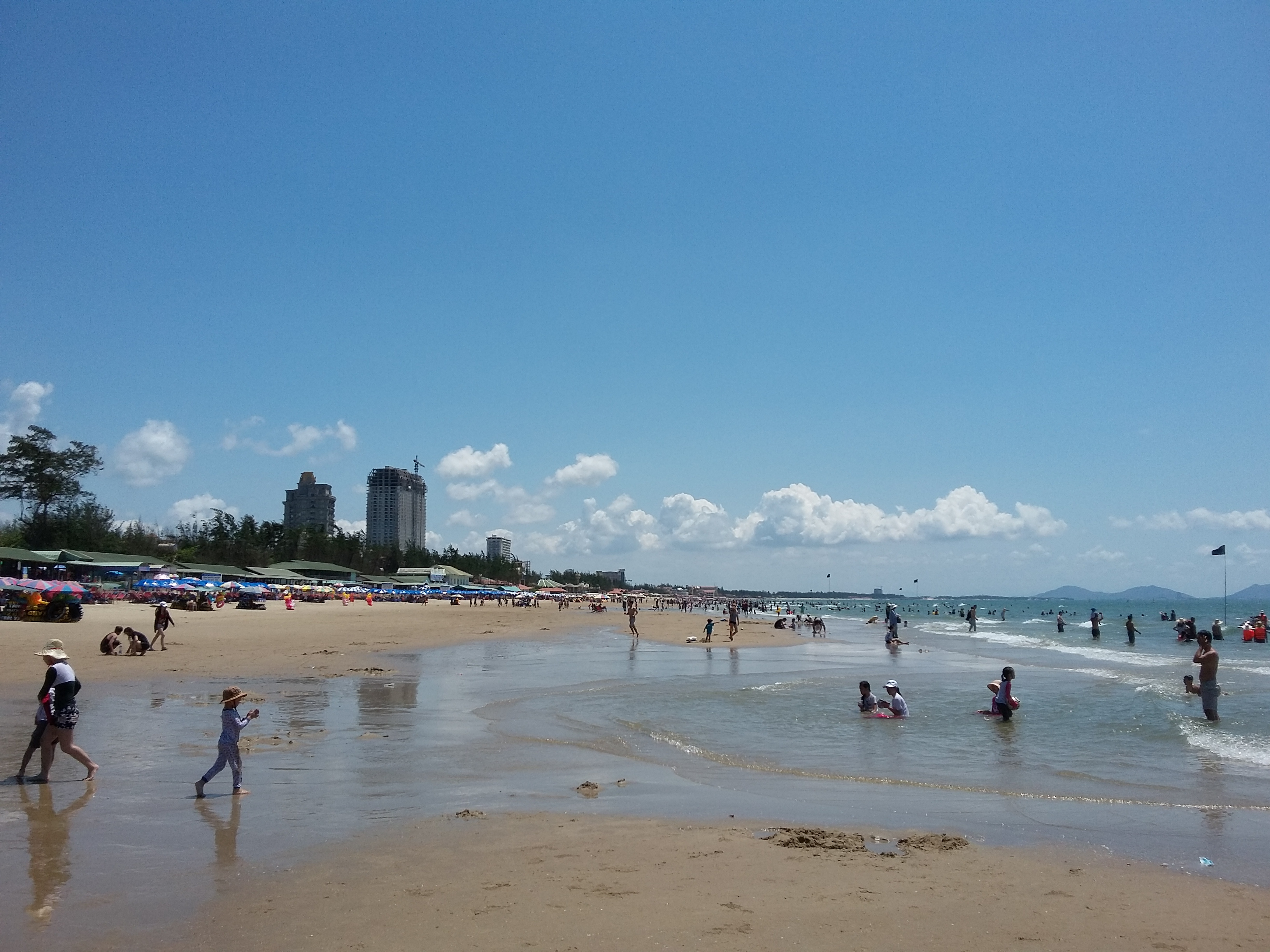
Bãi biển Vũng Tàu
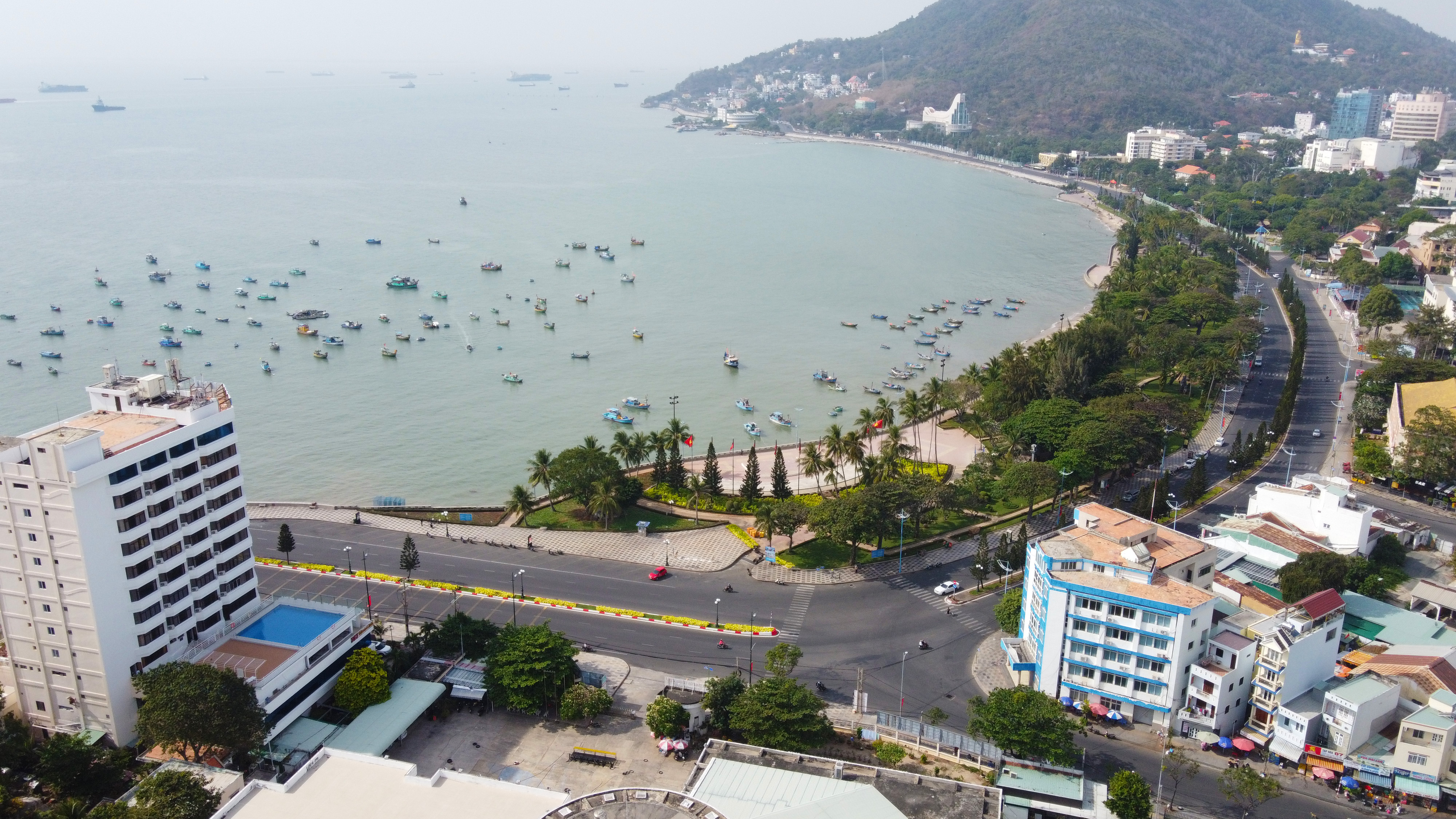
Bãi Trước Vũng Tàu